# Aztekowie

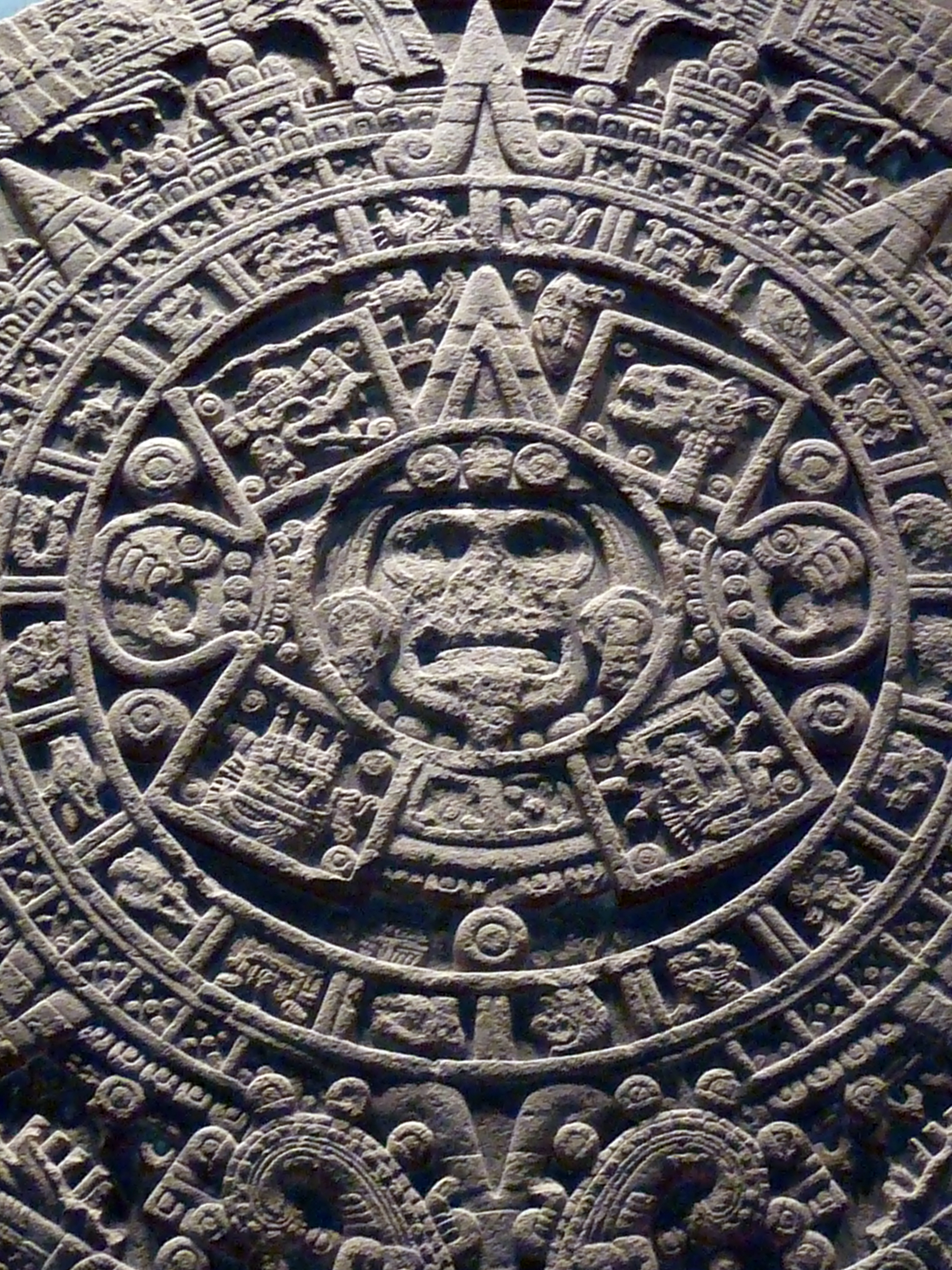
Kamień Słońca

Aztekowie (znani również jako Mexikowie albo Meszikowie) – najsilniejszy w prekolumbijskim Meksyku lud posługujący się językiem nahuatl z rodziny uto-azteckiej. W momencie przybycia hiszpańskich konkwistadorów Aztekowie stali na czele najsilniejszej federacji miast-państw w całej Mezoameryce.

## Nazwa
Sami Aztekowie nazywali siebie najczęściej nazwą Mexica (wym. meszika). Wywodzące się z języka nahuatl terminy aztēcatl (lp.) oraz aztēcah (lm.) oznaczają „ludzie z Aztlán”, mitycznej kolebki wielu ludów środkowego Meksyku. Oznacza to, że nie były one używane jako endonim jednej określonej grupy etnicznej, lecz pojawiają się w wielu relacjach odnosząc się do licznych ludów wyruszających z Aztlán razem. W jednym z takich opisów Huitzilopochtli, bóstwo opiekuńcze plemienia Mexików przemawia do członków grupy, że „od tej pory nie będą was już więcej zwać Aztekami, od teraz wasze imię to Mexikowie”. Od nazwy tej wywodzi się współczesna nazwa państwa i jego stolicy – Meksyk.
Współczesne użycie terminu „Aztek” w wąskim znaczeniu odnosi się wyłącznie do plemienia Mexików zamieszkującego Tenochtitlán (dzisiejsze miasto Meksyk) usytuowanego na wyspie na jeziorze Texcoco. Sami Mexikowie rozróżniali jednak jeszcze określenia Mēxicah w znaczeniu mieszkańca Tenochtitlánu włączając do niego niedaleki ośrodek Tlatelolco, Tenochcah – wyłączając owe Tlatelolco oraz Cōlhuah – odnosząc się do swojej królewskiej genealogii łączonej z Culhuacanem .
Czasami termin ten obejmuje także mieszkańców dwóch głównych miast-państw sprzymierzonych z Tenochtitlánem: Acolhua z miasta Texcoco i Tepaneków z Tlacopan, którzy razem z Mexikami zawiązali azteckie Trójprzymierze, czyli to, co obecnie jest znane jako „imperium Azteków”. Jednak użycie terminu „Aztek” w nazwie imperium ze stolicą w Tenochtitlánie zostało skrytykowane przez Roberta H. Barlowa , który postulował nazewnictwo „Culhua-Mexica” oraz Pedro Carrasco optującego za nazwą „imperium Tenochca”. Carrasco pisze o terminie „Aztek”, że „nie ułatwia on zrozumienia złożoności etniczej starożytnego Meksyku oraz zidentyfikowania dominującego elementu w badanej przez nas jednostce politycznej”.
W innych jeszcze kontekstach „Aztek” może odnosić się do wielu różnych miast-państw i ich mieszkańców, którzy dzielili lwią część swojej historii etnicznej i wzorców kulturowych z Mexikami, Acolhua i Tepanekami, i którzy używali jako lingua franca języka nahuatl. Przykładem może być publikacją Jerome’a A. Offnera pt. Law and Politics in Aztec Texcoco . W tym znaczeniu mowa jest o „cywilizacji Azteków” obejmującej większość motywów kulturowych wspólnych z większością ludów środkowego Meksyku okresu postklasycznego. Takie znaczenie może zostać rozszerzone o wszelkie inne grupy etniczne inkorpowane do kulturowej i politycznej sfery dominacji imperium Azteków .
Dawniej Aztekami nazywano także współczesnych przedstawicieli grup etnicznych posługujących się językiem nahuatl jako, że język ten również był nazywany „językiem azteckim”. Obecnie ludy te określa się terminem „Nahua” , niemniej jednak przymiotnik „aztecki” nadal jest używany w odniesieniu do rodziny języków uto-azteckich (chociaż i tutaj pojawia się czasami nazewnictwo „uto-nahua”) obejmującej język nahuat oraz jego najbliższych krewnych, język pochutec i pipil.
„Aztek” w obecnym znaczeniu zostało wprowadzone w roku 1810 przez Alexandra von Humboldta jako hiperonim obejmujący wszystkie ludy połączone handlem, zwyczajami, wierzeniami i językiem z państwem Mexików i Trójprzymierzem. W roku 1843 wraz z pracą Williama H. Prescotta na temat historii podboju Meksyku termin ten stał się znany na całym świecie. Zaadaptowali go nawet XIX-wieczni uczeni meksykańscy, którzy dostrzegli w nim sposób odróżnienia współczesnych Meksykanów od ludności prekolumbijskiej. Użycie to było przez wiele lat przedmiotem debat akademickich.

## Historia

### Źródła wiedzy o Aztekach

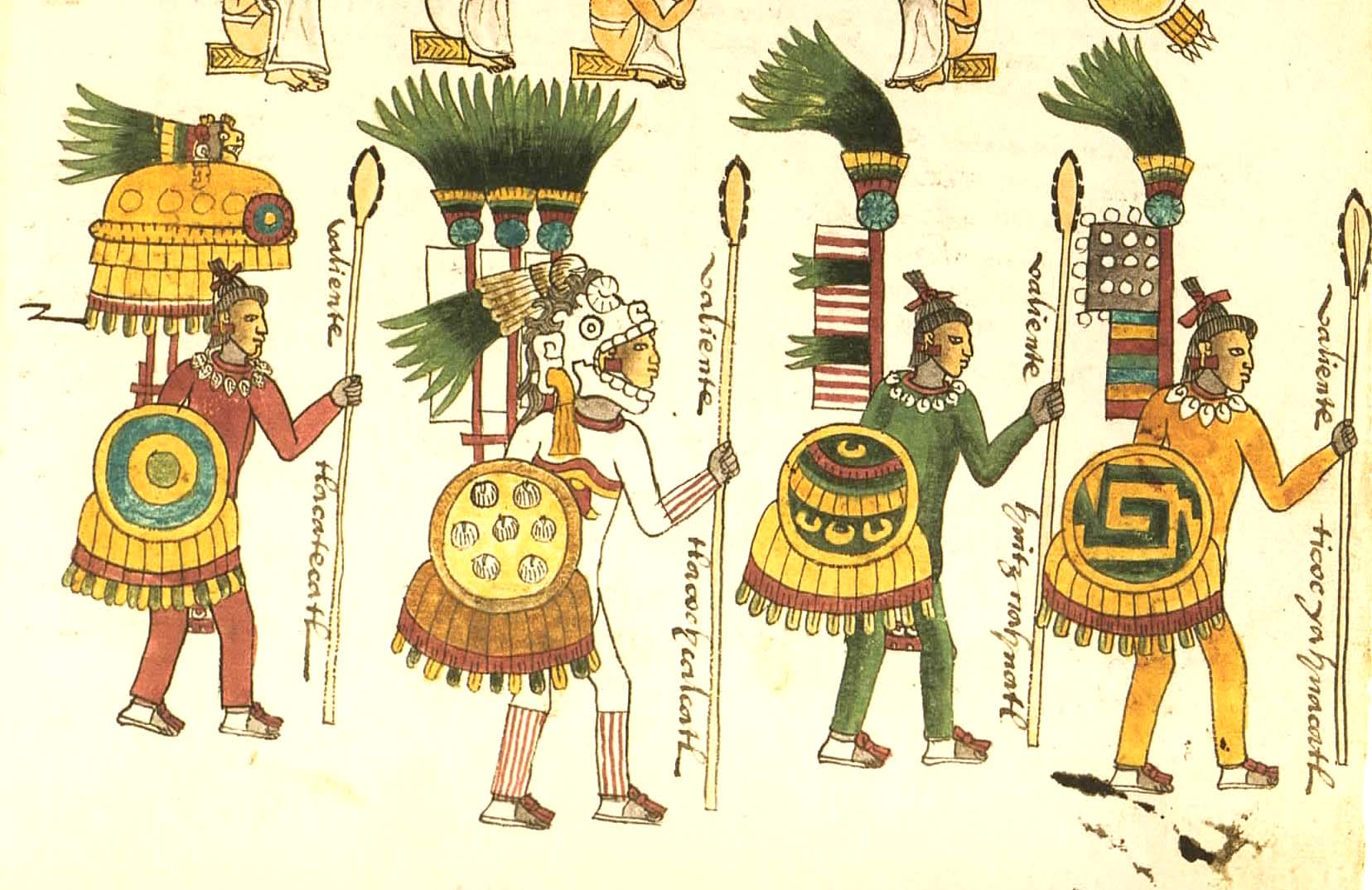
Wojownicy azteccy (Codex Mendoza)

Wiedza o społeczeństwie Azteków pochodzi z kilku różnych źródeł. Liczne pozostałości archeologiczne od świątynnych piramid po wiejskie chaty mogą dostarczyć cennych informacji jak wyglądał aztecki świat. Archeologowie muszą jednak polegać także na innych źródłach, aby właściwie zinterpretować historyczny kontekst artefaktów. Do naszych czasów zachowało się wiele tekstów z wczesnego okresu kolonialnego pisanych zarówno przez rdzennych skrybów jak i Hiszpanów. Zawierają one mnóstwo bezcennej wiedzy o przedkolonialnej historii Azteków. Relacje te uwiecznianio także w bogato ilustrowanych kodeksach. Niektóre z nich były całkowicie ilustrowane. W erze po konkwiście kolejne teksty były już pisane w alfabecie łacińskim przez uczonych azteckich i misjonarzy hiszpańskich przeprowadzających rozmowy z lokalną ludnością na temat ich zwyczajów i podań. Jednym z ważniejszych tego typu dzieł jest pochodzący z początków XVI wieku Codex Mendoza nazwany na cześć pierwszego wicekróla Meksyku Antonio de Mendozy i, być może, zlecony przez niego w celu poinformowania Korony Hiszpańskiej o strukturze politycznej i ekonomicznej azteckiego imperium. Kodeks ten zawiera informacje o organizmach politycznych podbitych przez Trójprzymierze, rodzajach podatków płaconych przez poddanych oraz strukturze klasowo-płciowej ich społeczeństw . Istnieje także wiele kronik prowadzonych przez lokalnych kronikarzy zapisujących dzieje swoich miasta-państw. Kroniki te uwieczniały historie za pomocą obrazów, by następnie zostać transkrybowane na alfabet łaciński. Do najbardziej znanych rdzennych kronikarzy należą Chimalpahin z Amecameca-Chalco, Fernando Alvarado Tezozomoc z Tenochtitlánu, Alva Ixtlilxochitl i Juan Bautista Pomar z Texcoco oraz Diego Muñoz Camargo z Tlaxcali. Zachowało się także wiele relacji hiszpańskich konkwistadorów biorących udział w podboju takich jak Bernal Díaz del Castillo, autora pełnej historii konkwisty.

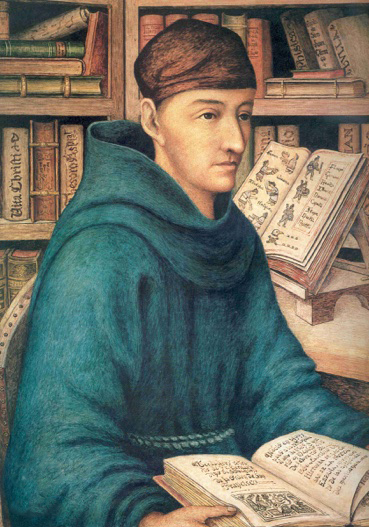
Bernardino de Sahagún

Misjonarze hiszpańscy również tworzyli dokumentację w postaci kronik i innych typów relacji. Postacią o kluczowym znaczeniu jest tutaj Toribio de Benevente Motolinia, jeden z dwunastu apostołów Meksyku, grupy franciszkanów, którzy przybyli tutaj w roku 1524. Innym ważnym franciszkaninem był Juan de Torquemada, autor Monarquia Indiana. Dominikanin Diego Durán także obszernie pisał zarówno o wierzeniach przedhiszpańskich jak i historii Mexików . Nieocenionym źródłem informacji o wielu aspektach azteckiej myśli religijnej, politycznej oraz strukturze społecznej a także historii hiszpańskiej konkwisty z ich punktu widzenia jest Codex Florentino. Dzieło to powstawało w latach 1545–1576 jako encyklopedia etnograficzna pisana dwujęzycznie (po hiszpańsku i w nahuatl) przez franciszkanina Bernardino de Sahagúna we współpracy z rdzennymi konsultantami. Zawiera ono wiedzę z zakresu od religii, kalendarza, botaniki, zoologii przez handel i rzemiosło po historię  . Kolejnym źródłem wiedzy są kultura i zwyczaje współczesnych grup etnicznych mówiących nahuatl. Naukowe badania nad cywilizacją Azteków opierają się bardzo często na metodologiach interdyscyplinarnych łączących wiedzę z zakresu archeologii z etnohistorią oraz etnografią.

### Środkowy Meksyk w okresie klasycznym i postklasycznym

Okolice jeziora Texcoco około roku 1519

Nie jest do końca jasne czy ogromne miasto Teotihuacán w okresie klasycznym było już zamieszkane przez ludność mówiącą językiem nahuatl czy też plemiona te nie przybyły jeszcze w tym czasie do środkowego Meksyku. Kwestia ta pozostaje przedmiotem dyskusji. Panuje za to ogólna zgoda co do tego, że ludy Nahua nie stanowiły rdzennej populacji wyżyn środkowo-meksykańskich, lecz że migrowały stopniowo na te tereny z północnego zachodu. U schyłku Teotihuacánu w VI wieku n.e. liczne miasta-państwa regionu zaczęły rosnąć w siłę. Niektóre z nich, w tym Cholula oraz Xochicalco, były już prawdopodobnie zamieszkane przez Nahua. Jedno z badań sugeruje, że żyli oni pierwotnie w regionie Bajío (dzisiejszy stan Guanajuato), który osiągnął szczyt populacji w VI wieku, po czym liczba ludności gwałtownie spadła w wyniku suszy. Depopulacja ta zbiegła się w czasie z przybyciem do Doliny Meksyku nowych ludów, co sugeruje, że były wśród nich również Nahua . Ludy te zasiedlając następnie środkowy Meksyk wypierały plemiona posługujące się językami oto-mangueskimi spychając ich polityczne wpływy coraz dalej na południe. Kiedy dawna społeczność nomadycznych łowców-zbieraczy zaczęła mieszać się z wysoko rozwiniętymi cywilizacjami Mezoameryki przyjmując ich wierzenia i kulturę, zostały położone podwaliny pod późniejszą cywilizację Azteków. Po roku 900 n.e., już w okresie postklasycznym, liczne miasta zamieszkiwane prawie na pewno przez Nahua urosły do rangi potęg. Wśród nich była m.in. Tula w Hidalgo, Tenayuca, Culhuacán w Dolinie Meksyku i Cuahnahuac w Morelos.

### Migracja i założenie Tenochtitlánu

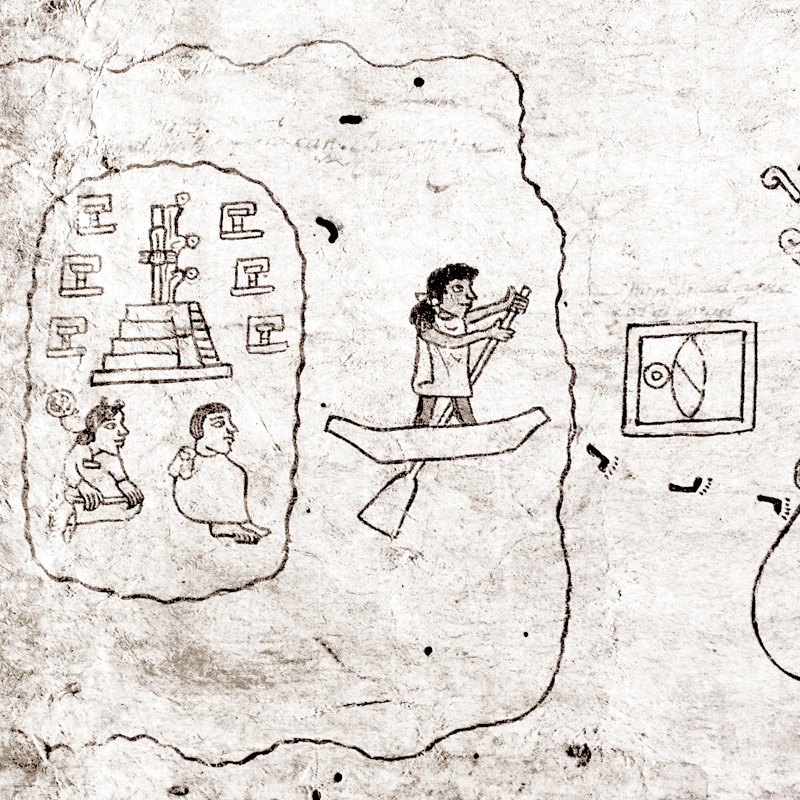
Wyjście z Aztlán (Codex Boturini)

W źródłach etnohistorycznych z okresu kolonialnego swojej przybycie do Doliny Meksyku opisują sami Mexikowie. Historie ich migracji opowiadają o tym jak wędrowali oni wraz z innymi plemionami m.in. z Tlaxcallanami, Tepanekami i Acolhua. Pewnego dnia jednak, jak podaje Codex Boturini, znany również jako Wstęga wędrówki, natknęli się oni na kamienną głowę Huitzilopochtliego, ich bóstwa plemiennego, która miała wydawać z siebie dziwne świszczące dźwięki. Ów bóg nakazał im wówczas oddzielić się od reszty nadając im imię Mexica oraz zabrać ze sobą w drogę .
W trakcie wędrówki Mexikowie osiedlili się na krótko w Chicomóztoc (pl. siedem jaskiń), kolejnym mitycznym miejscu wzmiankowanym w opowieściach wielu ludów Mezoameryki. Następnie, w roku 1163 przybyli do Coatepec (okolice miasta Tula) a pięć lat później do samej Tuli położonej 64 km od brzegów jeziora Texcoco.
W chwili przybycia do Doliny Meksyku w regionie znajdowało się już wiele miast-państw, z których najpotężniejszymi były Culhuacán na południu i Azcapotzalco na zachodzie. Mexikowie osiedlili się w pobliżu tego pierwszego po tym jak wcześniej zostali wypędzeni z Chapultepec przez Tepaneków z Azcapotzalco. W roku 1299 władca Culhuacánu, Cocoxtli, pozwolił im osiedlić się na pustkowiach Tizapan, gdzie zaczęli się oni asymilować z kulturą Culhua. Niestety, po przegranej wojnie z mieszkańcami ich wódz został złożony w ofierze, a Mexikowie stali się wasalami Culhuacánu. W walkach po stronie suwerena odznaczyli się jednak wielkim męstwem, za co w nagrodę wydano im córkę wodza. Szlachetny rodowód Culhuacánu sięga korzeniami legendarnego miasta-państwa Tuli, a poprzez wżenienie się w ich rodziny Mexikowie przywłaszczyli sobie to dziedzicwo. Wydaną córkę poślubili zatem swemu bogu Huitzilopochtliemu obdzierając ją żywcem ze skóry, którą następnie założył jeden z kapłanów. Uciekając przed zemstą jej ojca Mexikowie ponownie zostali zmuszeni do wędrówki.

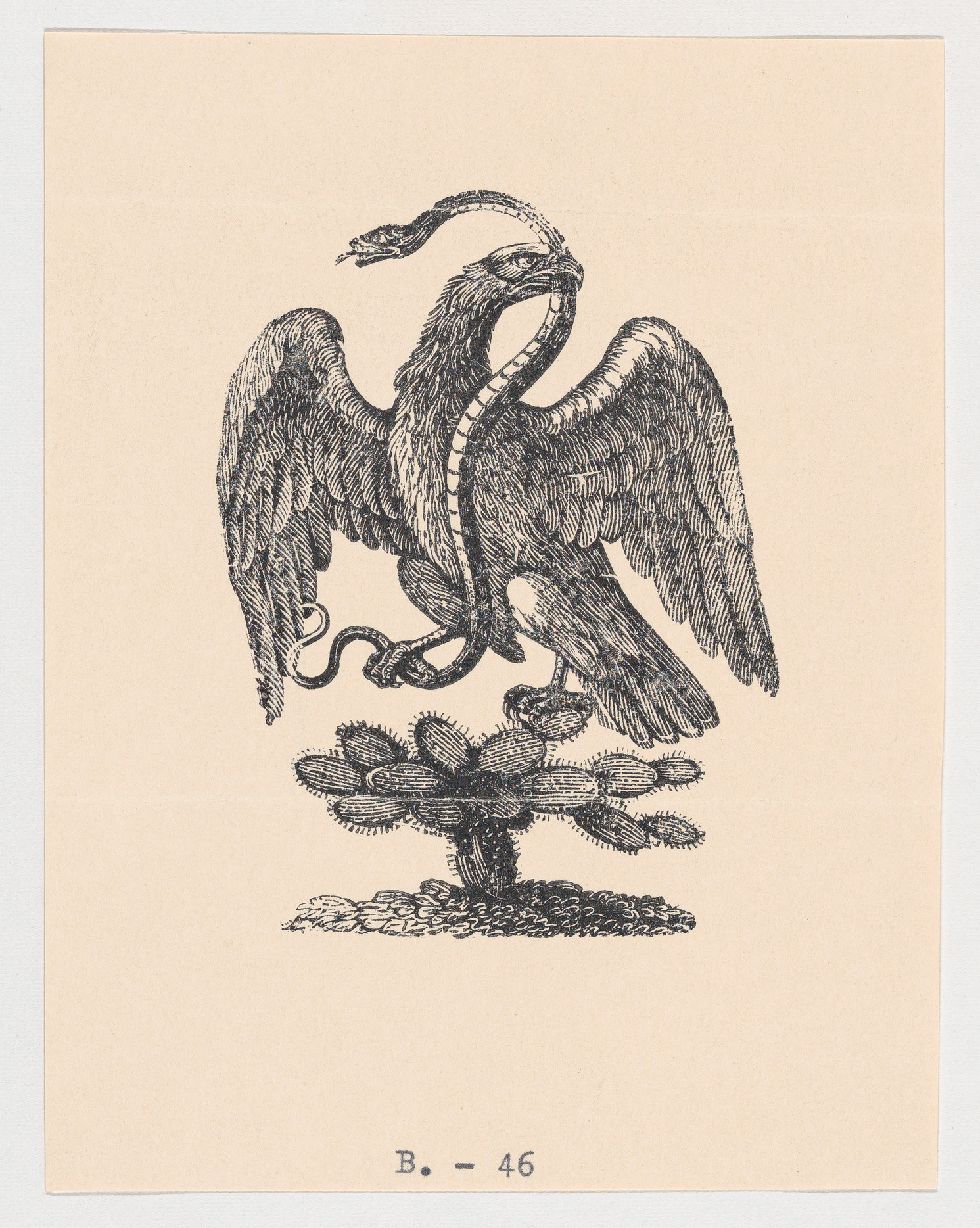
Wizja orła na kaktusie jedzącego węża

Dopiero po 150 latach od przybycia do Tuli, w roku 1323, jak głosi aztecka legenda, Mexikowie ujrzeli orła siedzącego na opuncji jedzącego węża. Wizja ta była znakiem od boga wskazującym miejsce, gdzie mieli się osiedlić na stałe. Założyli oni Tenochtitlán na małej bagnistej wysepce na jeziorze Texcoco. Rok założenia podaje się tradycyjnie jako 1325. W roku 1376, kiedy na pierwszego władcę (nah. tlatoani) Tenochtitlánu wybrano Acamipichtliego (pl. garść trzciny), syna Mexika i matki Culhua, została założona dynastia królewska.

### Wcześni władcy
W ciągu pierwszych 50 lat od założenia dynastii mexikańskiej Mexikowie byli poddanymi Azcapotzalco, które stało się główną potęgą regionalną pod rządami Tezozomoca. Wspierali oni Tepaneków swoimi wojownikami w ich kampaniach wojennych, a w zamian otrzymywali część daniny od podbitych miasta-państw. W ten sposób rosła stopniowo ekonomiczna i polityczna rola Tenochtitlánu.

#### Acamapichtli
Acamapichtli, pierwszy tlatoani Mexików, był po kądzieli potomkiem dawnych dynastii tolteckich oraz częściowo tepaneckich, a więc jego wybór był motywowany politycznie. Za żonę wziął on Ilanucueitl, księżniczkę Culhuacánu. Sprawował on rządy w latach 1376–1396 prowadząc liczne wojny pod rozkazami Tepaneków. Niewiele jednak osiągnął jako tlatoani, gdyż Mexikowie w tym okresie nie mieli jeszcze wielkich wpływów w Dolinie.

#### Huitzilihuitl
Po śmierci Acamapichtliego w roku 1396 władcą został jego syn Huitzilihuitl (pl. pióro kolibra). Poślubił on córkę Tezozomoca, w związku z czym jego relacje z Azcapotzalco pozostawały bardzo bliskie.

#### Chimalpopoca
W roku 1417 władcą Tenochtitlánu został syn Huitzilihuitla Chimalpopoca (pl. dymiąca tarcza). Rok później Azcapotzalco rozpoczęło wojnę z Acolhua z miasta Texcoco. W walkach zginął ich władca Ixtlilxochitl. Mimo że był on żonaty z córką Chimalpopoci Mexikowie nadal wspierali Tezozomoca. Ten zmarł w roku 1426, po czym jego synowie ruszyli do walki o tron Azcapotzalco. Podczas tych zmagań zginął Chimalpopoca, najprawdopodobniej za sprawą Maxtli, jednego z synów Tezozomoca, który widział w nim groźnego konkurenta. Maxtla zabiwszy uprzednio prawowitego następcę tronu i swego starszego brata Tayuha kazał następnie pojmać, uwięzić i stracić Chimalpopocę jako zemstę za jego poparcie. Chimalpopoca miał wówczas popełnić samobójstwo w tepaneckim więzieniu przez powieszenie się na przepasce biodrowej, typowym elemencie azteckiej odzieży. Inna wersja mówi, że został uduszony przez tamtejszym strażników.

#### Itzcoatl

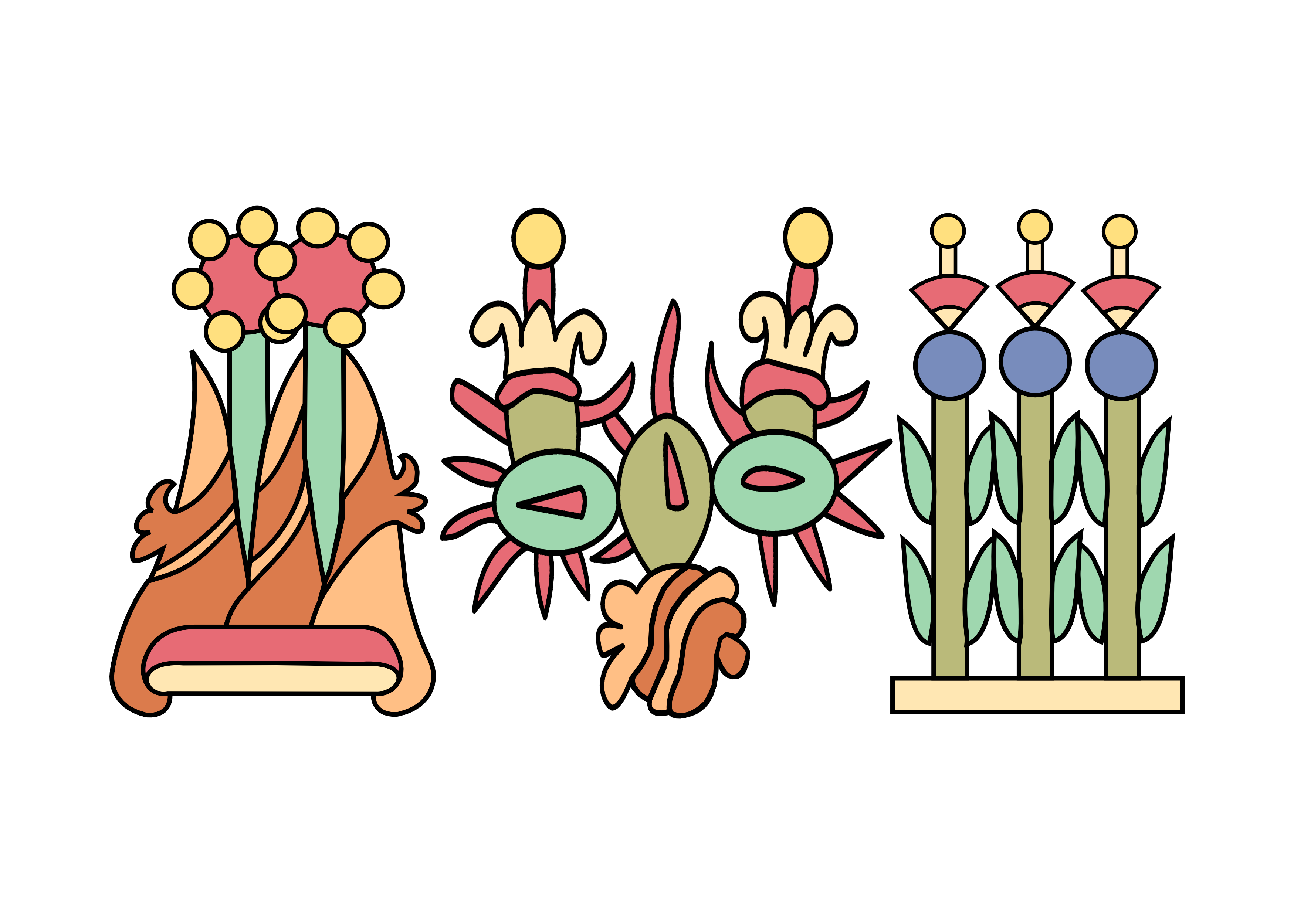
Azteckie glify Texoco – Tenochtitlán – Tlacopán

W obliczu rosnącego zagrożenia ze strony Maxtli kolejnym tlatoanim został wybrany Itzcoatl (pl. obsydianowy wąż), brat Huitzilihuitla i wuj Chimalpopoci. Mexikowie prowadzili teraz regularną wojnę z Azcapotzalco. W tej sytuacji Itzcoatl zwrócił się o sojusz do Nezahualcoyotla, syna Ixlilxochitla, zabitego władcy Texcoco, przeciwko Maxtli. Itzcoatl sprzymierzył się także z bratem Maxtli Totoquihuaztlim, władcą Tepaneków z Tlacopán. Trójprzymierze Tenochtitlán – Texcoco – Tlacopán oblegało Azcapotzalco, by ostatecznie zniszczyć je w roku 1428 a Maxtlę złożyć w ofierze. Dzięki temu zwycięstwu Tenochtitlán stał się niepodległym, dominującym miastem-państwem w całej Dolinie Meksyku, a sojusz pomiędzy tymi trzema ośrodkami położył fundamenty pod imperium Azteków.
Itzcoatl kontynuował swe rządy zabezpieczając legitymację władzy Tenochtitlánu podbijając miasta-państwa na południowych brzegach jeziora m.in. Culhuacan, Xochimilco, Cuitláhuac i Mizquic. Ośrodki te miały gospodarkę opartą na wysoce produktywnym rolnictwie chinampa polegającym na wykorzystaniu sztucznych przedłużeń żyznej gleby w płytkim jeziorze Xochicalco. Itzcoatl podjął następnie dalsze podboje w dolinie Morelos podporządkowując Cuahnahuac (dzisiejsza Cuernavaca).

### Okres imperium

#### Montezuma I Ilhuicamina
W roku 1440 tlatoanim został Montezuma I Ilhuicamina (pl. marszczący brwi, strzelający w niebo). Był to syn Huitzilihuitla i brat Chimalpopoci oraz dowódca w walkach przeciwko Tepanekom na dworze swojego wuja Itzcoatla. Wstąpienie nowego władcy na tron dominującego miasta-państwa było często okazją do buntów poddanych w postaci odmowy płacenia podatków. Oznaczało to, że nowi tlatoani rozpoczynali swoje rządy od kampanii koronacyjnej zwykle przeciwko rebeliantom demonstrując swoją siłę militarną i podporządkowując nowe terytoria. Montezuma postanowił sprawdzić nastawienie miast wokół Doliny prosząc o przysłanie robotników do rozbudowy Wielkiej Świątyni w Tenochtitlánie. Odmówiło jedynie Chalco. W efekcie zmagania wojenne pomiędzy nim a Tenochtitlánem miały trwać do lat 50. XV wieku. Montezuma odzyskał następnie miasta w dolinach Morelos i Guerrero, a później podjął kolejne podboje na terenach Huasteków w północnym Veracruz oraz Mixteków w Coixtlahuca, a także na dużych obszarach Oaxaca, by potem powrócić do środkowego i południowego Veracruz podbijając Cosamalopan, Ahuilizapan i Cuetlaxtlan. W tym czasie miasta-państwa Tlaxcalan, Cholula i Huexotzinco okazały swój opór wobec imperialnej ekspansji wspierając wojownikami wiele podbitych ośrodków. W odpowiedzi Montezuma rozpoczął przeciwko nim serie potyczek o małej intensywności nazywane „wojnami kwiatów” (nah. xochiyaoyotl), prawdopodobnie jako strategia wyczerpania przeciwnika.

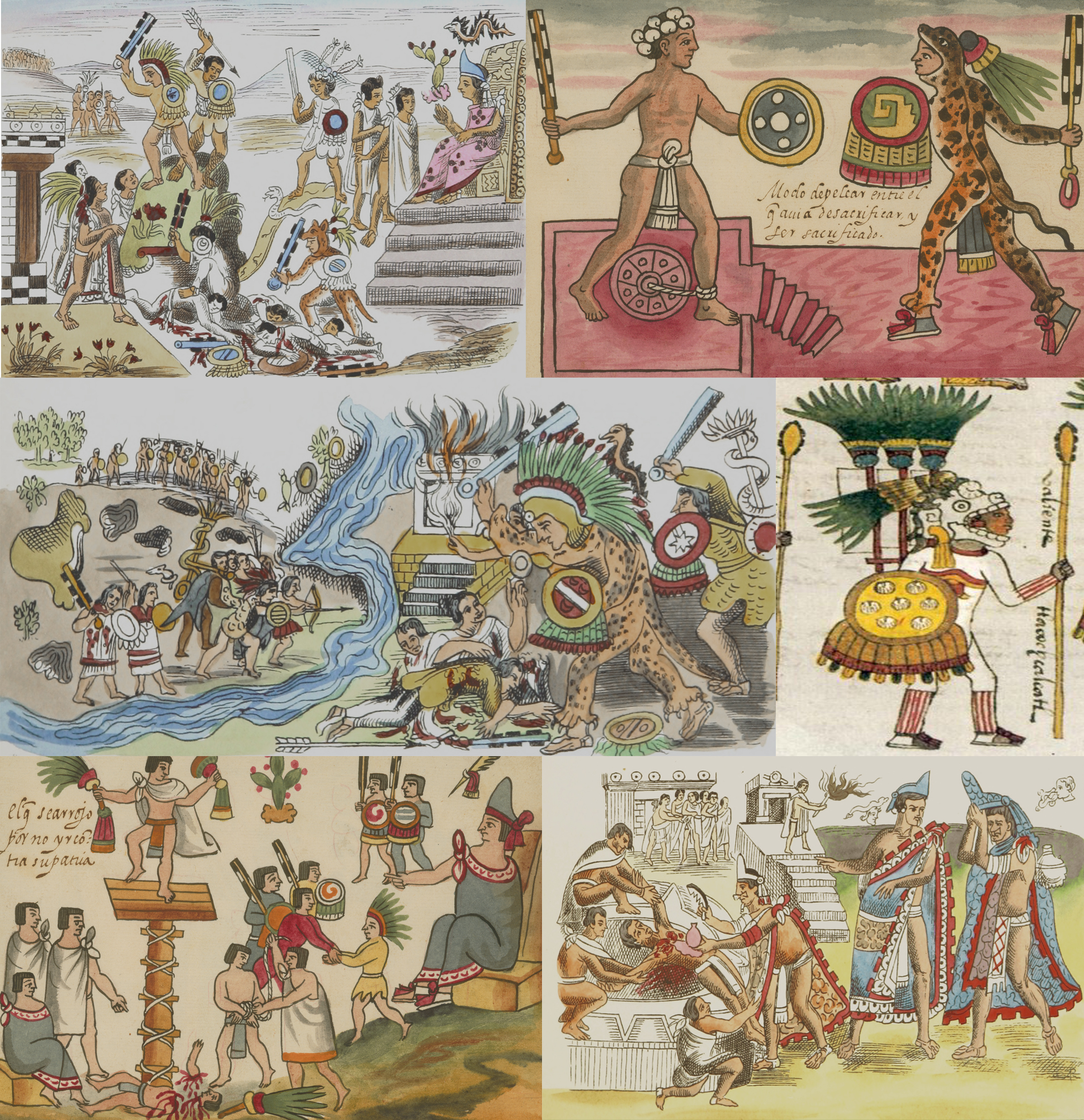
Kolaż azteckich rysunków przedstawiających wojny kwiatów

Montezuma skonsolidował także system podatkowy Trójprzymierza oraz politykę wewnętrzną Tenochtitlánu. Głównym doradcą (nah. cihuacoatl) był jego brat Tlacaelel. Jest on uważany za architekta głównych reform politycznych w tym okresie wzmacniających władzę szlachty (nah. pipiltin), ustanawiających kodeksy prawa oraz polityki pozostawiania na tronach podbitych miast-państw władców związanych wiernością tlaotaniemu Mexików.

#### Axayacatl
W roku 1469 kolejnym władcą został Axayacatl (pl. wodna maska), syn Tezozomoctzina, syna Itzcoatla i Atotoztli, córki Montezumy I. Poprowadził on udaną kampanię koronacyjną daleko na południu od Tenochtitlánu przeciwko Zapotekom na przesmyku Tehuantepec. Axayacatl podbił także niezależne mexikańskie miasto Tlatelolco położone w północnej części wyspy, na której znajdował się również Tenochtitlán. Było to pokłosie wewnętrznego rozłamu w roku 1357. Na ówczesnej sąsiedniej wysepce miano wówczs dostrzec ciągle rosnącą górę piasku. Było to przedsięwzięcie niewielkiej grupy Mexików, którzy postanowili założyć w tym miejscu własne miasto, konkurenta dla Tenochtitlánu. Nazwano je właśnie Tlatelolco (pl. piaskowy nasyp). Oba miasta, mimo pochodzenia z jednego szczepu zaczęły szybko ze sobą rywalizować na niemal każdym polu. Tlatelolco mogło się swego czasu pochwalić największym targowiskiem w Mezoameryce, na które w dni targowe przybywało nawet 50 tys. handlarzy. Militarnie jednak prym wiódł Tenochtitlán. Władcą Tlatelolco za panowania Axayacatla był Moquihuix żonaty z jego córką. Rzekome znęcanie się nad nią Moquihuixa stało się głównym pretekstem zbrojnego włączenia go w roku 1472 pod administrację Tenochtitlánu.

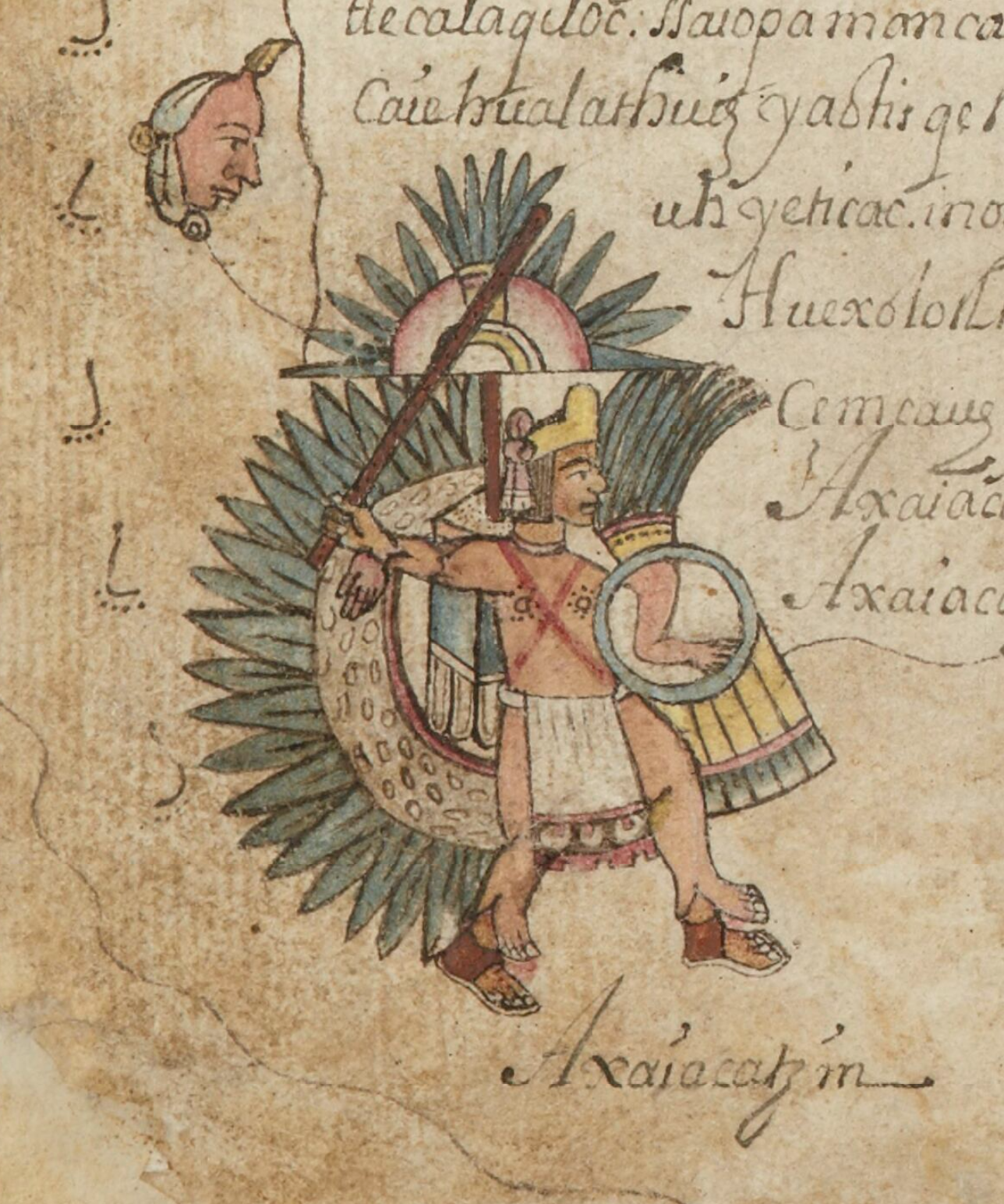
Axayacatl podbijający Tlatelolco (Codex Cozcatzin)

Axayacatl podbił następnie tereny w środkowym Guerrero, dolinie Puebla, nad Zatoką Meksykańską oraz walczył przeciwko Otomi i Matltzinca w dolinie Toluca. Była to strefa buforowa w zmaganiach z potężnym państwem Tarasków w Michoacán, przeciwko którym zwrócił się Axayacatl następnie. W głównej kampanii przeciwko Taraskom w latach 1478–1479 siły azteckie zostały odparte przez dobrze zorganizowaną obronę wroga. W konsekwencji Axayacatl został dotkliwie pokonany w bitwie pod Tlaximaloyan (dzisiejsza Tajimora) tracąc większość ze swoich 32 tys. żołnierzy, a jemu samemu ledwie udało się ujść z życiem do Tenochtitlánu z resztkami swojej armii.

#### Tizoc

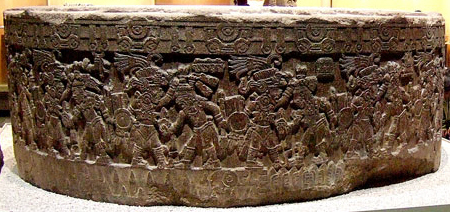
Kamień Tizoca

Po śmierci Axayacatla w roku 1481 władcą zostaje wybrany jego starszy brat Tizoc. Kampania koronacyjna tego władcy przeciwko Otomi nie powiodła się jednak. Przegrał on główną bitwę i na uroczystą ofiarę podczas ceremonii koronacji zdołał pojmać jedynie 40 jeńców. Okazując taką słabość całe mnóstwo poddanych ośrodków wszczęło rebelie, co sprawiło, że stosunkowo krótkie rządy Tizoca upłynęły pod znakiem tłumienia licznych buntów i próbach utrzymania kontroli nad terenami zdobytymi przez jego poprzedników. Tizoc zmarł nagle w roku 1485. Prawdopodobnie został on otruty przez swojego brata i dowódcę wojennego Ahuitzotla, który został jego następcą. Tizoc został upamiętniony na Kamieniu Tizoca (nah. temalacatl), monumentalnej rzeźbie przedstawiającej jego panowanie.

#### Ahuitzotl

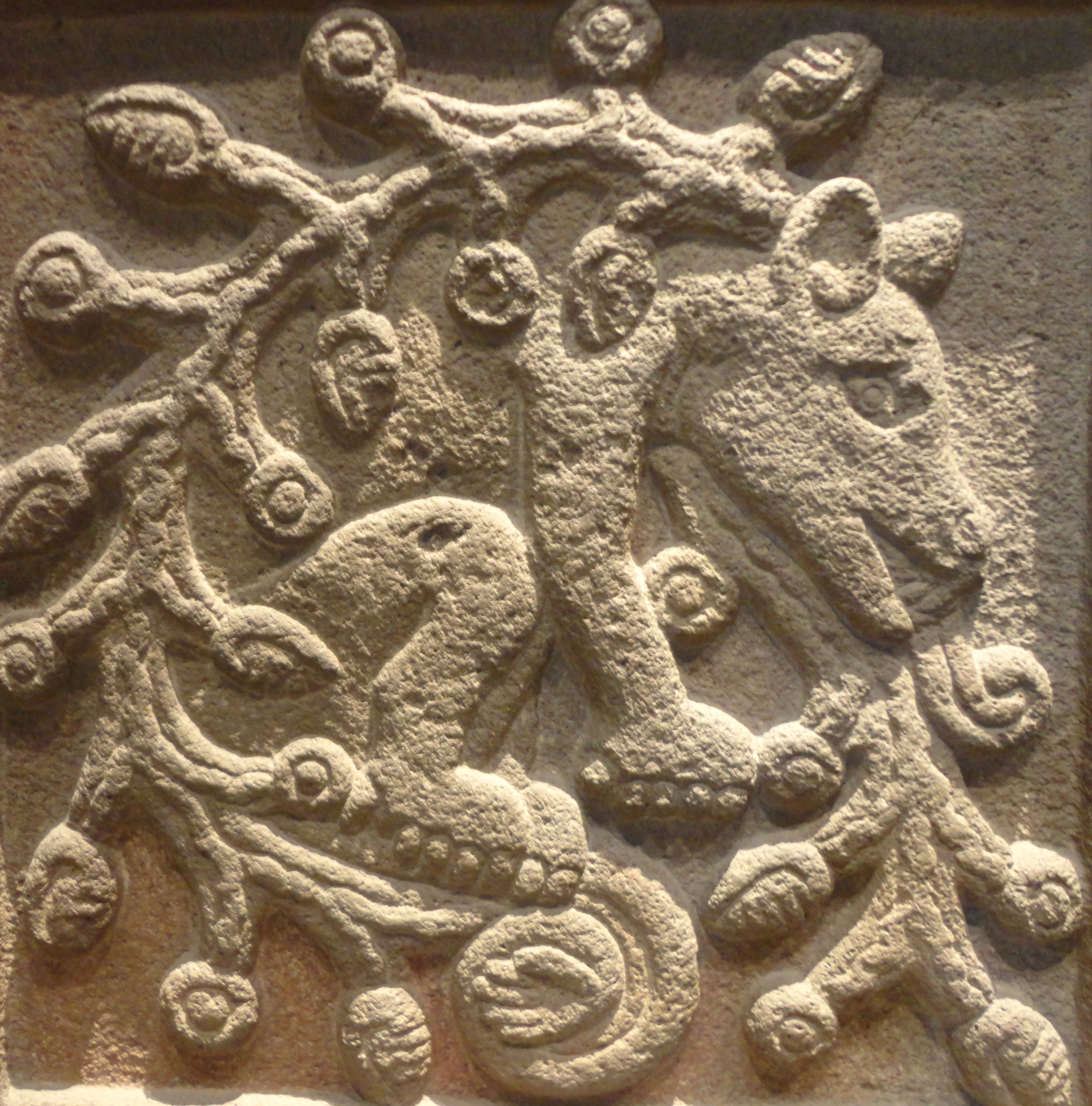
Nagrobek Ahuitzotla w Tepoztlán w Morelos

Kolejnym władcą był Ahuitzotl (nah. wodny potwór), brat Tizoca i Axayacatla oraz dowódca wojenny pod rządami tego pierwszego. W swojej udanej kampanii koronacyjnej stłumił on rebelie w dolinie Toluca i podbił Jilotepec oraz wiele społeczności na północy Doliny Meksyku. Jego kolejna kampania ruszyła nad Zatokę Meksykańską i również okazała się bardzo owocna. Pojmani w tych wojnach jeńcy zostali złożeni w ofierze w czasie uroczystości ponownego poświęcenia Wielkiej Świątyni w Tenochtitlánie w roku 1487 po jej uprzedniej rozbudowie. Na ceremonię inauguracyjną Mexikowie zaprosilli władców wszystkich podległych im miast, którzy uczestniczyli w roli widzów. Złożono wówczas bezprecedensową liczbę ofiar z ludzi. Niektóre źródła podają nawet 80 tys. 400 jeńców złożonych w ofierze w ciągu zaledwie czterech dni uroczystości. Prawopodobnie faktyczna liczba ofiar była znacznie niższa, lecz wciąż jest liczona w tysiącach. Wynika to z faktu, że nie doliczono się w stolicy aż tak ogromnej liczby pozostałych po ofiarach czaszek. Ahuitzotl wzniósł także monumentalną architekturę w miejscach takich jak Calixtlahuaca, Malinalco i Tepoztlan. Po buntach Alahuiztlan i Oztoticpac w północnym Guerrero nakazał on stracić całą ich populację, po czym sprowadził na te tereny nowych osadników z Doliny Meksyku. Ustanowił także ufortyfikowany garnizon w Oztumie broniący granicy przed państwem Tarasków.

### Ostatni władcy i hiszpańska konkwista

#### Montezuma II Xocoyotzin
Montezuma II Xocoyotzin (pl. marszczący brwi, najmłodsze dziecko, umarł jak żył, lecz żyje nadal) zapisał się w historii świata jako władca Azteków w momencie przybycia hiszpańskich konkwistadorów, którzy wraz z lokalnymi sojusznikami podbili ich państwo w dwuletniej kampanii (1519–1521). Jego wczesne rządy nie wskazywały jednak na przyszłą sławę. Objął on władzę po swoim ojcu Axayacatlu. Za jego życia był dowódcą wojennym prowadząc wyprawę do Xoconochco na Oceanem Spokojnym. Montezuma rozpoczął swoje panowanie w typowy dla Azteków sposób od kampanii koronacyjnej, aby zademonstrować swoje przywódcze umiejętności. Zaatakował on ufortyfikowane miasto Nopallan w Oaxaca oraz podporządkował sąsiedni region. Jako skuteczny wojownik utrzymywał tempo podbojów swojego poprzednika podbijając duże obszary w Guerrero, Oaxaca, Puebla, a nawet daleko na południe wzdłuż wybrzeży Pacyfiku i Zatoki Meksykańskiej prowadząc podbój Xoconochco w Chiapas. Zintensyfikował także wojny kwiatów przeciwko Tlaxcali i Huexotzinco oraz zabezpieczył sojusz z Cholulą. Skonsolidował również strukturę klasową społeczeństwa azteckiego poprzez utrudnienie nobilitacji plebsu (nah. macehualtin) przez zasługi w walce. Ustanowił ponadto sztywny kodeks ograniczający dostępność określonych dóbr luksusowych mogących trafić w ręce prostego ludu.

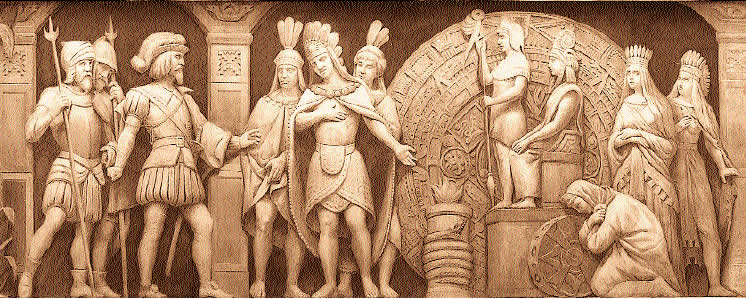
Montezuma II wita Cortésa w świątyni (w tle widoczny Kamień Słońca)

W roku 1518 Montezumy doszły pierwsze słuchy o statkach nieznanych nikomu wojowników przybijających do wybrzeży Zatoki Meksykańskiej w pobliżu Cempollan. Była to ekspedycja Juana de Grijalvy z pobliskiej Kuby. Wysłał on zatem poselstwo, aby dowiedzieć się dokładnie co się dzieje oraz nakazał poddanym donoszenie mu o każdym nowym przybyszu. Już rok później został on poinformowany o przybyciu całej hiszpańskiej floty dowodzonej przez Hernána Cortésa, który zmierzał w kierunku Tlaxcali, gdzie zawiązał sojusz z odwiecznymi wrogami Azteków. 8 listopada 1519 Montezuma II spotkał się z Cortésem i jego świtą oraz sprzymierzonymi z nimi Tlaxcallanami na grobli na południe od Tenochtitlánu. Władca zaprosił wówczas Hiszpanów do pozostania w stolicy w charakterze jego gości. Kiedy Aztekowie zniszczyli hiszpański obóz na wybrzeżu zatoki, Cortés polecił Montezumie stracić swoich dowódców za to odpowiedzialnych, a ten zastosował się. Było to spowodowane niezachwianą wiarą Montezumy, że Cortés jest wcieleniem długo wyczekiwanego boga Quetzalcoatla, którego powrót był przepowiadany właśnie na rok 1519. W tej sytuacji równowaga sił przechyliła się na stronę Hiszpanów, którzy wykorzystując uległość władcy przetrzymywali go teraz we własnym pałacu jako zakładnika. Gdy wieści o tym, co się dzieje zaczęły szerzyć się wśród jego poddanych nowi przybysze stawali się coraz bardziej niemile widziani, aż w końcu w czerwcu roku 1520 doszło do eskalacji konkfliktu w postaci masakry w Wielkiej Świątyni oraz wybuchu mexikańskiego powstania przeciwko Hiszpanom. Podczas walk zginął sam Montezuma. Nie wiadomo jednak czy został zabity przez Hiszpanów czy przez własnych poddanych, którzy okrzyknęli go zdrajcą.

#### Cuitláhuac
Krewny i doradca Montezumy, Cutiláhuac, przejął po nim urząd tlatoaniego przygotowując obronę Tenochtitlánu przed Hiszpanami i ich rdzennym wsparciem. Rządził jednak tylko 80 dni, po czym zmarł w czasie epidemii ospy, chociaż wczesne źródła nie podają dokładnej przyczyny.

#### Cuahtémoc

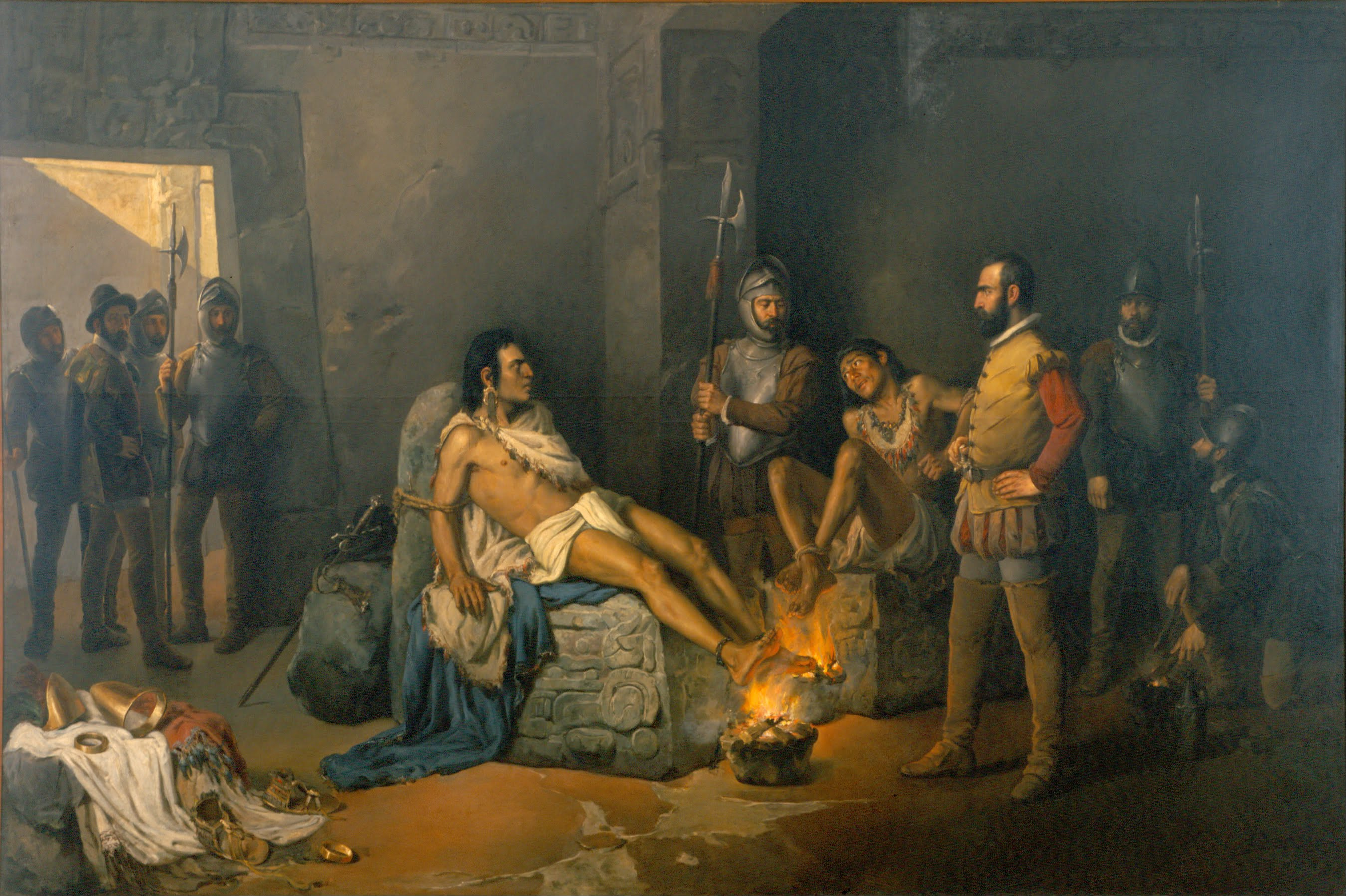
Cuahtémoc torturowany przez Cortésa (Leandro Izaguirre, 1893)

Po nim tron objął Cuahtémoc, ostatni niezależny władca mexikański kontynuujący zaciekłą obronę Tenochtitlánu. Aztekowie byli jednak dziesiątkowani przez nieznane im choroby, podczas gdy Hiszpanie werbowali do wsparcia dziesiątki tysięcy Indian, szczególnie Tlaxcallan, do ataku na stolicę. Po oblężeniu i całkowitym zniszczeniu Tenochtitlánu Cauhtémoc abdykował 13 sierpnia 1521 uznając władzę Hiszpanów nad środkowym Meksykiem. Był on następnie przez nich więziony jako jeniec i poddawany licznym torturom, a cztery lata później, 28 lutego 1525 stracony na rozkaz Cortésa rzekomo za zdradę podczas wyprawy na tereny dzisiejszego Hondurasu. Jego śmierć wyznacza koniec politycznej historii Azteków.
Po upadku azteckiego imperium całe społeczności Nahua zostały zaciągnięte do niewolniczej pracy w ramach systemu encomiendy. Aztecki system edukacji zastąpiony został bardzo ograniczoną formą edukacji kościelnej, a miejscowe obrzędy religijne brutalnie wykorzeniono na rzecz katolicyzmu.

## Polityka i życie społeczne

### Podział klasowy
Najwyższą klasę stanowiła szlachta (nah. pipiltin). Status ten był dziedziczny i dawał jego posiadaczowi pewne przywileje takie jak prawo do noszenia szczególnie eleganckiej odzieży oraz korzystania z dóbr luksusowych a także do zarządzania niewolniczą pracą plebsu. Najpotężniejsi ze szlachciców byli nazywani panami (nah. teuctin), którzy kontrolowali rozległe szlacheckie posiadłości oraz mogli obejmować najwyższe stanowiska rządowe i służyć jako dowódcy wojskowi. Szlachta stanowiła ok. 5% azteckiej populacji.
Drugą z klas społecznych był plebs (nah. macehualtin). Pierwotnie obejmowała ona jedynie chłopstwo, lecz z czasem rozszerzyła się także na niższe klasy pracujące. Eduardo Noguera szacuje, że w późniejszym czasie tylko 20% populacji zajmowało się rolnictwem i produkcją żywności. Pozostałe 80% społeczeństwa było wojownikami, artystami i handlarzami. Ostatecznie większość plebsu zajmowała się sztuką i rzemiosłem. Ich wyroby były ważnym źródłem dochodu miasta . Macehualtin mogli stać się także niewolnikami (nah. tlacotin) na przykład, gdy musieli się oni oddać na służbę u szlachty z powodu długów lub ubóstwa. Niewolnictwo nie było jednak wśród Azteków dziedziczne. Niektórzy macehualtin nie posiadali ziemi i pracowali bezpośrednio dla swojego pana (nah. mayehqueh), podczas gdy większość plebsu była zorganizowana w jednostki zwane calpolli, które dawały im dostęp do ziemi i własności.
Ponadto plebs miał możliwość zdobycia przywilejów podobnych do tych szlacheckich poprzez okazanie męstwa podczas walki. Kiedy wojownik pojmał jeńca nabywał on prawo do używania specjalnych emblematów, broni i szat a im więcej wziętych przez niego jeńców tym jego prestiż wzrastał.

### Rodzina i płeć
Aztecki wzorzec rodziny był bilateralny. Zarówno krewni ze strony ojca jak i matki byli równie ważni, a dziedziczyć mogli nie tylko synowie, lecz także córki. Oznaczało to, że kobiety mogły posiadać własność podobnie jak mężczyźni, a żony cieszyły się ekonomiczną niezależnością od swoich mężów. Niemniej jednak azteckie społeczeństwo wyraźnie rozróżniało role społeczne determinowane przez płeć. Od mężczyzn oczekiwano pracy poza domem jako rolnicy, handlarze, rzemieślnicy lub wojownicy, podczas gdy zadaniem kobiet było zajmowanie się domostwem. Kobiety jednak także miały prawo pracy poza nim jako drobne handlarki, lekarki, kapłanki oraz położne. Rola kobiet w społeczeństwie azteckim była metaforycznie porównywana do wojny jako koniecznej dla zachowania równowagi świata i zadowolenia bogów. Niektórzy uczeni opisują ten model azteckiej ideologii płci jako nie hierarchiczny, a komplementarny, w którym role płciowe są wyraźnie oddzielone, ale równe sobie .
Wśród szlachty jako strategię polityczną często wykorzystywano sojusze małżeńskie, w której pomniejsi szlachcice poślubiali córki z bardziej prestiżowych linii, a status szlachecki dziedziczyły następnie ich dzieci. Szlachta była również często poligamiczna, a panowie mieli wiele żon. Poligamia nie była jednak powszechna wśród plebsu, a niektóre źródła podają, że była zakazana .

### Altepetl i calpolli
Główną jednostką organizacji politycznej u Azteków było miasto-państwo w języku nahuatl nazywane altepetl, co oznacza „wodna góra”. Każde altepetl było rządzone przez władcę (nah. tlatoani) sprawującego władzę nad grupą szlachty i populacją plebsu. Altepet obejmowało stolicę, która pełniła funkcję sanktuarium oraz centrum dystrybucji i organizacji ludności rozsianej w pomniejszych osadach wokół stolicy. Altepetl było także głównym wyznacznikiem tożsamości etnicznej mieszkańców, nawet jeśli mówili oni różnymi językami. Każde altepetl było świadome, że stoi w politycznym kontraście z innymi, dlatego wojny między nimi były nieuniknione. W tej sytuacji Aztekowie mówiący językiem nahuatl z jednego altepetl byli sojusznikami użytkowników innych języków, ale zamieszkujących ten sam ośrodek, lecz wrogami dla mówiących językiem nahuatl z innych ośrodków. W Dolinie Meksyku altepetl były dodatkowo podzielone na calpolli pełniące funkcję głównej jednostki organizacyjnej plebsu. W Tlaxcali i dolinie Puebla altepetl było organizowane w jednostki zwane teccalli zarządzane przez pana (nah. tecutli), który sprawował nad nimi władzę oraz przydzielał plebsowi prawa do ziemi. Calpolli było jednocześnie jednostką terytorialną, na której plebs pracował i użytkował ziemię oraz jednostką pokrewieństwa tworzącą sieć rodzin spokrewnionych przez małżeństwa. Przywódcy calpolli mogli zostać członkami szlachty, co dawało im prawo do reprezentowania intersów swojej jednostki w radzie altepetl.
Archeolog Michae E. Smith szacuje, że w dolinie Morelos typowe altepetl zamieszkiwało 10–15 tys. osób. Powierzchnia takiego ośrodka wynosiła zaś 70–100 km². We wspomnianej dolinie były one jednak nieco mniejsze. Smith wskazuje, że altepetl były przede wszystkim jednostką polityczną, a nie terytorialną. Badacz czyni to rozróżnienie ze względu na fakt, że na niektórych terenach przynależność pomniejszych osad do określonych altepetl była płynna.

### Trójprzymierze i imperium

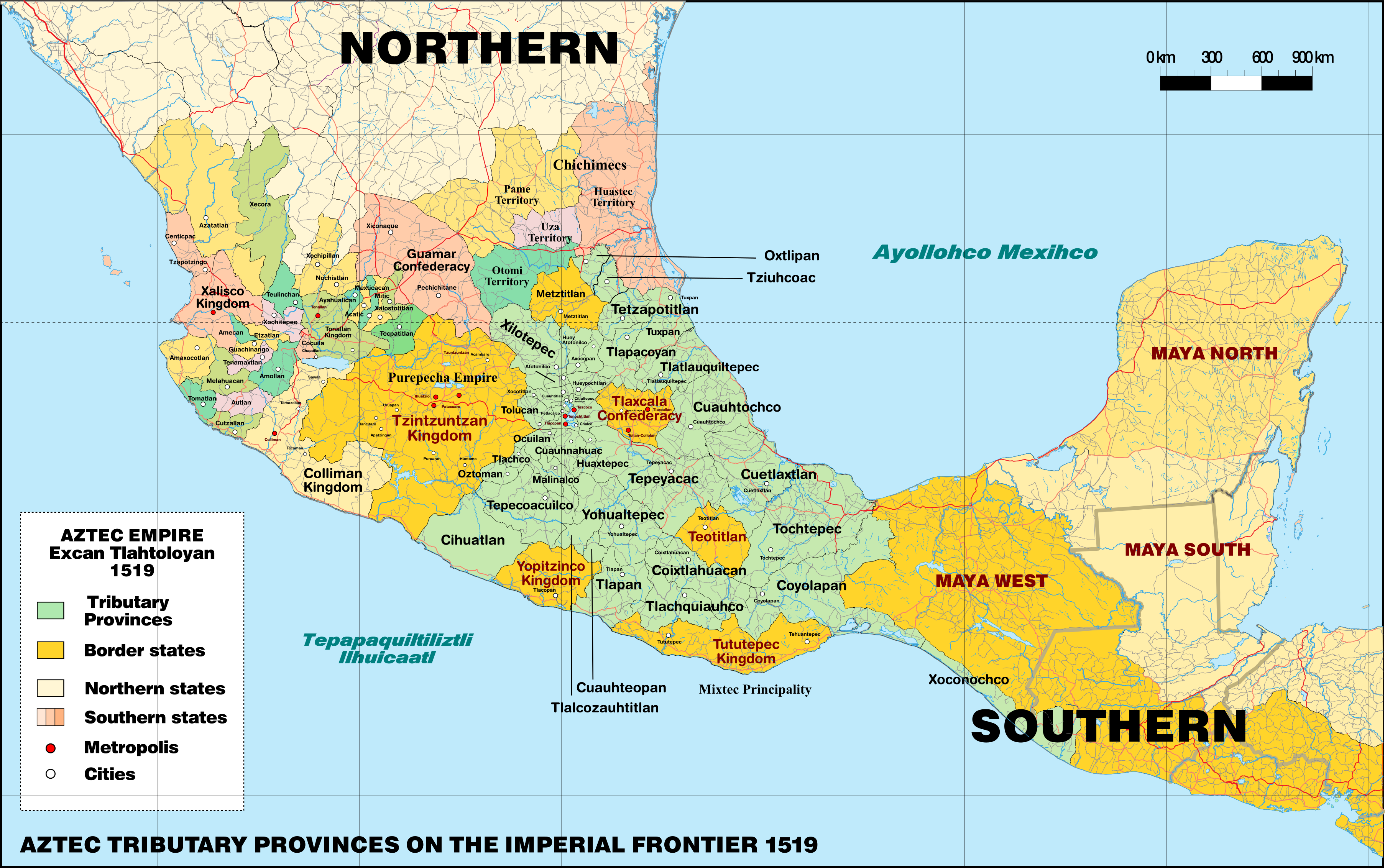
Imperium Azteków (kolor miętowy) w roku 1519 na tle innych prekolumbijskich plemion

Imperium Azteków było rządzone pośrednio. Podobnie jak większość imperiów europejskich było silnie zróżnicowane etnicznie, lecz w przeciwieństwie do nich nie było jednym systemem rządów, a bardziej hegemoniczną konfederacją. Etnohistoryk Ross Hassig wskazuje, że imperium Azteków najlepiej jest pojmować jako hegemoniczny, nieformalny organizm polityczny, ponieważ nie sprawowało ono najwyższej władzy nad podbitymi terenami, a bardziej oczekiwało płacenia przez nie podatków. Z kolei zaś do użycia siły uciekało się jedynie, kiedy było to konieczne w celu zapewnienia ich płatności. Było to także imperium nieciągłe, ponieważ nie wszystkie jego terytoria były połączone w jedną całość np. południowe, peryferyjne, regiony Xoconochco. Hegemoniczna natura imperium ujawnia się także w fakcie, że lokalni władcy podbitych miast-państw pozostawali na swoich tronach, a Aztekowie na ogół nie ingerowali w ich sprawy wewnętrzne dopóki płacili podatki, a lokalne elity wykazywały chęci współpracy. Taka stabilność została zapewniona poprzez ustanowienie i utrzymanie sieci elit powiązanych przez małżeństwa mieszane i różne formy wymiany.
Niemniej jednak sama imperialna ekspansja została osiągnięta poprzez militarną kontrolę stref przygranicznych w strategicznych prowincjach, gdzie stosowano znacznie bardziej bezpośrednie metody. Prowincje te były często zwolnione z płacenia podatków. Aztekowie nawet sami inwestowali w te regiony utrzymując tam stałą obecność wojska, instalując marionetkowych władców a nawet przesiedlają całe populacje, aby zyskać lojalną bazę wsparcia. W ten sposób aztecki system rządów rozróżniał pomiędzy wieloma strategiami kontroli zewnętrznych prowincji dalekich od centrum w Dolnie Meksyku. Jedne z nich były prowincjami podległymi, które zapewniały ekonomiczną stabilność imperium, podczas gdy inne pełniły funkcje strategiczne dające podstawę pod dalszą ekspansję.
Chociaż formę rządów określa się często jako imperium, w rzeczywistości większość obszarów przez nie obejmowanych było organizowane w miasta-państwa (nah. altepetl). Wczesny okres azteckiej dominacji był czasem wzrostu i rywalizacji pomiędzy nimi. Nawet po ustanowieniu konfederacji Trójprzymierza w roku 1427 i rozpoczęciu przez nie ekspansji drogą podboju, altepetl pozostały dominującą formą organizacji na poziomie lokalnym. Skuteczna rola miast-państw jako regionalnej jednostki politycznej była w dużej mierze odpowiedzialna za sukcej hegemonicznej formy kontroli sprawowanej przez imperium .

## Gospodarka

### Rolnictwo

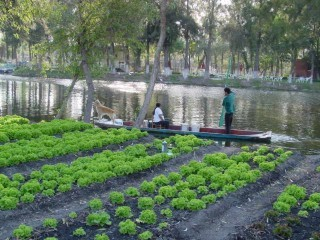
Rolnictwo chinampa obecnie

Podobnie jak u wszystkich ludów Mezoameryki społeczeństwo Azteków koncentrowało się wokół uprawy kukurydzy. Wilgotne środowisko Doliny Meksyku z licznymi jeziorami i terenami podmokłymi umożliwiało intensywny rozwój rolnictwa. Oprócz kukurydzy do głównych upraw należały także fasolki, kabaczki, papryczki chili i szarłaty. Szczególnie ważne dla produkcji rolnej w dolinie były pływające na jeziorze ogrody zwane chinampa. Były to sztuczne wyspy, które pozwalały na przekształcenie płytkich wód w wysoko urodzajne gleby zdatne do uprawy przez cały rok. Platformy te były oddzielone od siebie siecią kanałów umożliwiających poruszanie się pomiędzy nimi w canoe. Chinampa odznaczały się niespotykaną żyznością gleby dostarczając średnio aż siedmiu zbiorów rocznie. W oparciu o współczesne badania szacuje się, że jeden hektar chinampy mógłby wyżywić 20 ludzi, a 9 tys. hektarów aż 180 tys. 
Aztekowie intensyfikowali produkcję rolną również poprzez budowę systemów sztucznego nawadniania. Podczas gdy większość rolnictwa odbywała się poza obszarami gęsto zaludnionymi, w miastach istniała inna metoda upraw na małą skalę. Każda rodzina miała własny ogród, w którym uprawiała kukurydzę, owoce, zioła lecznicze i inne rośliny. Kiedy Tenochtitlán stał się główną potęgą, wodę do miasta dostarczano ze źródeł na brzegach jeziora, a później opracowano także system kanalizacyjny zbierający ludzkie odchody jako nawóz. Dzięki zintensyfikowanemu rolnictwu Aztekowie byli w stanie utrzymać dużą zurbanizowaną populację. Jezioro było także bogatym źródłem białka w postaci licznych zwierząt wodnych, ryb, płazów, krewetek, owadów i ich jaj oraz ptactwa wodnego. Obecność tak różnorodnych źródeł białka wiązała się z niewielkim znaczeniem hodowli zwięrząt na mięso, a badacze wskazują, że mieszkańcy Doliny Meksyku nie mierzyli się z niedoborami białka.

### Rzemiosło
Dostatek żywności pozwolił znacznej części azteckiego społeczeństwa oddać się innym zajęciom niż rolnictwo. Oprócz dbanio o przydomowy ogród kobiety tkały tekstylia z włókien agawy i bawełny. Mężczyźni również angażowali się w prace rzemieślnicze takie jak ceramika, produkcja narzędzi z obsydianu i krzemienia oraz dóbr luksusowych jak ornamenty z paciorków czy piór. Nie obca im była także produkcja instrumentów muzycznych. Czasami całe dzielnice specjalizowały się w jednym typie rzemiosła .
Mimo to Aztekowie nie wytwarzali wielu produktów metalowych. Znali jednak podstawową technologię wytopu złota, a także potrafili je łączyć z kamieniami szlachetnymi takimi jak jadeit i turkus. Produkty z miedzi były za to ogólnie importowane od Tarasków z Michoacán.

### Handel

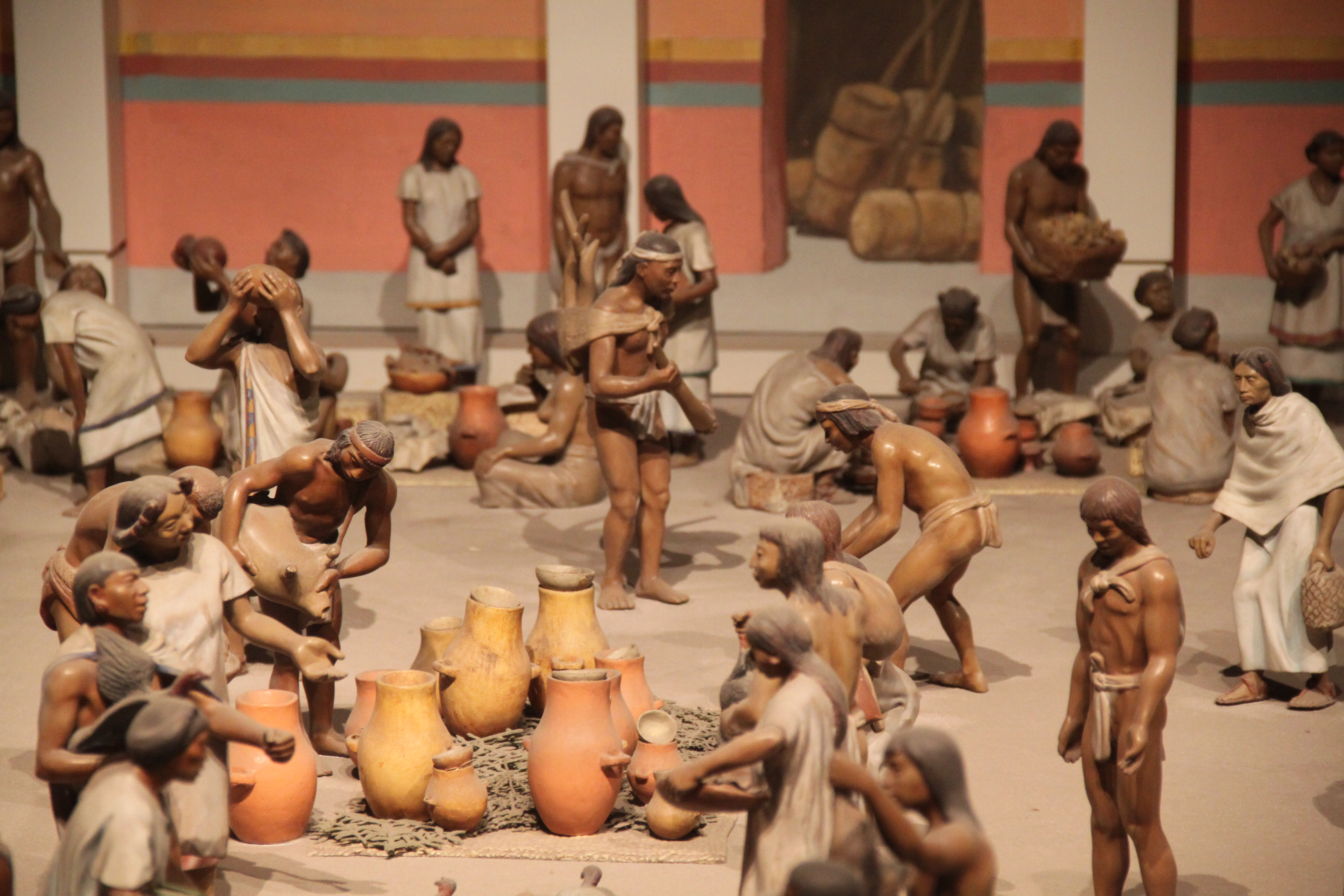
Targ w Tlatelolco (rekonstrukcja)

Produkty były dystrybuowane poprzez sieć targów. Niektóre z nich specjalizowały się w jednym typie towarów (np. targ psów w Acolman), podczas gdy inne oferowały wiele różnych dóbr. Targi były ściśle regulowane przez system kontroli dokładający wszelkich starań, by tylko upoważnieni sprzedawcy mogli wystawiać swoje towary oraz nakładający kary na tych, którzy oszukiwali klientów sprzedając dobra niespełniające standardów lub podrabiane. Typowy ośrodek miejski organizował targ cotygodniowo (co pięć dni w kalendarzu azteckim), z kolei w większych miastach targi odbywały się codziennie. Cortés zanotował, że główny targ w Tlatelolco, siostrzanym mieście Tenochtitlánu, odwiedzało każdego dnia nawet 60 tys. osób. Niektórzy ze sprzedawców byli handlarzami drobiazgowymi. Rolnicy sprzedawali część swoich plonów, garncarze swoje naczynia itp. Inni z kolei zajmowali się tą profesją zawodowo podróżując do miasta do miasta w poszukiwaniu zysków .

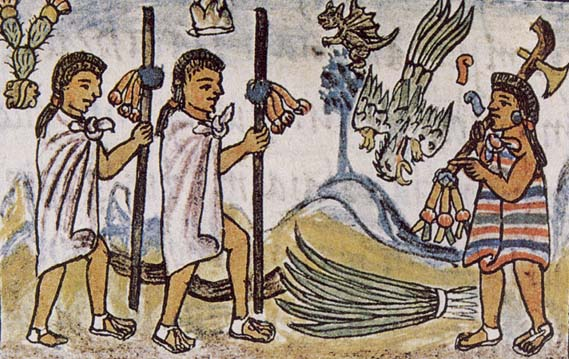
Pochteca (Codex Florentino)

Handlarze specjalizujący się w długo dystansowych podróżach kupieckich byli nazywani pochteca. Tworzyli ekskluzywną gildię. Prowadzili oni ekspedycje do wszystkich zakątków Mezoameryki w celu pozyskania egzotycznych towarów, a także służyli jako sędziowie i nadzorcy targu w Tlatelolco. Chociaż gospodarka azteckiego Meksyku była silnie skomercjalizowana grunty nie były ogólnie towarem przeznaczonym na sprzedaż. Mimo to niektóre ich typy stanowiły przedmiot transakcji wśród szlachty. W komercyjnym sektorze gospodarki używano kilku rodzajów waluty . Małe zakupy były dokonywane za ziarna kakao, które sprowadzano z terenów nizinnych. Na azteckich targowiskach mały królik był wart 30 fasolek, jajo indyka kosztowało trzy fasolki, zaś tamal jedną fasolkę. Przy większych transakcjach walutą były ustandaryzowane długości płótna bawełnianego zwane quachtli. Wyróżniano różne stopnie quachtli od 65 do 300 ziaren kakao. Około 20 quachtli wystarczyło, by pokryć roczny koszt życia chłopa w Tenochtitlánie.

### Podatki
Inną formą dystrubucji dóbr były podatki. Kiedy altepetl zostało podbite, zwycięzca nakładał na nie podatek roczny najczęściej płacony w formie dowolnych najcenniejszych produktów regionalnych. Codex Mendoza wymienia poddane miasta wraz z przekazywanymi przez nie towarami, które obejmują nie tylko dobra luksusowe takie jak pióra, wytworne szaty czy korale z zielonych kamieni szlachetnych, lecz także rzeczy praktycznego użytku takie jak płótna, drewno paleniskowe czy żywność. Podatki były płacone zwykle dwa lub cztery razy w roku w różnych porach .
Wykopaliska archeologiczne w rządzonych przez Azteków prowincjach pokazują, że włączenie regionu do imperium wiązało się dla lokalnych mieszkańców nie tylko z kosztami, lecz również benefitami. Do pozytywów można zaliczyć przede wszystkim promowanie wymiany i handlu, co porawiło dostępność egzotycznych dóbr z obsydianu, a nawet brązu wśród plebsu i szlachty. Partnerami handlowymi byli także nieprzychylnie nastawieni Taraskowie, od których pochodziły właśnie wyroby brązowe. Z drugiej strony imperialne podatki były ciężarem dla prostych gospodarstw domowych, które musiały pracować ciężej, aby zapłacić swoją część daniny. Generalnie lepiej na imperialnej władzy wychodziła szlachta wykorzystując pośredni charakter rządów. Imperium musiało bowiem polegać na lokalnych władcach i szlachcie, a w zamian za pomoc w utrzymaniu porządku i płynności systemu podatkowego otrzymywała ona różne przywileje .

## Urbanizacja
Społeczeństwo azteckie łączyło stosunkowo prostą tradycję rolniczo-wiejską z rozwojem prawdziwie zurbanizowanej populacji ze złożonym systemem instytucji, specjalizacji i hierarchii. Tradycja urbanistyczna rozwinęła się w Mezoameryce w okresie klasycznym z głównymi ośrodkami takimi jak Teotihuacán z liczbą ludności przekraczającą znacznie 100 tys. mieszkańców. W czasie wzrostu kultury Azteków urbanizacja była już zakorzeniona w mezoamerykańskim społeczeństwie, a ośrodki miejskie pełniły funkcje religijne, polityczne i ekonomiczne .

### Tenochtitlán

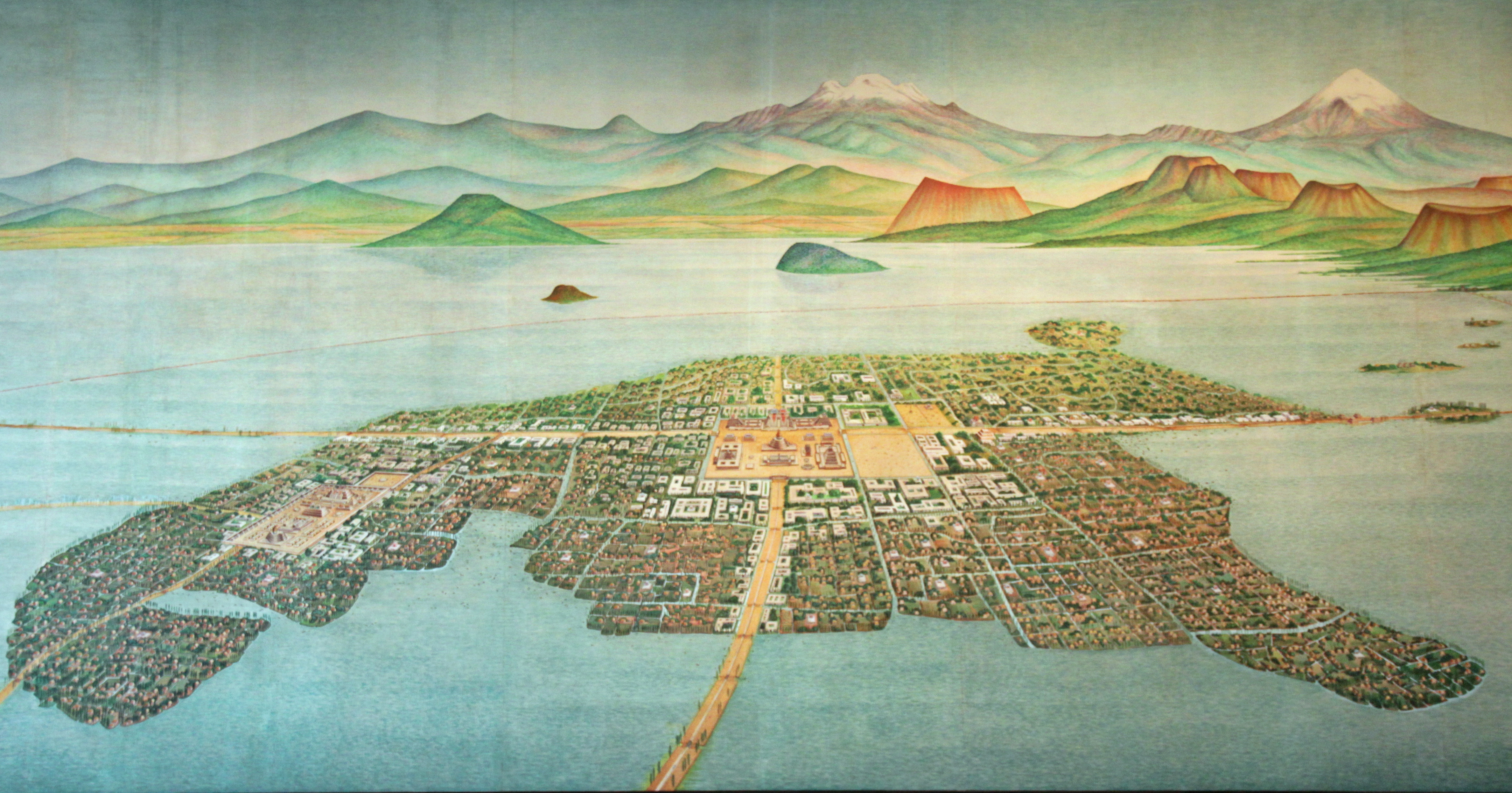
Tenochtitlán i Tlatelolco widoczne na pówyspie po lewej stronie

Stolicą imperium Azteków był Tenochtitlán, dzisiaj część miasta Meksyk. Został on zbudowany na łańcuchu wysepek na jeziorze Texcoco. Plan miasta opierał się na symetrycznym układzie wyznaczającym cztery sekcje zwane campan. Centrum Tenochtitlánu wyznaczał okręg rytualny, gdzie nad miastem górowała wysoka na 50 metrów Wielka Świątynia. Domy budowano z drewna i gliny, a dachy pokrywano trzciną, chociaż piramidy, świątynie i pałace wznoszono generalnie z kamienia. Miasto było poprzecinane siecią kanałów używanych do transportu. Antropolog Euardo Noguera na podstawie liczby domów i połączenia z Tlatelolco szacuje populację Tenochtitlánu na 200 tys. osób . Jeśli doliczyć otaczające miasto wysepki oraz brzegi jeziora szacunki wzrastają od 300 do nawet 700 tys. mieszkańców. Michael E. Smith podaje jednak znacznie mniejszą liczbę 212 tys. 500 osób zamieszkujących Tenochtitlán biorąc pod uwagę jego powierzchnię 1350 hektarów przy gęstości zaludnienia 157 mieszkańców na hektar. Drugim co do wielkości miastem w Dolinie Meksyku okresu azteckiego było Texcoco z 25 tys. mieszkańców na ponad 450 hektarach.
W centrum Tenochtitlánu znajdował się okręg rytualny. Był to kwadratowy plac otoczony murem, na którym znajdowała się Wielka Świątynia, świątynie innych bóstw, mezoamerykańskie boisko do gry w piłkę (nah. ullamalitztli), szkoła dla szlachty (nah. calmecac), stojak na czaszki (nah. tzompantli) ludzi złożonych w ofierze, domy wojowników oraz pałac handlarzy. Wokół okręgu rytualnego znajdowały się pałace królewskie wzniesione przez tlatoanich.

#### Wielka Świątynia

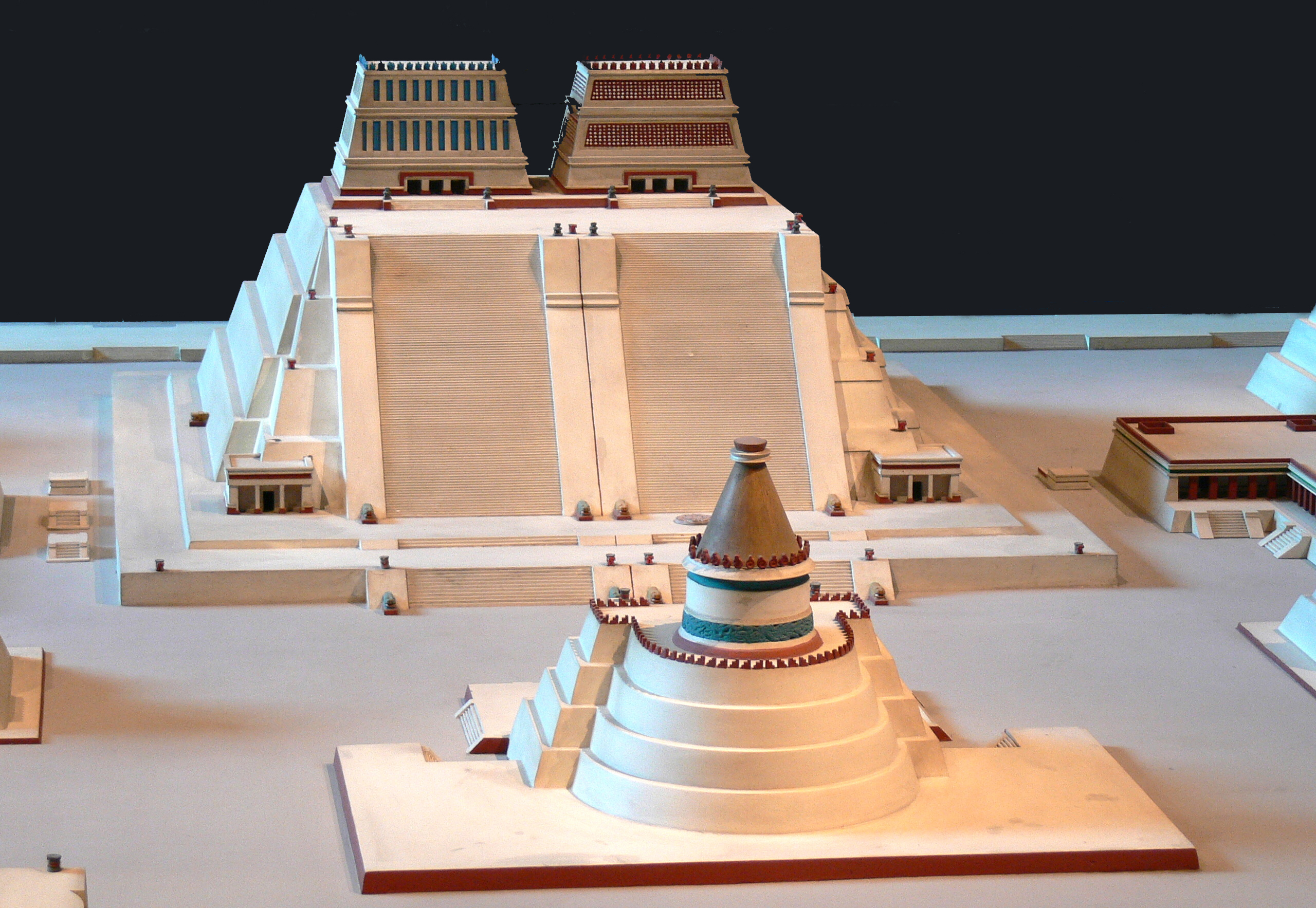
Templo Mayor (miniaturowa rekonstrukcja)

Centralną budowlą Tenochtitlánu była Templo Mayor, Wielka Świątynia, ogromna piramida schodkowa z dwoma pasami schodów prowadzących na szczyt do dwóch oddzielnych świątyń – Tlaloca i Huitzilopochtliego. To tutaj podczas świątecznych rytuałów składano większość ofiar z ludzi, z których ciała następnie zrzucano z wysokich schodów. Świątynia była rozbudowywana w wielu etapach. Większość azteckich władców stawiało sobie za cel dodanie kolejnego stopnia wraz z nowym poświęceniem i inauguracją. Obiekt został odkopany w samym centrum miasta Meksyk, a ruiny są obecnie wystawiane w Muzeum Templo Mayor .
Archeolog Eduardo Matos Moctezuma w swoim eseju pt. Symbolism of the Templo Mayor twierdzi, że orientacja świątyni wskazuje na całość wizji wszechświata, jaką mieli Mexikowie  . Badacz pisze:

„Principal center, or navel, where the horizontal and vertical planes intersect, that is, the point form which the heavenly or upper plane and the plane of the Underworld begin and four directions of the universe originate, is the Templo Mayor of Tenochtitlan”.
„Centrum, w którym przecinają się płaszczyzna pozioma i pionowa tj. punkt, z którego wychodzą płaszczyzna niebiańska i płaszczyzna zaświatów i mają swój początek cztery kierunki wszechświata wyznacza Templo Mayor w Tenochtitlánie”.

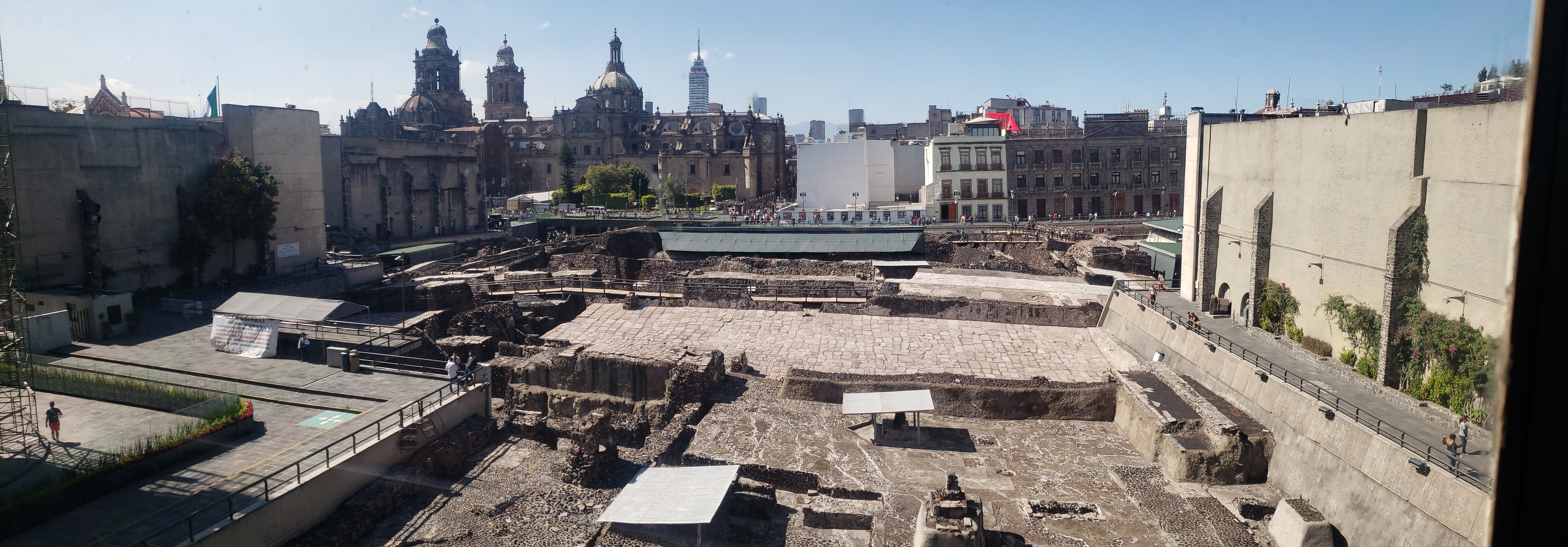
Współczesne pozostałości po Wielkiej Świątyni (centrum miasta Meksyk)

Matos Moctezuma uzasadnia swoją tezę twierdząc, że Templo Mayor jest ucieleśnieniem żywego mitu, w którym:

„(...) all sacred power is concentrated and where all the levels intersects”.
„(...) koncentruje się cała święta moc i gdzie przecinają się wszystkie poziomy”.

### Inne ważne ośrodki
Innymi głównym azteckimi miastami był szereg ośrodków wokół jeziora m.in. Tenayuca, Azcapotzalco, Texcoco, Culhuacán, Tlacopan, Chapultepec, Coyoacan, Xochimilco i Chalco. Cholula w dolinie Puebla była miastem mogącym się pochwalić największą piramidą w całej Mezoameryce, podczas gdy konfederacja Tlaxcali składała się z czterech mniejszych miast. Cuahnahuac w Morelos było głównym ośrodkiem plemienia Tlahuica mówiącego językiem nahuatl, a Tollocan w dolinie Toluca stanowiło stolicę plemienia Matlatzinca. Większość miasta azteckich miała bardzo podobnu układ z placem wewnętrznym, na którym stała piramida o dwóch pasach schodów i dwóch świątyniach na szczycie zorientowanymi na zachód .

## Wierzenia

Quetzalcoatl (pl. pierzasty wąż)

Metafizyka ludów Nahua koncentruje się wokół koncepcji zwanej teotl, „wolnej, dynamicznej, ożywiającej, wiecznie samogenerującej się i samoregenerującej świętej mocy, energii lub siły”. Jest to konceptualizowane zazwyczaj jako rodzaj monistycznego panteizmu manifestującego się w postaci wszechmocnego bóstwa Ometeotla, jak i bogatego panteonu bóstw pomniejszych i zjawisk naturalnych takich jak gwiazdy czy ogień. Kapłani i lepiej wykształcone klasy mieli poglądy bardziej monistyczne, podczas gdy religia prostego ludu obrastała w elementy politeistyczne i mitologiczne.
Podobnie jak wiele innych cywilizacji Mezoameryki Aztekowie kładli duży naciska na kalendarze, zaplanowane święta, ceremonie, a nawet wojny w czasie kluczowych dat zaznaczanych w azteckim kalendarzu. Rytuały mogły obejmować uczty, opowiadanie historii, tańce, rytualne zmagania wojenne, mezoamerykańską grę w piłkę (nah. ullamalitztli) oraz ofiary z ludzi jako dziękczynienie i błaganie o kontynuację dni i cyklu życia.

### Bóstwa

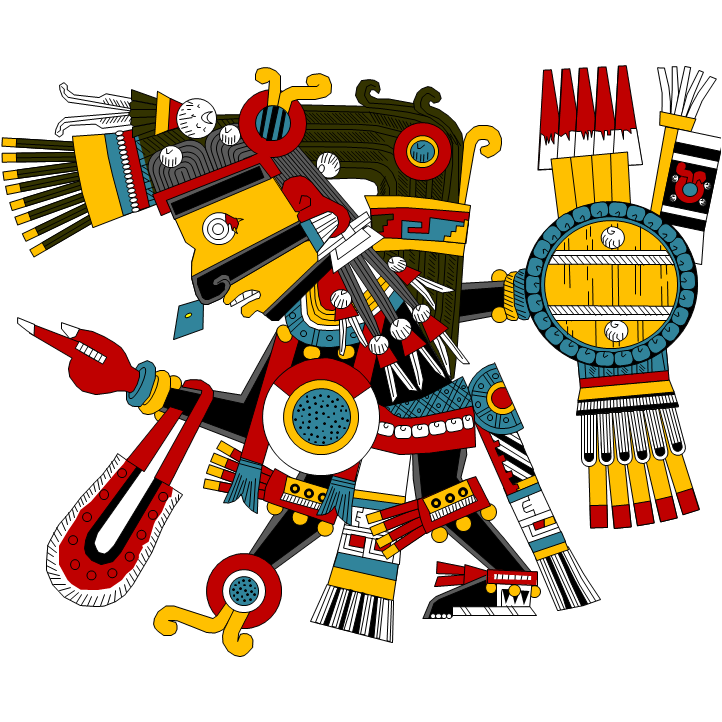
Tezcatlipoca (pl. dymiące zwierciadło)

Cztery główne bóstwa czczone przez Azteków to Tlaloc, Huitzilopochtli, Quetzalcoat i Tezcatlipoca. Tlaloc to bóstwo deszczu i burzy, Huitzilopochtli – słońca i wojny oraz bóstwo opiekuńcze plemienia Mexików, Quetzalcoatl – wiatru, nieba i gwiazd oraz bohater kulturowy, Tezcatlipoca – nocy, magii, proroctw i przeznaczenia. Wielka Świątynia w Tenochtitlánie miała na swoim szczycie dwie świątynie, jedną poświęconą Tlalocowi, drugą Huitzilopochtliemu. Dwie świątynie reprezentowały dwie święte góry: lewa – Tonacatepetl, której patronował Tlaloc i prawa – Coatepec, której patronem był Huitzilopochtli . Quetzalcoatl i Tezcatlipoca mieli osobne świątynie w okręgu rytualnym blisko Wielkiej Świątyni, a jej najwyższych kapłanów nazywano Quetzalcoatl Tlamacazqueh. Innymi ważnymi bóstwami były Tlatecutli i Coatlicue (żeńskie bóstwo ziemi), Mictlantecutli i Mictlancihuatl (boska para reprezentująca świat podziemny i śmierć), Chalchiutlicue (żeńskie bóstwo jezior i źródeł), Xipe Totec (bóstwo płodności i naturalnego cyklu), Huehuetéotl lub Xiuhtecuhtli (bóg ognia), Tlazolteotl (żeńskie bóstwo związane z porodami i seksualnością) oraz Xochipilli i Xochiquetzal (bogowie pieśni, tańca i zabaw). W niektórych regionach, szczególnie Tlaxcali, Mixcoatl lub Camaxtli były one głównymi bóstwami plemiennymi. Niewiele źródeł wspomina za to o podwójnym bogu Ometéotlu, który miał być bóstwem dwoistości życia i śmierci, kobiety i mężczyzny, i który mógł łączyć cechy Tonacatecuhtliego (pl. pan dwoistości) i Tonacacihuatla (pl. pani dwoistości). Niektórzy historycy nie zgadzają się jednak z poglądem jakoby Ometéotl miał być bóstwem podwójnym. Oprócz głównych bóstw były również tuziny pomniejszych, z których każde było związane z jakimś żywiołem lub koncepcją, a w miarę ekspancji imperium powiększał się również aztecki panteon, ponieważ włączano do niego lokalne bóstwa podbitych ludów. Dodatkowo główne bóstwa miały także wiele alternatywnych manifestacji lub aspektów tworząc małe rodziny bogów o powiązanych właściwościach.

### Mitologia i światopogląd
Mitologia aztecka znana jest z licznych źródeł spisanych w okresie kolonialnym. Jeden ze zbiorów mitów nazywany Legendą Słońc opisuje stworzenia czterech kolejnych słońc lub okresów, każdy rządzony przez inne bóstwo oraz zamieszkiwany przez inne istoty. Każdy z nich też kończy się apokaliptyczną zagładą przygotowującą grunt pod początek następnego. W procesie tym bogowie Tezcatlipoca i Quetzalcoatl ukazani są jako przeciwnicy, jeden niszczy dzieła drugiego. Obecne słońce, piąte, zostało stworzone, gdy pomniejsze bóstwo złożyło siebie w ofierze na palenisku zamieniając się w nie, lecz zaczęło ono swój biego dopiero wówczas, gdy kolejne bóstwo ofiarowało się tchnąć w nie swą życiową energię.

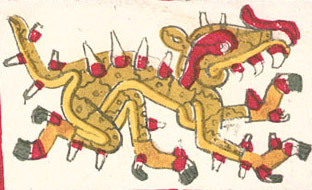
Krokodylica Cipactli (Codex Borgia)

W innym micie o stworzeniu świata Tezcatlipoca i Quetzalcoatl pojawiają się już jako sprzymierzeńcy pokonujący olbrzymią krokodylicę Cipactli. Wymagali oni od niej, by stała się ziemią i pozwoliła ludziom rzeźbić jej ciało oraz uprawiać na nim rośliny. Krokodylica miała się zgodzić, ale za cenę krwi, którą ludzie będą jej ofiarować. Z kolei w opowieści o stworzeniu człowieka Quetzalcoatl podróżuje wraz ze swym bliźniakiem Xolotlem do świata podziemnego przynosząc z powrotem kości, które następnie zostały zmielone na metate jak kukurydza przez boginię Cihuacoatl. Powstałej masie nadano wówczas ludzką formę i tchnięto w nie życie poprzez nasycenie jej krwią Quetzalcoatla.

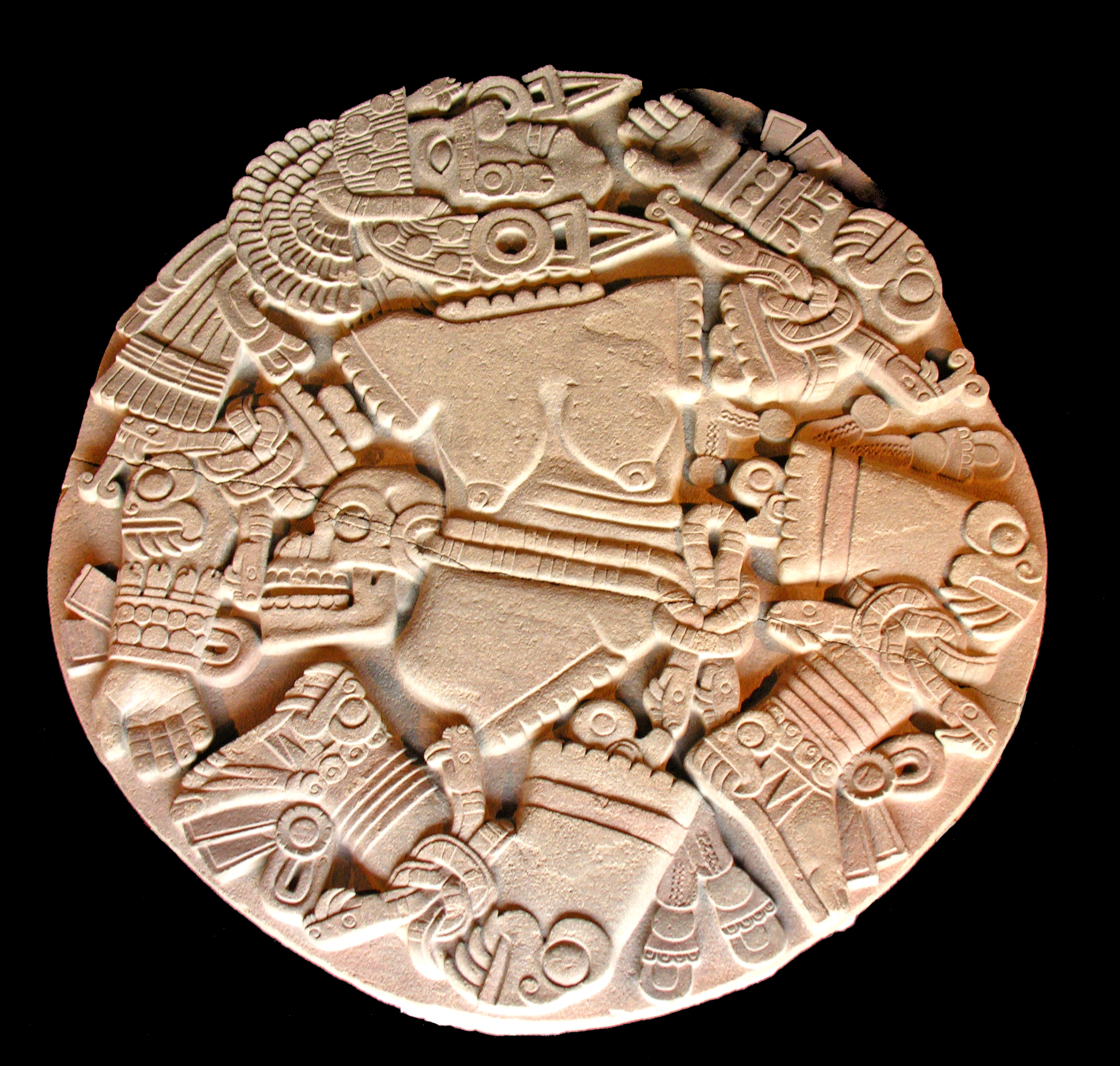
Kamień Coyolxauhqui

Huitzilopochtli to bóstwo związane z plemieniem Mexików i figuruje w opowieściach o ich pochodzeniu oraz migracjach. Podczas wędrówki Huitzilopochtli w formie świętego zawiniątka niesionego przez kapłanów mexikańskich ustawicznie pchał plemię do konfliktów ze swoimi sąsiadami zawsze ilekroć chcieli się oni w jakimś miejscu osiedlić. W innym micie Huitzilopochtli zabija i rozczłonkowuje swoją siostrę, bóstwo księżycowe Coyolxauhqui oraz jej 400 braci na wzgórzu Coatepec. Południowa stronę Wielkiej Świątyni, również nazywana Coatepec, była reprezentacją tego mitu, a u stóp schodów leżał wielki kamienny monolit przedstawiający rozczłonkowaną boginię.

### Kalendarz
Życie religijne Azteków koncentrowało się wokół kalendarzy. Tak jak i większość ludów Mezoameryki Aztekowie korzystali z dwóch rachub czasu jednocześnie, kalendarza rytualnego (nah. tonalpohualli) liczącego 260 dni oraz solarnego liczącego 365 dni (nah. xiuhpohualli). Każdy dzień miał nazwę oraz numer w obu tych systemach, a ich synchronizacja była wyjątkowym momentem wypadającym co 52 lata. Tonalpohualli używano głównie do celów wróżbiarskich. Składał się z 20 znaków dnia i liczb od 1 do 13, które przebiegały w ustalonej kolejności. Xiuhpohualli z kolei zawierał 18 miesięcy po 20 dni każdy oraz pięć dodatkowych dni dzielących stary i nowy cykl. Każdy z 20 dniowych miesięcy był nazwany od święta go rozpoczynającego, spośród których wiele nawiązywało do cyklu upraw. Pytanie czy i w jaki sposób kalendarz aztecki był korygowany o rok przestępny jest przedmiotem dyskusji wśród badaczy tematu. Comiesięczne rytuały angażowały całą populację, ponieważ odprawiano je w każdym domostwie, w świątyniach calpolli oraz w głównym okręgu rytualnym. Wiele świąt obejmowało różne formy tańca, przedstawienia wydarzeń mitologicznych w wykonaniu aktorów grających bóstwa i skaładanie ofiar z żywności, zwierząt czy ludzi.

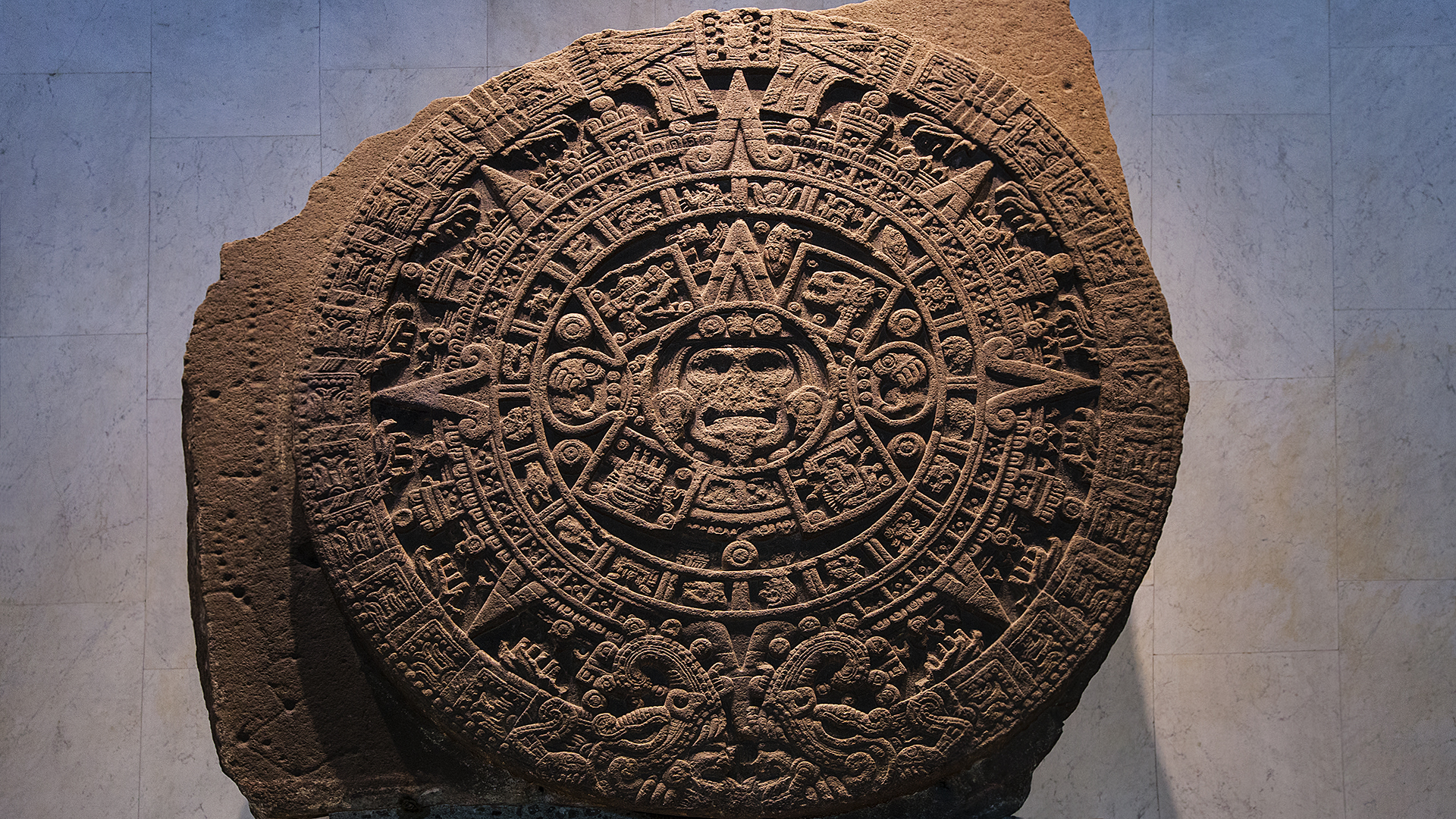
Kamień Słońca, najbardziej ikoniczne przedstawienie kalendarza azteckiego

Co 52 lata oba kalendarze spotykały się w punkcie wspólnym, który wyznaczał ich nowy cykl. To wyjątkowe wydarzenia było celebrowane rytuałem zwanym Xiuhmolpilli (pl. ceremonia nowego ognia). W tym czasie we wszystkich domach tłuczono starą ceramikę, a w całym azteckim państwie gaszono każdy ogień. Owy nowy ogień był bowiem rozpalany na piersi rytualnej ofiary, który następnie został zabrany przez biegaczy do różnych calpolli, skąd następnie rozchodził się do każdego domostwa. Noc bez ognia wiązała się jednak ze strachem przed demonami z gwiazd (nah. tzizimine) mogących zstąpić w tym czasie na ziemię kończąc okres piątego słońca .

### Ofiary z ludzi i kanibalizm
Dla Azteków śmierć odgrywała kluczową rolę w utrwalaniu stworzenia. Zarówno bogowie jak i ludzie byli odpowiedzialni za składanie siebie w ofierze, aby życie mogło toczyć się dalej. Jak opisano w micie o stworzeniu powyżej na ludzkości spoczywał obowiązek kontynuowania życia słońca jak i dziękowania ziemi za jej wieczną płodność. W tym celu składano krwawe ofiary w różnych formach zarówno ze zwierząt jak i z ludzi w zależności od wymagań danego boga lub przeprowadzanego rytuały, a kapłani niektórych bóstw ofiarowali własną krew przez rytualne samookaleczanie. Wiadomo także, że część z rytuałów obejmowała akty kanibalizmu, lecz nie jest jasne jak powszechna była to praktyka  .
Chociaż składanie ofiar z ludzi było w Mezoameryce powszechne, Aztekowie, według ich własnych relacji, doprowadzili tę praktykę do niesłychanych poziomów. Na przykład z okazji rekonsekracji Wielkiej Świątyni w Tenochtitlánie w roku 1487 za rządów Ahuitzotla złożono w ofierze według azteckich i hiszpańskich źródeł 80 tys. 400 osób w ciągu jedynie czterech dni. Liczba ta jest jednak uważana za wielu badaczy za mocno zawyżoną. Szacunki wskazują na liczbę od tysiąca do 20 tys. ludzkich ofiar rocznie  .

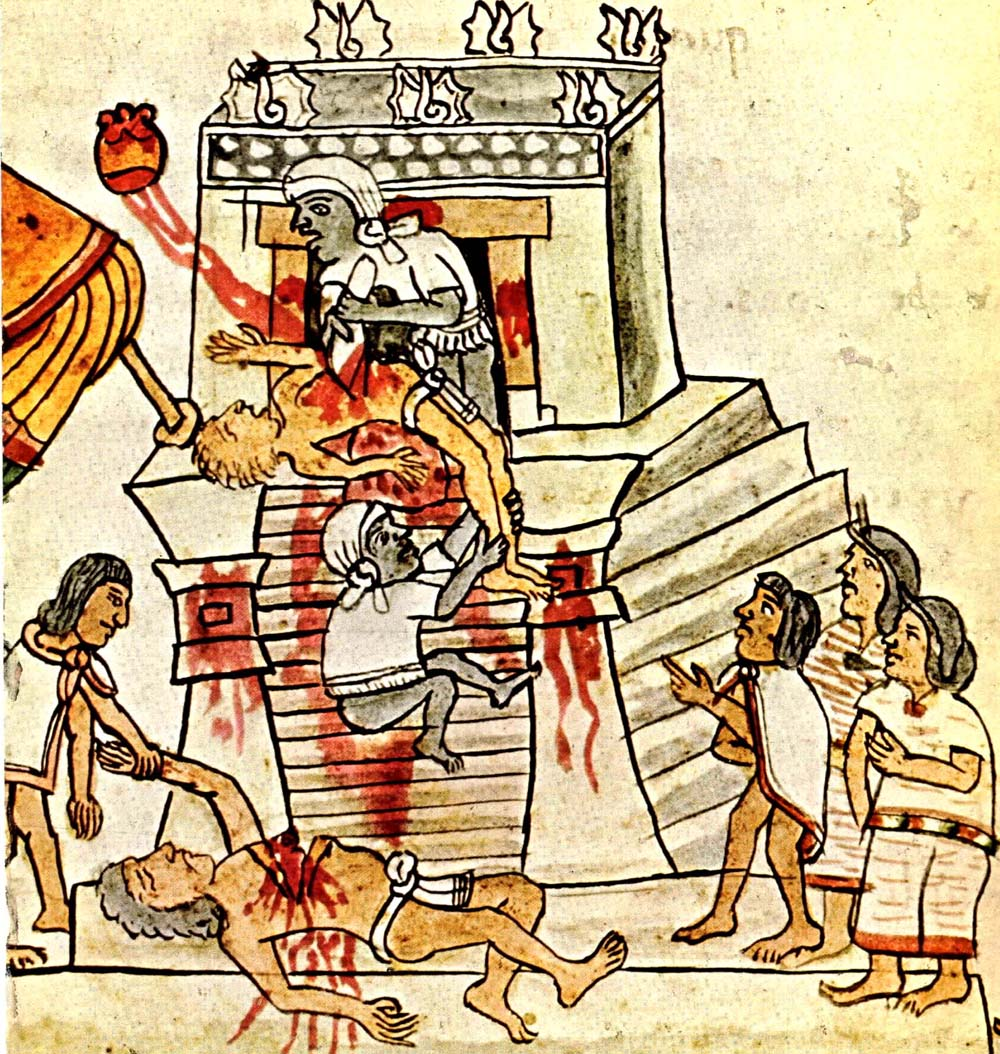
Składanie ofiar z ludzi (Codex Magliabecchiano)

Skala tej praktyki u Azteków skłoniła wielu uczonych do zastanowienia się co mogło być głównym czynnikiem stojącym za tym aspektem azteckiej religii. W roku 1970 Michael Harner i Marvin Harris twierdzili, że motywacją za tym stojącą był kanibalizm rytualnych ofiar przedstawiony np. w Codex Magliabecchiano. Harnet twierdził, że duża presja populacji na uprawę kukurydzy przy jednoczesnym braku hodowli zwierząt na mięso doprowadziła do niedoborów niezbędnych aminokwasów w azteckiej diecie . Co do tego, że Aztekowie składali ofiary z ludzi nie ma żadnych wątpliwości, nie wiadomo natomiast czy kanibalizm był powszechny. Harris, autor Cannibals and King (1977), stoi za stwierdzeniem, pierwotnie propozycją Harnera, że mięso ludzkich ofiar stanowiło część diety arystokracji jako nagroda od kiedy Aztekowie cierpieli na braki białka. Teza ta została jednak obalona przez Bernarda Ortíza Montellano, który w swoich badaniach nad zdrowiem, dietą i medycyną Azteków udowodnił, że chociaż aztecka dieta była uboga w białko zwierzęce tak nie cierpieli oni na braki białka roślinnego. Ortíz zwraca również uwagę na przewagę składania ofiar z ludzi w okresach obfitości pożywienia po zbiorach w porównaniu z okresami nieurodzaju, niewielką ilość białka zwierzęcego dostępnego z ofiar oraz fakt, że szlachta miała do niego łatwiejszy dostęp  . Obecnie badacze skłaniają się do wytłumaczeń ideologicznych wskazując, że publiczny spektakl składania w ofierze wojowników z podbitych ziem był głównym pokazem władzy politycznej . Był to także ważny środek odstraszający przed buntem przeciwko Aztekom, co było kluczowe dla spójności luźno zorganizowanego imperium .

## Kultura i sztuka
Aztekowie bardzo wysoko cenili sztukę i rzemiosło Tolteków (nah. toltekayotl), ludu środkowo-meksykańskiego od nich starszego. Uważali oni tolteckie wyroby za przejaw najwyższego kunsztu i poziomu kultury. Sztuki piękne obejmowały pisanie, malowanie, śpiewanie, poezję, rzeźbę, mozaikę, ceramikę, rękodzieło z piór oraz obróbkę metali takich jak złoto czy miedź. Artyści byli określani zbiorczo jako tolteca.

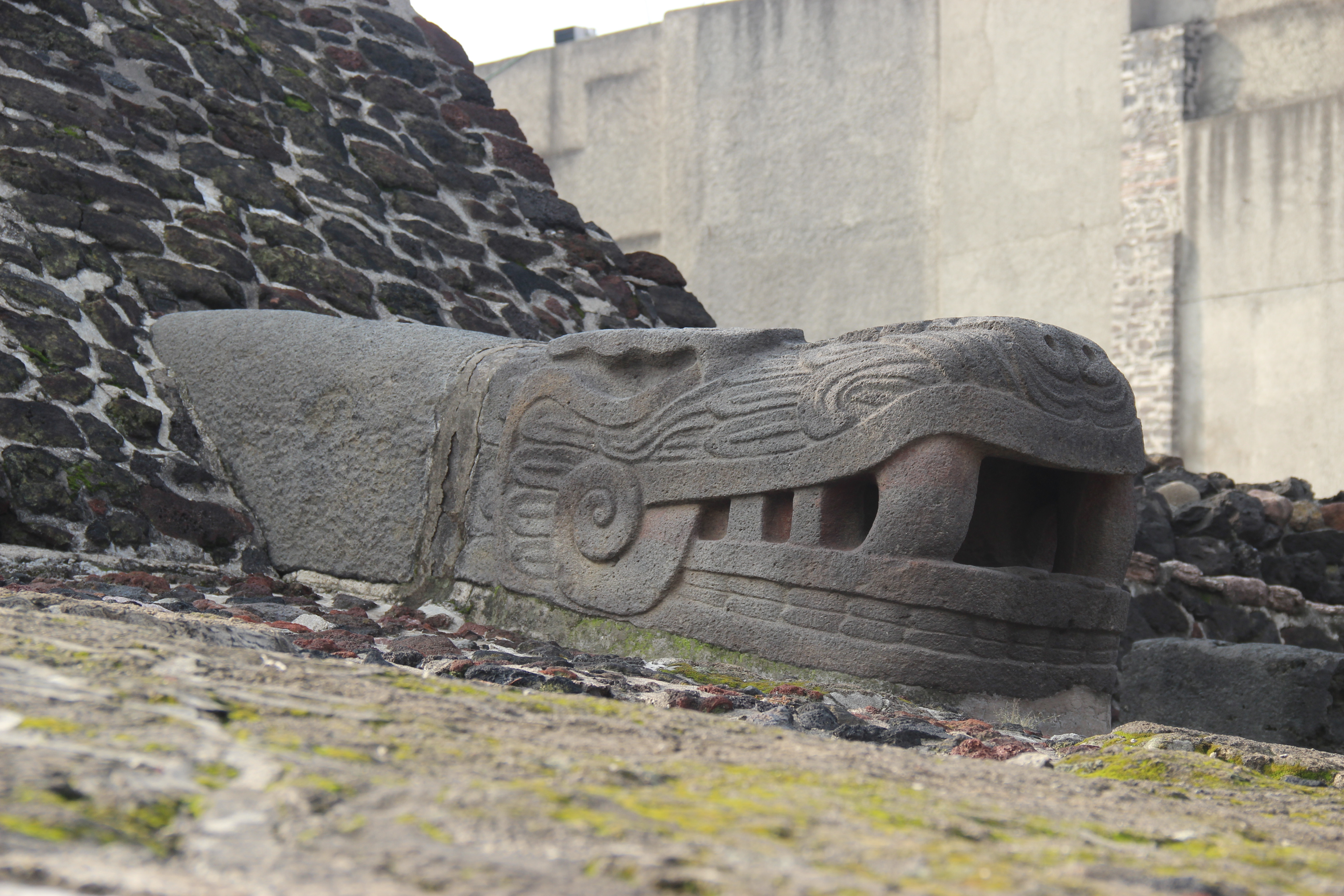
Rzeźba w ruinach Wielkiej Świątyni
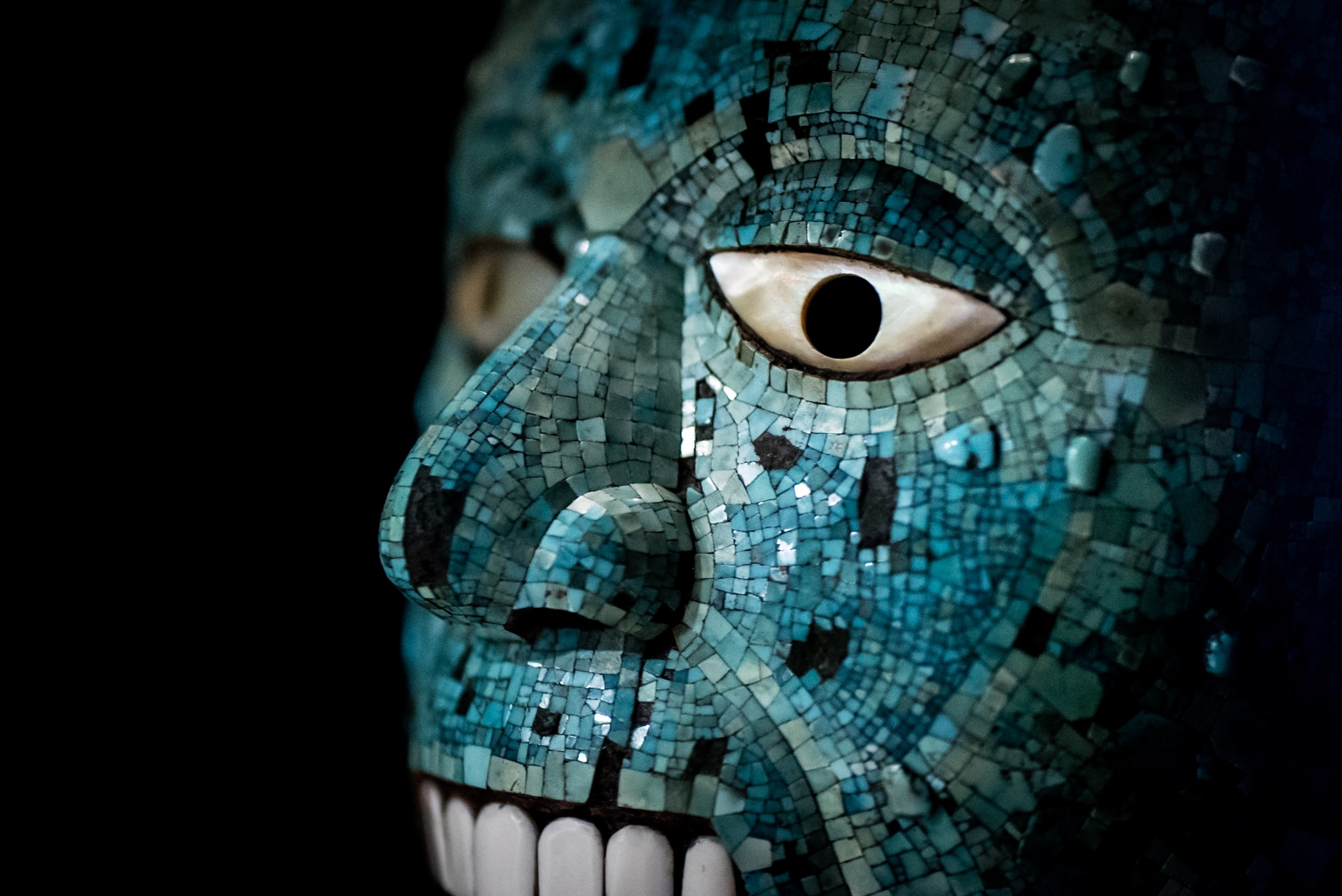
Maska Xiuhtecuhtliego; 1400–1521; wys. 16,8 cm; szer. 15,2; (Muzeum Brytyjskie w Londynie)
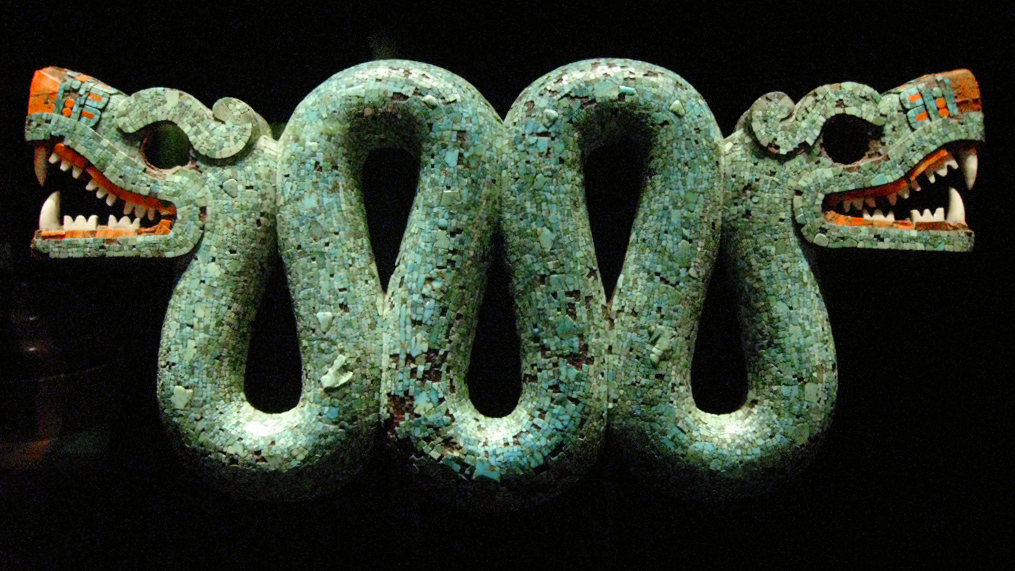
Dwugłowy wąż; 1450–1521; wys. 20,3 cm; szer. 43,3 cm; grub. 5,9 cm; (Muzeum Brytyjskie w Londynie)
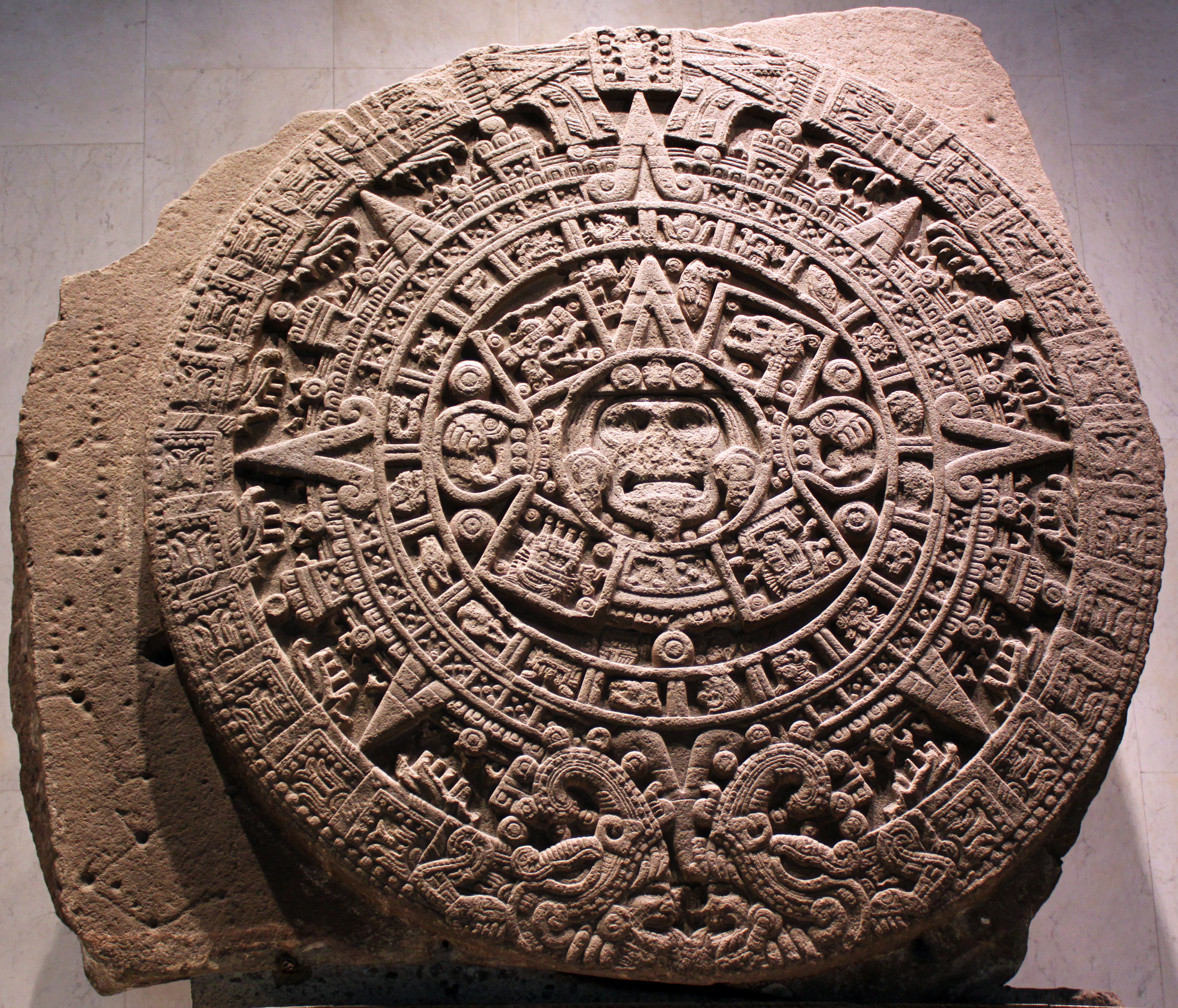
Kamień Słońca; 1502–1521; śred. 3,58 m; grub. 98 cm; (Narodowe Muzeum Antropologiczne w Meksyku)
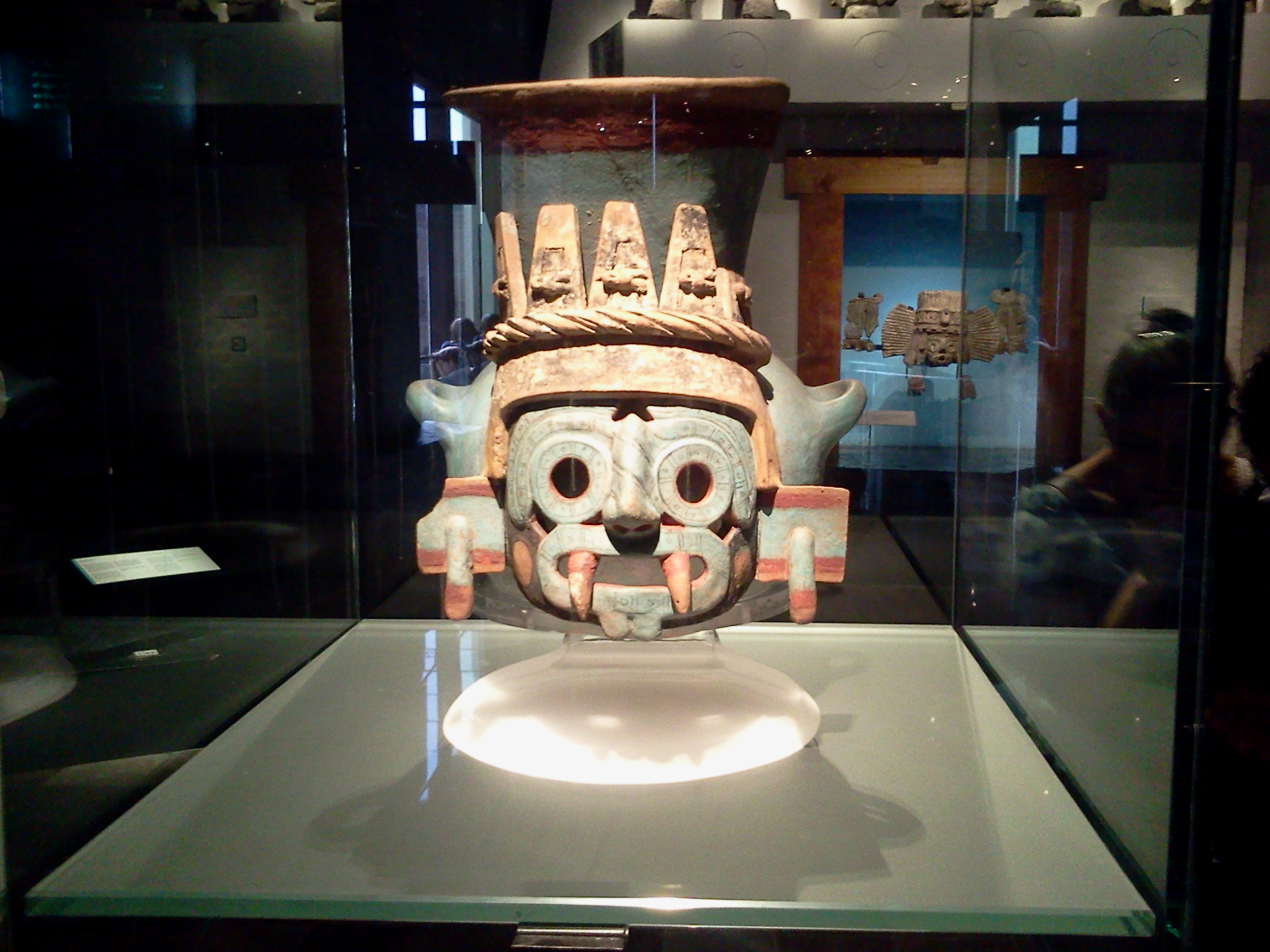
Naczynie z wizerunkiem Tlaloca; 1440–1469; wys. 35 cm; (Muzeum Templo Mayor w Meksyku)
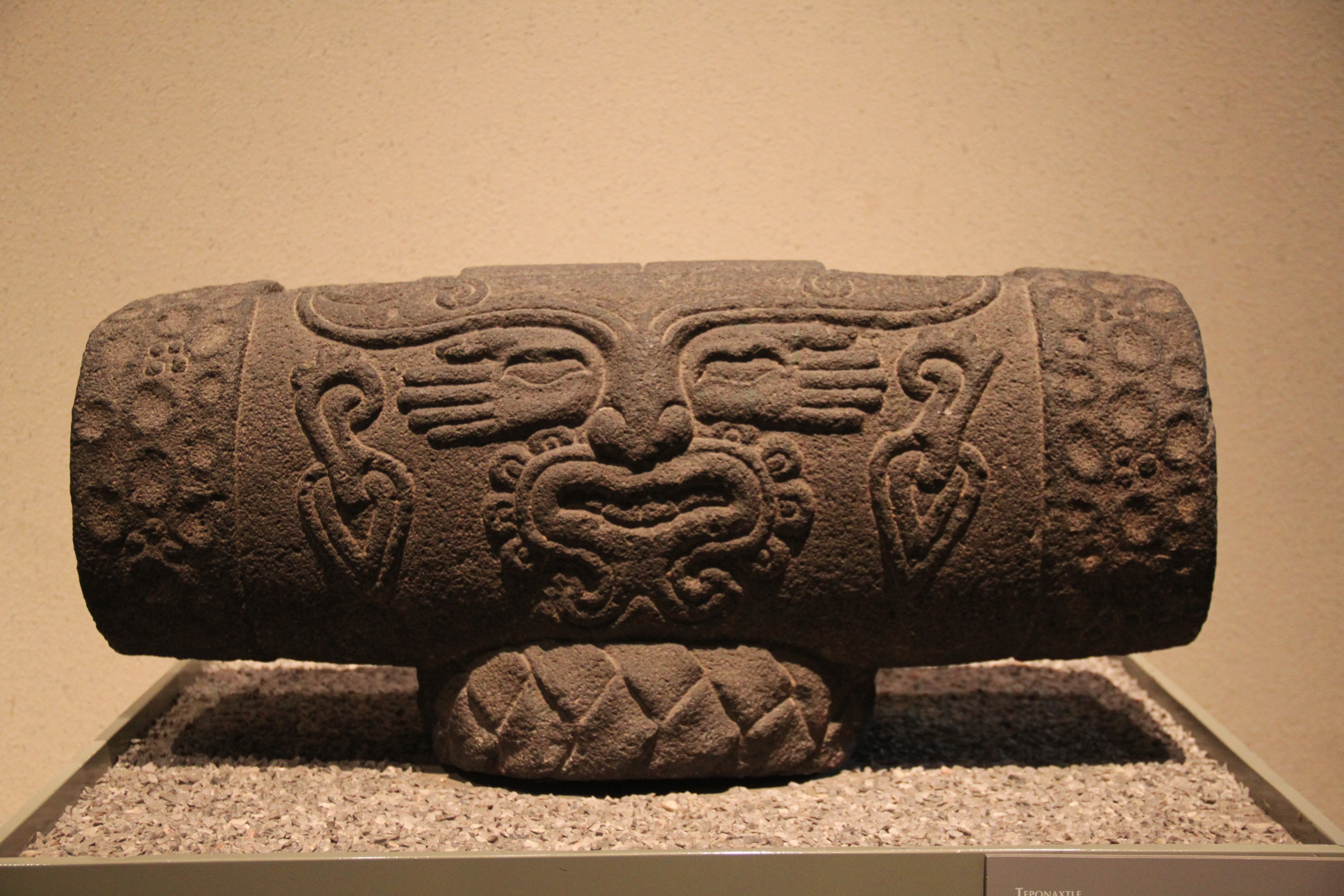
Teponaxtle (aztecki bęben poziomy) z podobizną Xochipilliego (Narodowe Muzeum Antropologiczne w Meksyku)
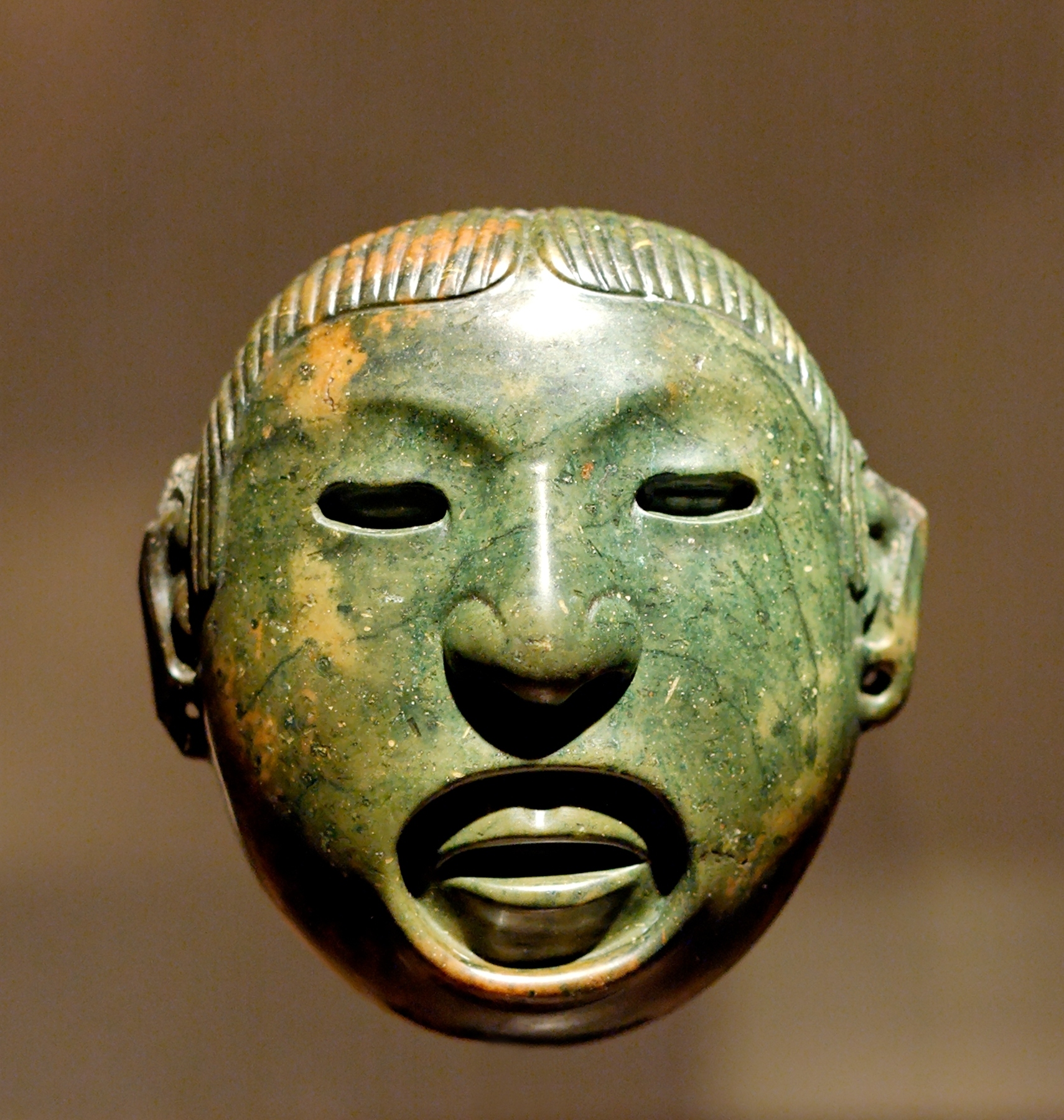
Jadeitowa maska Xipe Toteca; wys. 10,2 cm; szer. 9,8 cm; grub. 5,2 cm; (Musée du quai Branly w Paryżu)
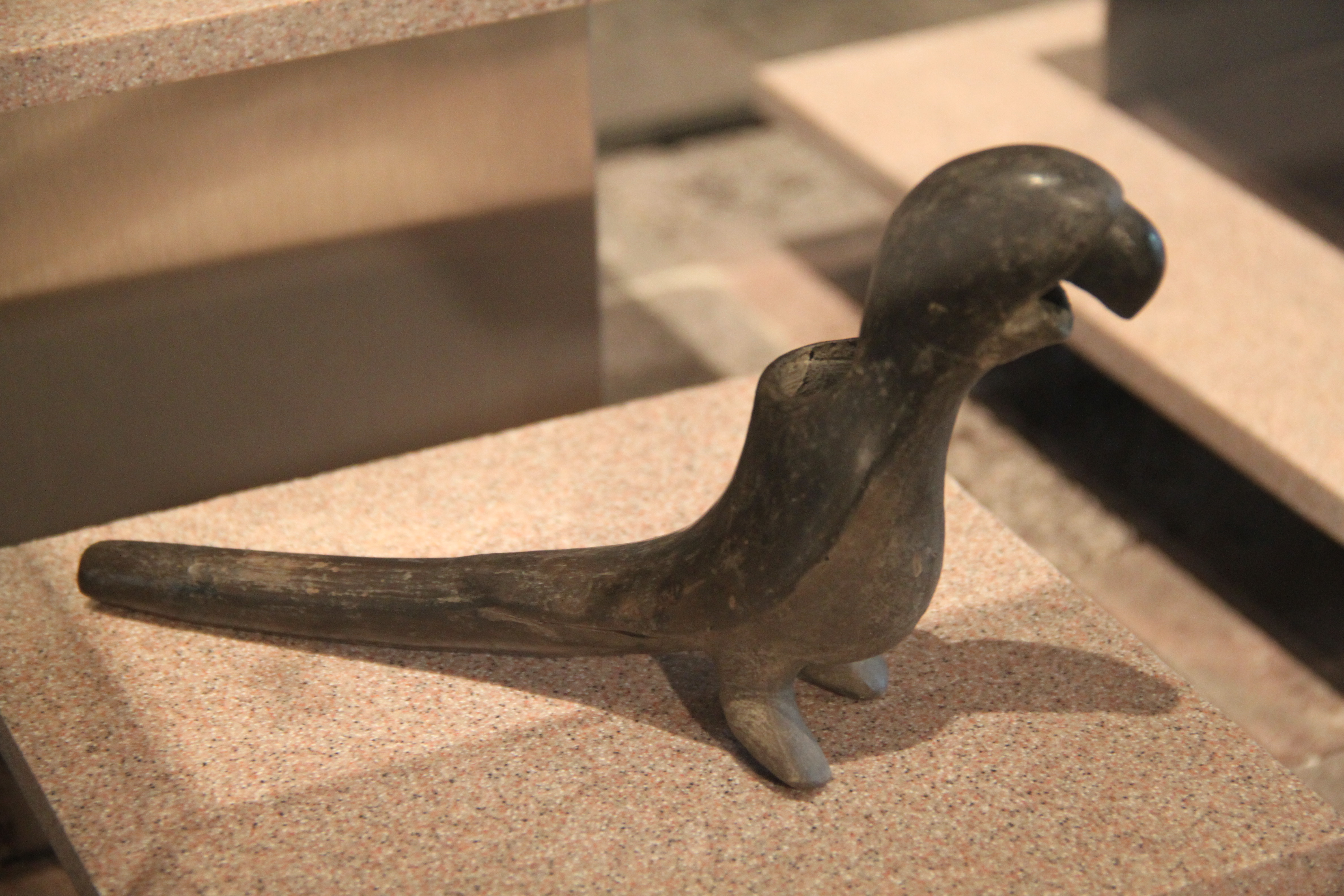
Aztecka gliniana fajka (Narodowe Muzeum Antropologiczne w Meksyku)

### Piśmiennictwo i ikonografia
Aztekowie w przeciwieństwie do Majów nie dysponowali w pełni rozwiniętym systemem pisma, lecz podobnie jak oni oraz Zapotekowie używali systemu łączącego znaki logograficzne z fontetycznymi znakami sylab. Logogramami mogły być proste rysunki np. "góra" na oznaczenie słowa tepetl (pl. góra), podczas gdy fonetyczne znaki sylab to np. rysunek zęba (nah. tlanli) oznaczający sylabę tla nawet w słowach niemających nic wspólnego z zębami. Kombinacja tych dwóch zasad pozwoliła Aztekom na reprezentację brzmień imion i nazw miejsc. Opowieści były często przedstawiane przy użyciu sekwencji obrazów używających rożnorakich konwencji ikonograficznych jak ślady stóp jako ścieżka, świątynie w ogniu jako podbój itp. 
Epigraf Alfonso Lacadena wskazuje, że różne znaki używane przez Azteków umożliwiają reprezentację prawie wszysktichnajczęstrzych sylab języka nahuatl (z kilkoma wartymi uwagi wyjątkami) , lecz niektórzy badacze uważają, że tak duży stopień fonetyczności został osiągnięty dopiero po konkwiście, gdy Aztekowie zapoznali się z zasadami fonetyki języka hiszpańskiego . Inni jeszcze uczeni, szczególnie Gordon Whittaker, zwracają uwagę, że sylabiczne i fonetyczne aspekty pisma Azteków były wyraźnie mniej semantyczne, a bardziej twórcze niż propozycja Lacadeny argumentując, że nie wyewoluowało ono w system ściśle sylabiczny jak u Majów, lecz raczej korzystało z szerokiej gamy różnych typów znaków fonetycznych .
Ilustracja po prawej przedstawia sposób użycia znaków fonetycznych do zapisywania nazw w Codex Mendoza. Całość oznacza "Mapachtepec" (pl. wzgórze szopa). Rysunki ręki (nah. ma) oraz mchu (nah. pachtli) pełnią tutaj funkcje fonetyczne, a razem oznaczają "szop" (nah. mapach). Całość umieszczona zaś nad rysunkiem góry (nah. tepetl) daje w kosekwencji właściwą nazwę miejsca. Dwie inne nazwy miejsc takie jak "Mazatlan" (pl. miejsce wielu jeleni) oraz "Huitztlan" (pl. miejsce wielu cierni) wykorzystują element fonetyczny w postaci rysunki zęba (nah. tlanli) połączony odpowiednio z rysunkiem jelenia (nah. maza) lub ciernia (nah. huitz).

### Muzyka, pieśń i poezja
Wielkim szacunkiem cieszyła się pieśń i poezja. Podczas wielu azteckich świąt organizowano przedstawienia i konkursy poetyckie. Były także spektakle dramatyczne z udziałem aktorów, muzyków i akrobatów. Wyróżniano kilka różnych gatunków pieśni (nah. cuicatl): yaocuicatl opiewał wojnę i bogów wojny, teocuicatl adorował stworzenie i jego bóstwa, xochicuicatl poświęcano kwiatom, symbolowi poezji samemu w sobie, które wskazywały na wysoce metaforyczną naturę tej sztuki wykorzystującej dwoistość do ukazania wielu warstw poszczególnych znaczeń. Prozę (nah. tlahtolli) również dzielono na różne kategorie i gatunki  .

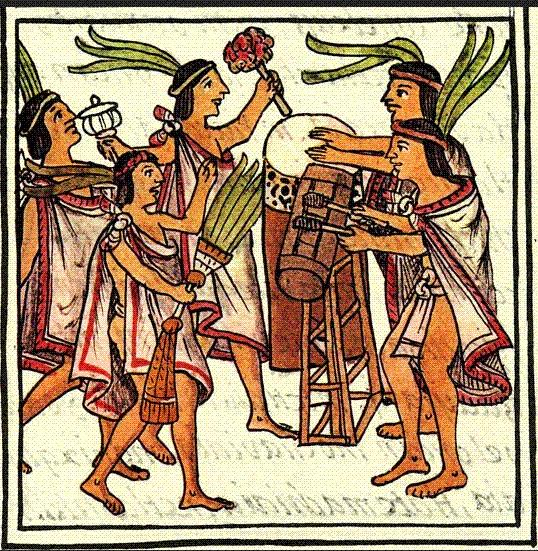
Azteccy muzycy (Codex Florentino)

Kluczowym aspektem poezji Azteków było użycie paralelizmu wykorzystującego strukturę osadzonych kupletów do wyrażenia tego samego elementu z różnych perspektyw . Niektóre z tych kupletów były utartymi metaforami, w których element abstrakcyjny jest wyrażany przenośnie za pomocą dwóch elementów bardziej konkretnych. Na przykła "poezja" w języku nahuatl to in xochitl in cuicatl, fraza podwójna oznaczająca dosłownie "kwiat, pieśń".
Znacząca część z tej poezji przetrwała do naszych czasów zostawszy zebrana w okresie konkwisty. W niektórych przypadkach poezję przypisuje się konkretnym autorom takim jak Nezahualcoyotlowi, tlatoaniemu Texcoco czy Cuacuahtzinowi, panowi Tepechpan. Jednak czy te przypisana odpowiadają faktycznemu autorstwu jest rzeczą sporną. Ważnymi zbiorami azteckiej poezji są Romances de los señores de la Nueva España, zebrany w Texcoco w roku 1582 prawdopodobnie przez Juana Bautistę de Pomar oraz Cantares Mexicanos.

### Ceramika
Aztekowie wytwarzali różne rodzaje ceramiki. Powszechne były wyroby pomarańczowe oraz czerwone z połyskiem lub bez. Ceramika polichromowana posiadała dodatkowo pomarańczowe, czerwone, brązowe i/lub czarne malunki. Bardzo popularne były także dzieła "czarno na pomarańczowym"  .

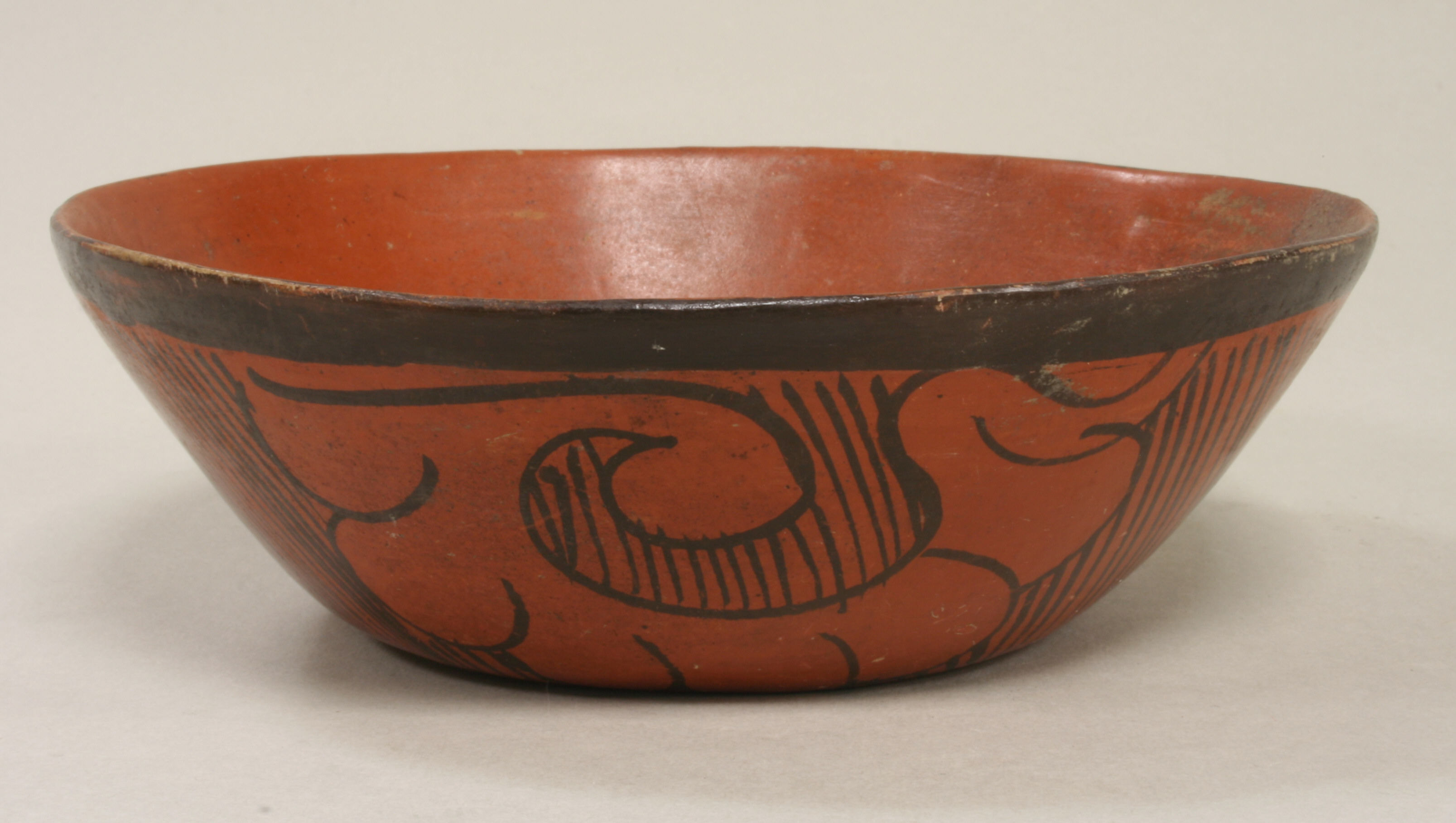
Aztecka miska w stylu "czarno na pomarańczowym" (Metropolitan Museum of Art)

Ceramikę "czarno na pomarańczowym" klasyfikuje się chronologicznie na cztery okresy: Aztec I i II przypadające na lata ok. 1100–1350 (okres wczesnoaztecki), Aztec III (ok. 1350–1520) i ostatni, Aztec IV, który był już okresem kolonialnym. Aztec I charakteryzuje się obecnością motywów kwiatowych i glifów oznaczających nazwy dni. Aztec II to stylizowane źdźbła trawy nad motywami ornamentalnymi w postaci krzywych i pętli. Dla Aztec III charakterystyczne są bardzo proste wzory złożonone z linii. Aztec IV kontynuuje niektóre motywy prekolumbijskie, ale już wyraźnie z europejskim wpływem. Istniały ponadto regionalne odmiany tych stylów, a archeolodzy nadal uzupełniają ich klasyfikację .

Kielich w styli Mixteca-Puebla (Cleveland Museum of Art)

Typowymi naczyniami codziennego użytku były gliniane patelnie (nah. comalli), miski i talerzyki (nah. caxitl), garnki (nah. comitl), moździerze z nacinanymi dnami do ucierania chili (nah. mocaxitl) oraz paleniska, naczynia trójnożne i kielichy dwustożkowe. Naczynia wypalano w prostych piecach lub otwartych dołach o niższej temperaturze . Ceramikę polichromowaną sprowadzano z regionu Choluli (styl Mixteca-Puebla), a produkty te były wysoko cenione jako dobra luksusowe, podczas gdy lokalna stylistyka "czarno na pomarańczowym" była uważana za pospolitą.

### Malarstwo
Malarstwo azteckie powstawało na skórze zwierzęcej (najczęściej jeleniej), płótnie bawełnianym lub papierze amate z kory (np. Trema micratha lub Ficus aurea). Wykonywano je również na ceramice lub na uprzednio rzeźbionym drewnie i kamieniu. Powierzchnia materiału była często najpierw pokrywana gesso, aby obrazy wydawały się jaśniejsze. Sztuka malowania była znana w języku nahuatl jako metafora in tilli, in tlapalli – "czarny atrament, czerwony pigment" .

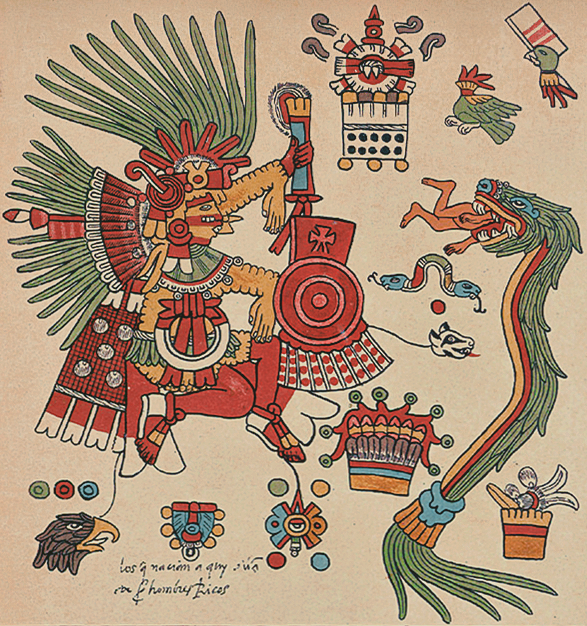
Xipe Totec (Codex Borbonicus)

Zachowało się kilka kodeksów azteckich. Spośród nich nie stwierdzono, żeby jakikolwiek pochodził z okresu na długo przed konkwistą, niemniej jednak część z nich musiał powstać tuż przed nią lub wkrótce potem. Nawet jeśli powstały one po konkwiście nie oznacza to, że nie zostały skopiowane przez skrybów z prekolumbijskich oryginałów. Codex Borbonicus uchodzi przez niektórych za jedyny powstały przed konkwistą. Opisuje on system kalendarza, dni i miesięcy wskazując na bóstwa patronujące poszczególnym okresom . Niektórzy jednak uważają, że zawiera on cechy sugerujące pochodzenie już z okresu kolonialnego .
Niektóre kodeksy z czasów konkwisty były zlecane przez rząd kolonialny np. Codex Mendoza, który został namalowany przez azteckich artystów w tej specjalizacji (nah. tlacuil) pod kontrolą Hiszpanów. Zlecali oni kodeksy np. w celu opisania przedkolonialnych praktyk religijnych np. Codex Ríos. Po konkwiście dzieła opisujące te aspekty były intensywnie poszukiwane i systematycznie niszczone przez Kościół, podczas gdy ciągle powstawały nowe, szczególnie historyczne narracje oraz listy podatkowe . Chociaż kodeksy powstałe w południowej Puebli niedaleko Choluli także przedstawiają bóstwa i rytuały podzielane przez Azteków z Doliny Meksyku to czasami nie zalicza się ich do kodeksów azteckich, ponieważ powstawały poza ścisłym centrum cywilizacji azteckiej . Niemniej jednak Karl Anton Nowotny uważ Codex Borgia, namalowany w okolicy Choluli w stylu mixteckim za "najważniejsze dzieło wśród przetrwałych manuskryptów".
Pierwsze azteckie malowidła naścienne pochodzą z Teotihuacán . Większość z obecnych murali azteckich została odnaleziona jednak w Templo Mayor . Stolica Azteków była ozdobiona wyszukanymi malowidłami. Na tychże muralach ludzie są przedstawieni podobnie jak w kodeksach. Jeden ze znalezionych w Tlatelolco ukazuje kobietę i mężczyznę w podeszłym wieku. Może on przedstawiać bogów Cipactonal i Oxomoco.

### Rzeźba

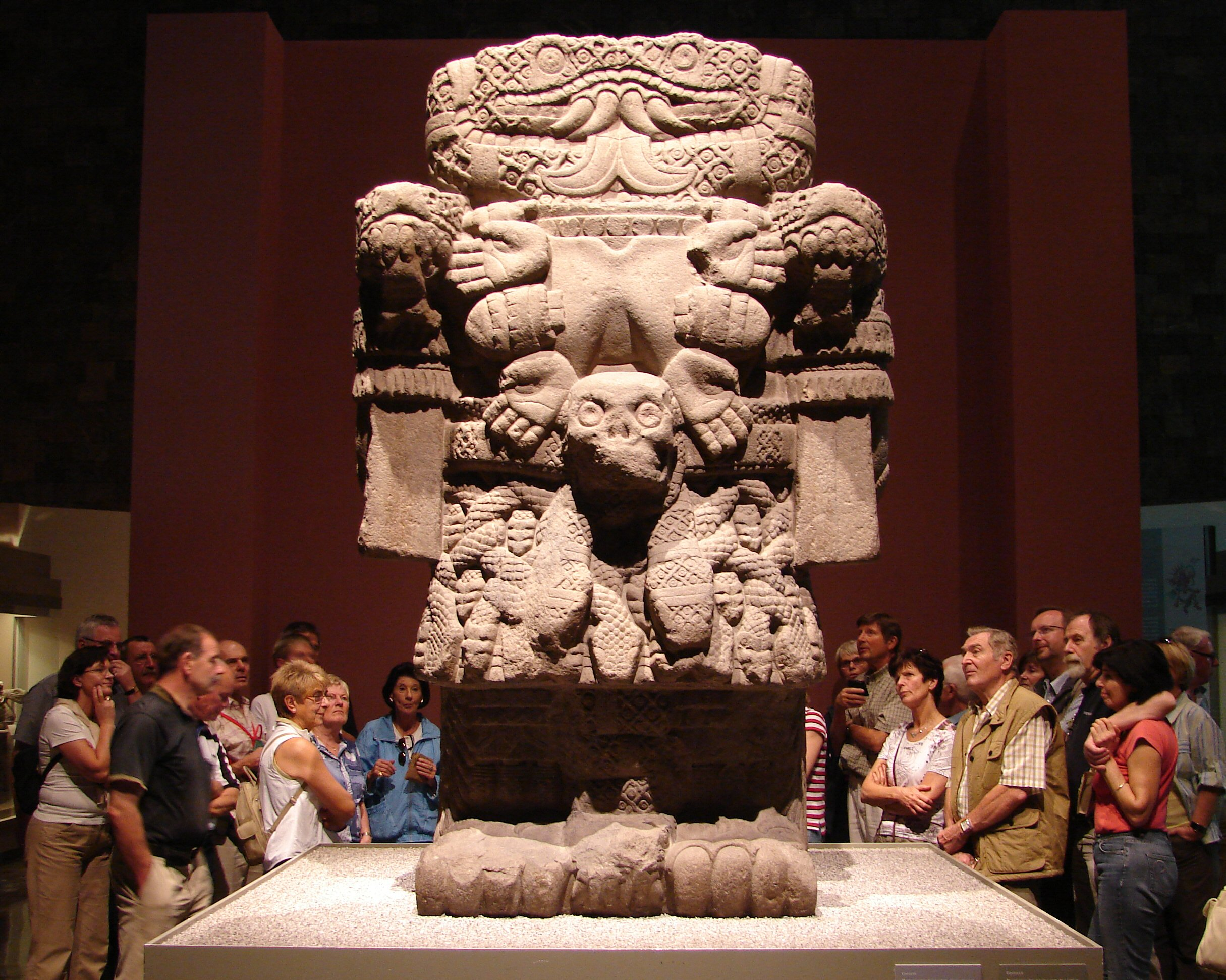
Posąg Coatlicue (Narodowe Muzeum Antropologiczne w Meksyku)

Rzeźbiono w kamieniu i drewnie, niestety z tego drugiego przetrwało niewiele . Rzeźby kamienne obejmują prace od małych figurek i masek po ogromne pominki charakteryzujące się wysoką jakością wykonania . Wiele z nich tworzono w stylu wiernie odzwierciedlającym rzeczywistość np. realistyczne przedstawienia zwierząt takich jak grzechotniki, psy, jaguary, żaby, żółwie czy małpy.
W sztuce Azteków zachowały się liczne monumentalne rzeźby z kamienia pełniące funkcję ozdób architektury sakralnej. Jednym z najsłynniejszych arcydzieł jest tzw. Kamień Słońca odkryty w roku 1790. W tym samym czasie odkryto także na wykopaliskach w Zócalo liczący 2,7 metra wysokości posąg Coatlicue z andezytu. Przedstawia ona bóstwo chtoniczne w spódnicy z grzechotników. Kamień Coyolxauhqui odkryto z kolei dopiero w roku 1978. Przedstawia rozczłonkowaną boginię, od której dzieło wzięło swą nazwę. Leżał on u podnóża schodów prowadzących do Wielkiej Świątyni w Tenochtitlánie . Dwa typy rzeźb związanych z rytualnym składaniem ofiar są dla Azteków unikalne. Cuahxicalli, wielka kamienna misa często w ksztacie orła lub jaguara służąca jako pojemnik na wyrwane ludzkie serca oraz temalacatl, rzeźbiony kamienny dysk, do którego przywiązywano jeńców mających zostać złożonymi w ofierze. Najbardziej znane przykłady tychże dysków to Kamień Tizoca i Kamień Montezumy I, oba pokryte scenami z rządów tych władców. Istnieje również wiele mniejszych rzeźb przedstawiających bóstwa. Styl rzeźb religijnych bazował na zdecydowanych pozach mających wzbudzić u widza silne emocje. Chociaż kamienne rzeźby azteckie wystawiane obecnie w muzeach wyglądają jak surowe skały, były one pierwotnie pomalowane żywymi barwami, czasami pokrywane wcześniej warstwą tynku . Wczesne relacje konkwistadorów również wspominają o kamiennych rzeźbach pokrytych kamieniami i metalami szlachetnymi wtopionymi w tynk.

### Rękodzieło z piór

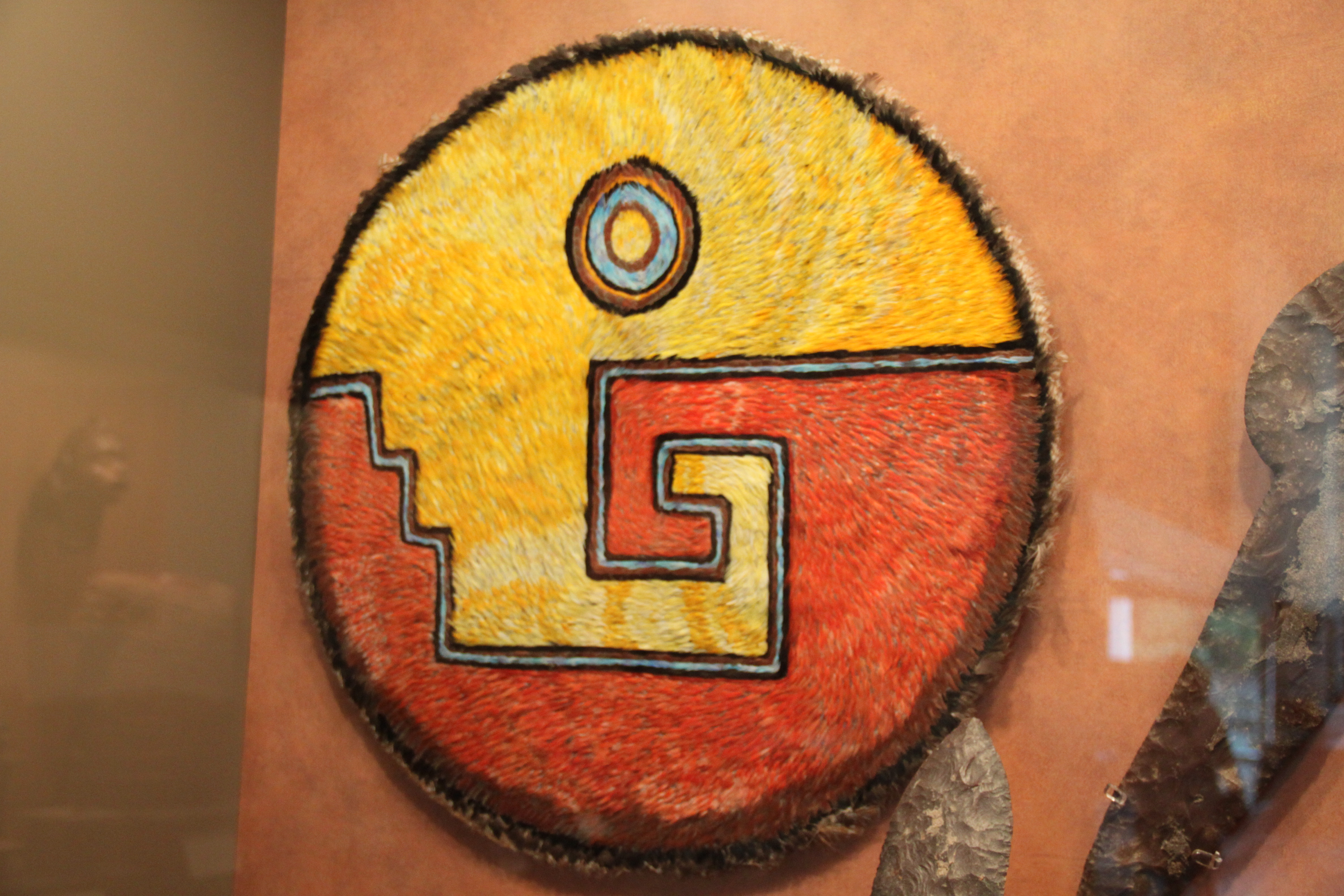
Aztecka tarcza pokryta mozaiką z piór (Narodowe Muzeum Antropologiczne w Meksyku)

Szczególnie cenioną formą sztuki wśród Azteków było rękodzieło z piór, czyli tworzenie intrygujących i barwnych mozajek z tego materiały oraz ich użycie w odzieży, dekoracji broni, sztandarów i zbroi. Klasa wysoce utalentowanych rzemieślników tworzących te arcydzieła nazywana była amanteca od dzielnicy Tenochtitlánu Amantli, gdzie żyli i pracowali. Byli oni zwolnieni z płacenia podatków oraz nie wymagano od nich pełnienia publicznej służby. Codex Florentino przekazuje informacje jak te dzieła powstawały. Amanteca tworzyli je na dwa sposoby. Pierwszy polegał na umieszczaniu piór przy użyciu sznurków z włókien agawy na przedmiotach codziennego użytku takich jak packi na muchy, wiatraki, branzolety, nakrycia głowy itp. Drugi sposób był znacznie bardziej skomplikowany. Była to technika mozaikowa, którą Hiszpanie nazwali "malowaniem piórami". Mozaiki te wykonywano głównie na tarczach i płaszczach dla bożków. Były one układane z drobnych piór wielu gatunków ptaków na podłożu z papieru bawełnianego i pasty przykrywanego następnie warstwą papieru amate, niemniej jednak stosowano także inne podkłady. Prace te układano warstwami z piór pospolitych, barwionych i najlepszych. Najpierw tworzono wzór z piór gorszej jakości, by następnie zakryć go tymi najlepszymi. Spoiwo do piór w tym okresie wykonywano z cebulek orchidei. Wykorzystywano zarówno pióra lokalne jak i sprowadzane z dalekich stron. Były one pozyskiwane nie tylko z dzikiego ptactwa, ale również z indyków i kaczek. Najcenniejsze jednak były pióra kwezali z Chiapas, Gwatemali i Hondurasu. Pióra nabywano drogą handlu lub podatku. Ze względu na wyjątkową delikatność tego typu arcydzieł do naszych czasów przetrwało mniej niż dziesięć tych pierzastych dzieł sztuki .

## Okres kolonialny (1521–1821)
Miasto Meksyk zbudowane zostało na ruinach Tenochtitlánu pokrywając stopniowo zarówno wyspę jak i całe osuszane jezioro Texcoco oraz pierwotną architekture Azteków   . Po upadku ośrodka Aztekowie zostali zaciągnięci do wojsk kolonialnych obok hiszpańskich sojuszników Tlaxcallan biorą udział we wszystkich kolejnych kampaniach podboju północnej i południowej Mezoameryki. Oznaczało to, że kultura Azteków i język nahuatl rozwijały się nadal we wczesnym okresie kolonialnym, gdy Aztekowie osiedlili się na wielu obszarach pod kontrolą Korony Hiszpańskiej .

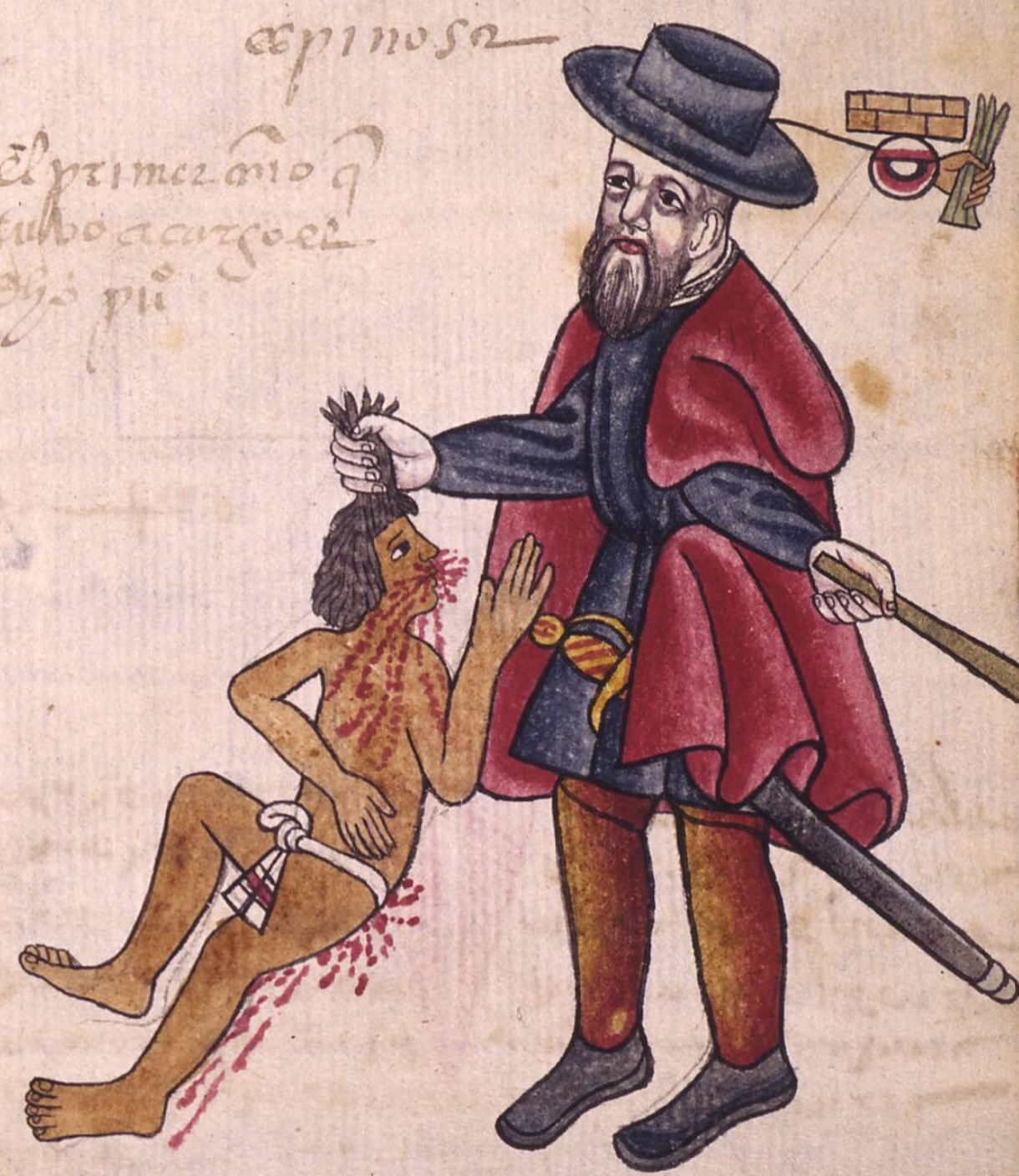
Encomienda (Codex Tepetlaoztoc)

Dynastia mexikańska nadal sprawowała rządy w rdzennym państwie San Juan Tenochtitlán, będącym jedynie wydzielonym obszarem nowej stolicy - miasta Meksyk, a kolejni władcy azteccy byli w większości marionetkami zależnymi od Hiszpanów. Jednym z nich był Andrés de Tapia Motelchiuh. Inne byłe azteckie miasta-państwa również zostały przekształcone w kolonialne ośrodki ludności tubylczej rządzone przez miejscowego rdzennego gubernatora. Urząd ten był początkowo sprawowany często przez lokalnego tlatoaniego, lecz z czasem w wielu miastach te dwa stanowiska zostały rozdzielone. Rdzenni gubernatorzy byli odpowiedzialni za kolonialną organizację polityki Indian. W szczególności umożliwili oni dalsze funkcjonowanie systemu podatkowego i zniewolenie lokalnego plebsu z korzyścią dla hiszpańskich encomenderos. Encomenderos posiadali duże połacie gruntów rolnych, na których żyli oni i ich niewolnicy. Hiszpanie zmusili plemiona do przekazania własności prywatnej oraz ziemi pod niewolniczy system znany jako encomienda. Zdarzało się jednak, że czasami lokalni mieszkańcy korzystali z tego systemu dorastając do znacznego bogactwa i władzy w okresie kolonialnym .

### Spadek populacji
Po przybyciu Europejczyków do Meksyku liczba ludności tubylczej znacznie spadła. Było to w dużej mierze konsekwencją epidemii chorób sprowadzonych do Ameryk, na które miejscowi nie mieli odporności. W latach 1520–1521 przez Tenochtitlán przetoczyła się epidemia ospy, która przesądziła o upadku miasta. Kolejne znaczące zarazy wybuchały w latach 1545 i 1576 .
Nie ma ogólnej zgody co do wielkości populacji Meksyku w momencie przybycia Europejczyków. Wczesne szacunki podają bardzo małe liczby ludności. W roku 1942 Kubler szacował liczbę ludności na 200 tys. osób . W roku 1963 Borah i Cook wykorzystali w tym celu listy podatkowe sprzed konkwisty szacując liczbę mieszkańców środkowego Meksyku na aż od 18 do 30 mln. Tak wysoka liczba spotkała się jednak z ostrą krytyką za poleganie na nieuzasadnionych założeniach . Archeolog William Sanders oparł szacunki z kolei na dowodach archeologicznych dotyczących liczby mieszkań oceniając, że w Dolinie Meksyku mieszkało wówczas ok. 1–1,2 mln mieszkańców . Whitmore użył natomiast komputerowego modelu symulującego opartego na spisach kolonialnych, aby oszacować, że w roku 1519 w dolinie żyło 1,5 mln osób, natomiast w całym Meksyku aż 16 mln . W zależności od szacunków liczby ludności w roku 1519 skala spadku w wieku XVI waha się od ok. 50%, a zakładając szacunki Sandersa i Whitmore’a aż do 90% .

### Ciągłość polityczna i społeczna

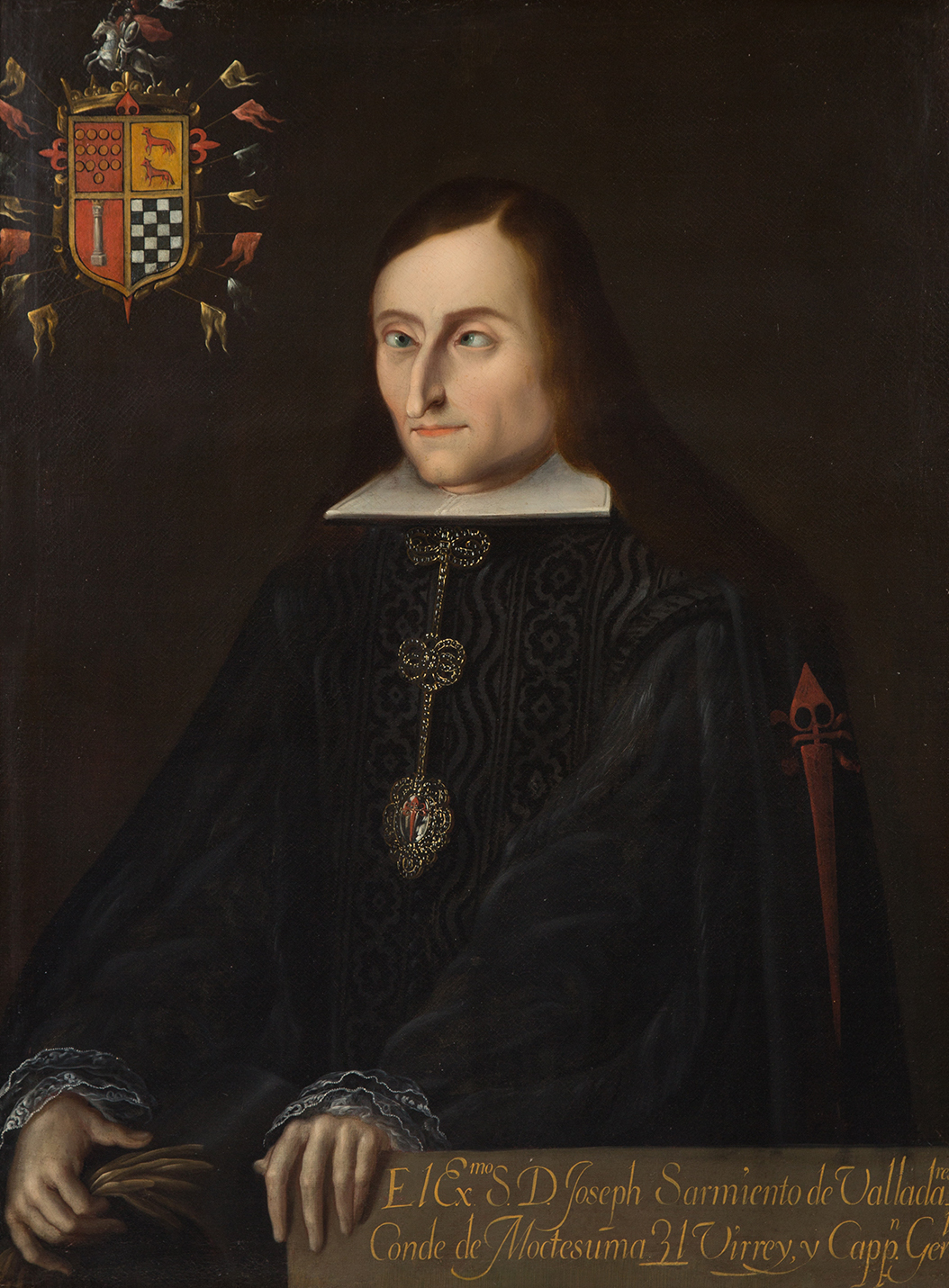
José Sarmiento de Valladares

Chociaż imperium Azteków upadło, niektóre z jego najwyższych elit zachowały swój status w epoce kolonialnej. Wysoką pozycję utrzymali główni spadkobiercy Montezumy II i ich potomkowie. Jego syn, Pedro Montezuma spłodził syna, który ożenił się następnie z hiszpańską arystokratką, a kolejne pokolenia nosiły tytuł hrabiego Montezumy de Tultengo. W latach 1696–1701 tytuł ten nosił pierwszy wicekról Nowej Hiszpanii José Sarmiento de Valladares. W 1766 jego posiadacz stał się jednocześnie Grandem Hiszpanii. W 1865, za czasów II Cesarstwa Meksyku, tytuł noszony wówczas przez Antonio Maria Montezum-Marcilla de Teruel y Navarro, XIV hrabię Montezumy de Tultengo, podniesiono do rangi księcia stając się w ten sposób księciem Montezumy, a de Tultengo przywrócono dopiero w roku 1992 za panowania Juana Carlosa I. Dwie córki Montezumy, Doña Isabel Montezuma i jej młodsza siostra Doña Leonor Montezuma, otrzymały rozległe grunty rolne na wieczyste użytkowanie od Hernána Cortésa. Doña Leonor Montezuma poślubiła kolejno dwóch Hiszpanów i zostawiła swoje ziemie córce z drugiego małżeństwa.
Różne ludy Nahua podobnie jak inne plemiona tubylcze Mezoameryki były w stanie zachować wiele aspektów swojej struktury społecznej i politycznej pod rządami kolonialnymi. Podstawowy podział dokonany przez Hiszpanów obejmował ludność tubylczą zorganizowaną w ramach República de indios oddzielonej od sfery hiszpańskiej República de españoles. República de españoles obejmowała nie tylko Europejczyków, ale także Afrykanów i kasty ras mieszanych. Hiszpanie uznawali rdzenne elity za szlachtę w hiszpańskim systemie kolonialnym respektując ich status z epoki przed konkwistą i wykorzystując jako pośredników między Hiszpanami a ich społecznościami. Zależało to jednak od ich nawrócenia na chrześcijaństwo i lojalności wobec Korony Hiszpańskiej. Nahua mieli z kolei znaczną autonomię w regulowaniu swoich spraw lokalnych. Hiszpanie nie do końca rozumieli rdzenny system polityczny ale uznawali jego istnienie oraz lokalnych władców. Przekształcili oni jednak miasta-państwa w podstawowe jednostki zarządzania kolonialnego. W epoce kolonialnej zmieniono ich nazwę z altepetl na cabecera (gmina), chociaż dawny termin altepetl zachował się w dokumentacji w języku nahuatl na poziomie lokalnym. Gminy obejmowały administracją odleglejsze osady zwane sujetos. W gminach Hiszpanie ustanowili rady miejskie w stylu iberyjskim zwane cabildo, które zwykle funkcjonowały tak, jak elita rządząca przed podbojem . Spadek liczby ludności z powodu epidemii spowodował wiele zmian populacyjnych m.in. w osadnictwie i powstawaniu nowych skupisk ludności. Były to często przymusowe relokacje w ramach hiszpańskiej polityki zwanej congregación. Ludność rdzenna zamieszkująca obszary słabo zaludnione została przesiedlona, co ułatwiło objęcie ich ewangelizacją, a imperium kolonialnemu umożliwiło wyzysk ich siły roboczej  .

## Dziedzictwo
Dziedzictwo Azteków żyje w Meksyku do dziś w wielu formach. Stanowiska archeologiczne są udostępniane publiczności, a odnalezione artefakty eksponowane w muzeach. Nazwy miejscowe i zapożyczenia z języka nahuatl przenikają meksykański krajobraz i słownictwo, a symbole i mitologia aztecka są promowane przez rząd i włączane do współczesnego meksykańskiego patriotyzmu jako symbole narodowe.
W XIX wieku barbarzyński obraz Azteków został zastąpiony ich romantycznymi przedstawieniami jako pierwotni synowie ziemi z wysoko rozwiniętą kulturą nieustępującą starożytnym cywilizacjom Europy. Kiedy Meksyk uzyskał niepodległość od Hiszpanii, romantyczna wizja Azteków stała się podstawą kształtowania nowej, meksykańskiej tożsamości narodowej.

### Aztecka i meksykańska tożsamość narodowa
Kultura i historia Azteków odegrała kluczową rolę w kształtowaniu się meksykańskiej tożsamości narodowej po uzyskaniu przez Meksyk niepodległości w roku 1821. W XVII i XVIII-wiecznej Europie Azteków ogólnie wyobrażano sobie jako makabryczny lud barbarzyńców, a nawet gorszy kulturowo. Jeszcze zanim Meksyk uzyskał niepodległość Hiszpanie urodzeni w Ameryce (criollo) odwoływali się do dziedzictwa Azteków, aby ugruntować własne poszukiwania symboli lokalnej dumy odrębnych od hiszpańskiej. Intelektualiści czytywali azteckie zapiski takie jak te zebrane przez Fernando de Alva Ixtlilxochitla oraz pisma Hernando Alvarado Tezozomóca i Domingo de Chimalpahina, aby zrozumieć przeszłość Meksyku w tekstach rdzennych autorów. Poszukiwania te stały się podstawą tego, co historyk D.A. Brading określa „patriotyzmem kreolskim”. XVII-wieczny duchowny i naukowiec Carlos de Sigüenza y Góngora nabył od szlachcica z Texcoco Alvy Ixtlilxochitla kolekcję rękopisów. Kreolski jezuita Francisco Xavier Clavijero opublikował na wygnaniu w latach 1780–1781 dzieło La Historia Antigua de México. Śledzi w nim dzieje Azteków od ich migracji do ostatniego władcy Cuauhtémoca. Jego motywacją była obrona rdzennej przeszłości Meksyku przed oszczerstwami współczesnym mu pisarzy takich jak Pauw, Buffon, Raynal czy William Robertson. Wykopaliska archeologiczne przeprowadzone w roku 1790 na placu głównym stolicy odsłoniły dwie masywne rzeźby zakopane zaraz po upadku Tenochtitlánu. Odkopano m.in. słynny Kamień Słońca, a także Posąg Coatlicue. Antonio de León y Gama w pracy z 1792 pt. Descripción histórico y cronológico de las dos piedras bada te dwa kamienne dzieła sztuki. Dziesięć lat później niemiecki naukowie Alexander von Humboldt spędził rok w Meksyku podczas swojej cztereoletniej wyprawy do hiszpańskiej Ameryki. Jedną z jego wczesnych publikacji z tego okresu była Views of the Cordilleras and Monuments of the Indigenous Peoples of the Americas . Humboldt odegrał znaczącą rolę w popularyzacji wiedzy o Aztekach wśród naukowców i czytelników na całym świecie .
W sferze religijnej późnokolonialne obrazy Matki Bożej z Guadelupe przedstawiają ją unoszącą się nad kaktusem. Juan Diego, który miał doznać jej objawienia łączy ciemnoskórą dziewicę z aztecką przeszłością.

#### Niepodległość Meksyku

Współczesna flaga państwa Meksyk czerpie symbolikę z tradycji azteckiej

Kiedy Meksyk uzyskał niepodległość w roku 1821 i stał się I Cesarstwem Meksyku, jego flaga przedstawiała tradycyjnego azteckiego orła siedzącego na kaktusie. Orzeł miał jednak dodatkowo koronę symbolizującą nową monarchię, lecz już w rok później po obaleniu pierwszego cesarza Augustyna I Meksyk stał się republiką, a orłowi koronę zdjęto. W latach 60. XIX wieku, kiedy Francuzi ustanowili II Cesarstwo Meksyku pod rządami Maksymiliana I meksykańska flaga zachowała herbowego orła na kaktusie ale dodano wyszukaną monarchistyczną symbolikę. Po klęsce Francuzów i ich meksykańskich kolaborantów w Meksyku ponownie przywrócono republikę, a z flagi usunięto symbole monarchii . Orzeł siedzący na kaktusie i jedzący węża został przyjęty jako narodowy herb Meksyku. Umieszcza się go także na budynkach administracji publicznej oraz pieczęciach.

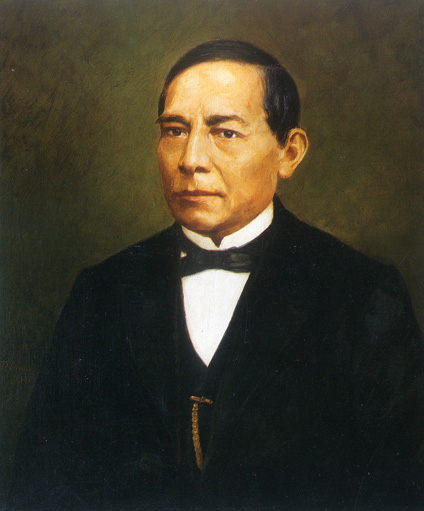
Benito Juárez, prezydent Meksyku w latach 1857–1872. Okres jego rządów przeszedł do historii Meksyku jako La Reforma

Po uzyskaniu niepodległości w Meksyku zaczęły rodzić się napięcia pomiędzy konserwatywnymi latynosami odrzucającymi starożytne cywilizacje kraju jako źródło dumy narodowej a rdzennymi mieszkańcami szczycącymi się dziedzictwem Azteków. Chociaż flaga narodowa miała aztecki symbol, konserwatyści byli wrogo nastawieni do ludności tubylczej. Za rządów Antonio Lópeza de Santa Anna proazteccy intelektualiści meksykańscy nie znaleźli szerokiego grona zwolenników. Wraz z jego obaleniem w roku 1854 meksykańscy liberałowie i uczeni zainteresowani przeszłością ludności tubylczej stali się bardziej aktywni. Liberałowie byli przychylniej nastawieni do ludności rdzennej i jej historii, ale jednocześni uważali kwestię Indian za pilną sprawę społeczną. Zaangażowanie liberałów na rzecz równości wobec prawa oznaczało, że dla rdzennych mieszkańców liberalizm stał się główną drogą rozwoju w tamtej epoce. Do osób pochodzących z ludności tubylczej należą m.in. Benito Juárez, polityk zapotecki, pierwszy prezydent Meksyku pochodzenia rdzennego oraz intelektualista i polityk Nahua Ignacio Altamiro, uczeń Ignacio Ramíreza, obrońcy praw ludności rdzennej. Dla badań nad rdzenną przeszłością Meksyku ważna była także rola umiarkowanego liberała José Fernando Ramíreza pełniącego funkcję dyrektora Muzeum Narodowego, który prowadził badania z wykorzystaniem azteckich kodeksów. Unikał on zaciekłych konfliktów między liberałami a konserwatystami, które doprowadziły do dekady wojny domowej. Meksykańskimi uczonymi, którzy prowadzili badania nad Aztekami pod koniec XIX wieku byli Francisco Pimentel, Antonio García Cubas, Manuel Orozco y Berra, Joaquín García Icazbalceta oraz Francisco del Paso y Troncoso. Przyczynili się oni znacząco do rozwoju meksykańskiej wiedzy o Aztekach .

#### Przełom XIX i XX wieku
Koniec XIX wieku w Meksyku to okres, w którym cywilizacja Azteków stała się powodem dumy narodowej. Czas ten był zdominowany przez liberalnego bohatera wojskowego, Porfirio Díaza, metysa z Oaxaca, prezydenta Meksyku w latach 1876–1911. Jego sprawowana twardą ręką polityka „porządku i postępu” otwierająca Meksyk na zagraniczne inwestycje i stawiająca na modernizację kraju osłabiła jednak rdzenną ludność kraju. Niemniej jednak z punktu widzenia nauki Díaz wspierał finansowo badania archeologiczne i ochronę zabytków .

"Scholars found it more profitable to confine their attention to Indians who had been dead for a number of centuries".
„Uczeni uznali najwyraźniej za bardziej opłacalne ograniczenie swojej uwagi do Indian martwych od wieków”.

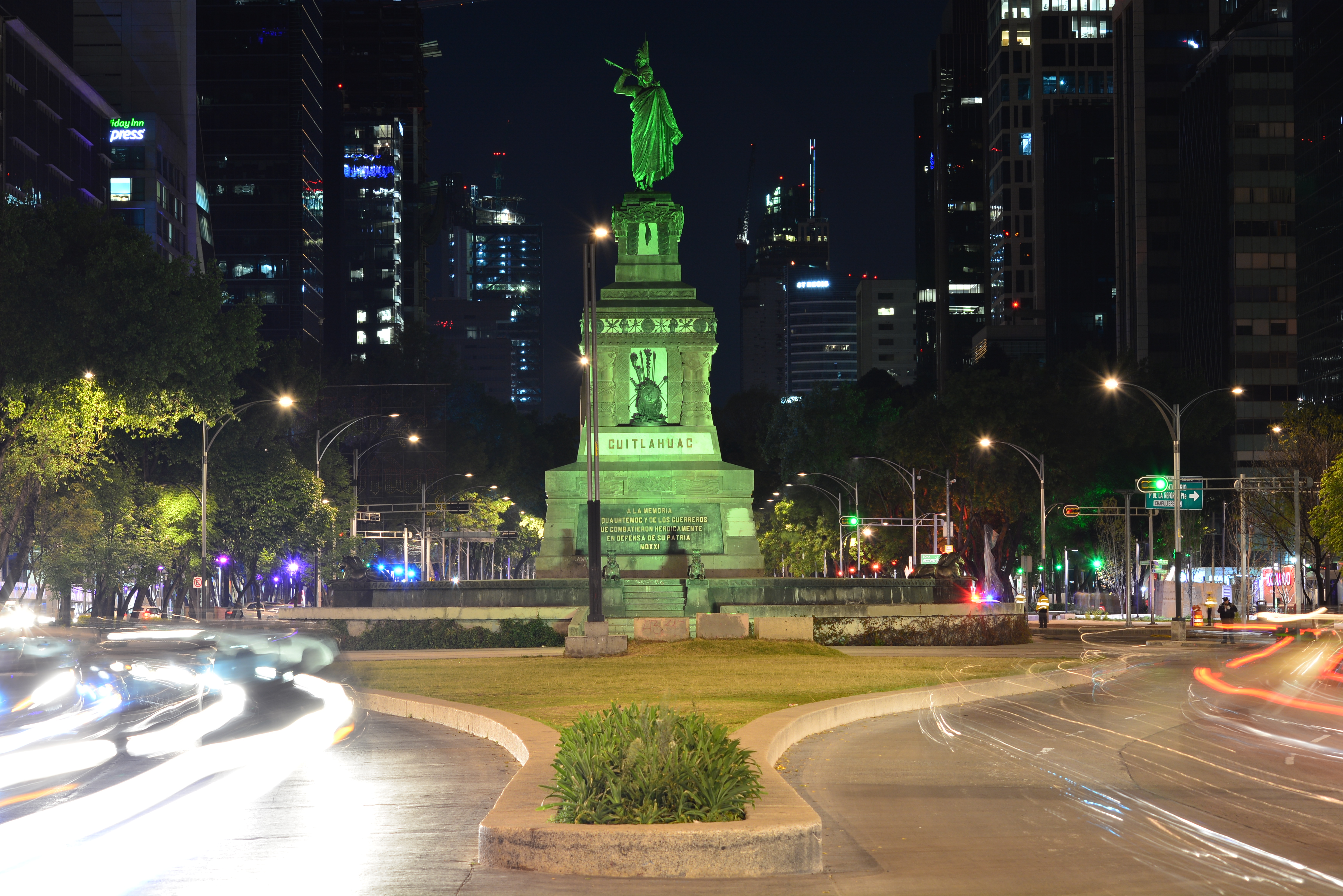
Pomnik Cuauhtémoca na głównym rondzie Paseo de la Reforma w Meksyku

Porfirio Díaz postawił także pomnik Cuahtémoca na głównym rondzie Paseo de la Reforma w Meksyku. Jego odsłonięcie miało miejsce w roku 1887. Na targach światowych pod koniec XIX wieku pawilony Meksyku skupiały się głównie na jego rdzennej przeszłości, zwłaszcza Aztekach. Kulturowy obraz Meksyku na tych wystawach pomogli ukształtować tacy uczeni jak Alfredo Chavero .
Rewolucja meksykańska (1910–1920) i znaczący udział w walkach ludności rdzennej zapoczątkowały szeroki, sponsorowany przez rząd ruch polityczno-kulturowy zwany indigenismo, w którym symbole azteckie stały się wszechobecne, zwłaszcza w meksykańskim muralizmie Diego Rivery .
W swoich pracach autorzy meksykańscy tacy jak Octavio Paz czy Agustín Fuentes przeanalizowali użycie symboli azteckich przez współczesne społeczeństwo meksykańskie krytykując sposób, w jaki przyjmuje ono i dostosowuje kulturę tubylczą do celów politycznych. Na przykład Paz skrytykował układ architektoniczny Narodowego Muzeum Antropologicznego, które kreuje pogląd na historię Meksyku jako historii Azteków, co sugeruje nacjonalistyczne zawłaszczenie ich kultury .

### Aztekowie w badaniach międzynarodowych
Począwszy od XIX wieku uczeni zarówno europejscy jak i amerykańscy coraz bardziej oczekiwali badań nad starożytnymi cywilizacjami Meksyku. Niezwykle ważną postacią okazał się Humboldt wprowadzając Meksyk do dyskusji na temat starożytnych kultur. Amerykanista francuski Charles Étienne Brasseur de Bourbourg (1814–1874) stwierdził:

"Science in our own time has at last effectively studied and rehabilitated America and the Americans from the [previous] viewpoint of history and archeology. It was Humboldt [...] who woke us from our sleep".
"Nauka naszych czasów w końcu skutecznie zbadała i zrehabilitowała Amerykę i Amerykanów z [poprzedniego] punktu widzenia historii i archeologii. To Humboldt (...) obudził nas ze snu".

W roku 1838 Francuz Jean-Frédéric Waldeck opublikował swoją Voyage pittoresque et archéologique dans la province d’Yucatan pendant les années 1834 et 1836. Chociaż nie był on bezpośrednio związany z Aztekami, przyczynił się do wzrostu zainteresowania starożytnymi studiami meksykańskimi w Europie. Angielski arystokrata Edward King, wicehrabia Kingsborough, włożył mnóstwo pracy w dążenie do zrozumienia starożytnego Meksyku. King odpowiedział na wezwanie Humboldta do publikacji wszystkich znanych kodeksów azteckich publikując dziewięć bogato ilustrowanych tomów Antiques of Mexico (1831–1846), co doprowadziło go do bankructwa. Nie był bezpośrednio zainteresowany Aztekami ale raczej udowodnieniem, że Meksyk był skolonizowany przez Żydów. Niemniej jednak jego publikacja dała innym dostęp do pierwotnych źródeł.
Zainteresowanie starożytnym Meksykiem w Stanach Zjendoczonych na początku XIX wieku skłoniło Johna Lloyda Stephensa do podróży do Meksyku, a następnie opublikowanie dobrze ilustrowanych relacji na początku lat 40. XIX wieku. Z kolei badania na wpół ślepego Bostończyka, Williama Hicklinga Precotta dotyczące hiszpańskiego podboju Meksyku zaowocowały jego popularną i dogłębną pracą pt. The Conquest of Mexico (1843). Chociaż Prescott nie był formalnie wykształcony jako historyk, czerpał z oczywistych źródeł hiszpańskich ale także z historii podboju Ixtlilxochitla i Sahagúna. Jego wynikowa praca była mieszanką prostaw pro- i antyazteckich. Była nie tylko anglojęzycznym bestsellerem, ale także wywarła wpływ na intelektualistów meksykańskich, w tym czołowego konserwatywnego polityka Lucasa Alamána. Alamán odrzucił swoją charakterystykę Azteków. W ocenie Benjamina Keena historia Prescotta "przetrwała ataki z każdej strony i nadal dominuje w koncepcjach laików, jeśli nie specjalistów, dotyczących cywilizacji Azteków". Pod koniec XIX wieku biznesman i historyk Hubert Howe Bancroft nadzorował ogromny projekt angażujący pisarzy i badaczy mający na celu napisanie jednej historycznej narracji „rdzennych ras” Ameryki Północnej, w tym Meksyku i Kalifornii oraz Ameryki Środkowej. Całe jedno dzieło było poświęcone starożytnemu Meksykowi, z czego połowa dotyczyła Azteków. Była to synteza czerpiąca między innymi z Ixtlilxochitla i Brasseur de Bourbourga .
Kiedy w roku 1875 w Nancy we Francji utworzono Międzynarodowy Kongres Amerykanistów, meksykańscy uczeni stali się aktywnymi uczestnikami, a miasto Meksyk organizowało sześciokrotnie odbywające się co dwa lata od roku 1895 interdyscyplinarne spotkania. Starożytne cywilizacje Meksyku nadal były przedmiotem głównych badań naukowych prowadzonych przez uczonych meksykańskich oraz zagranicznych.

### Język i nazwy miejscowe
Językiem nahuatl posługuje się obecnie 1,5 miliona osób, głównie na obszarach górskich w stanach środkowego Meksyku. Dzisiejsza meksykańska odmiana języka hiszpańskiego obejmuje setki zapożyczeń z języka nahuatl, a wiele z tych słów przeszło do ogólnego języka hiszpańskiego, a następnie do innych języków świata   .

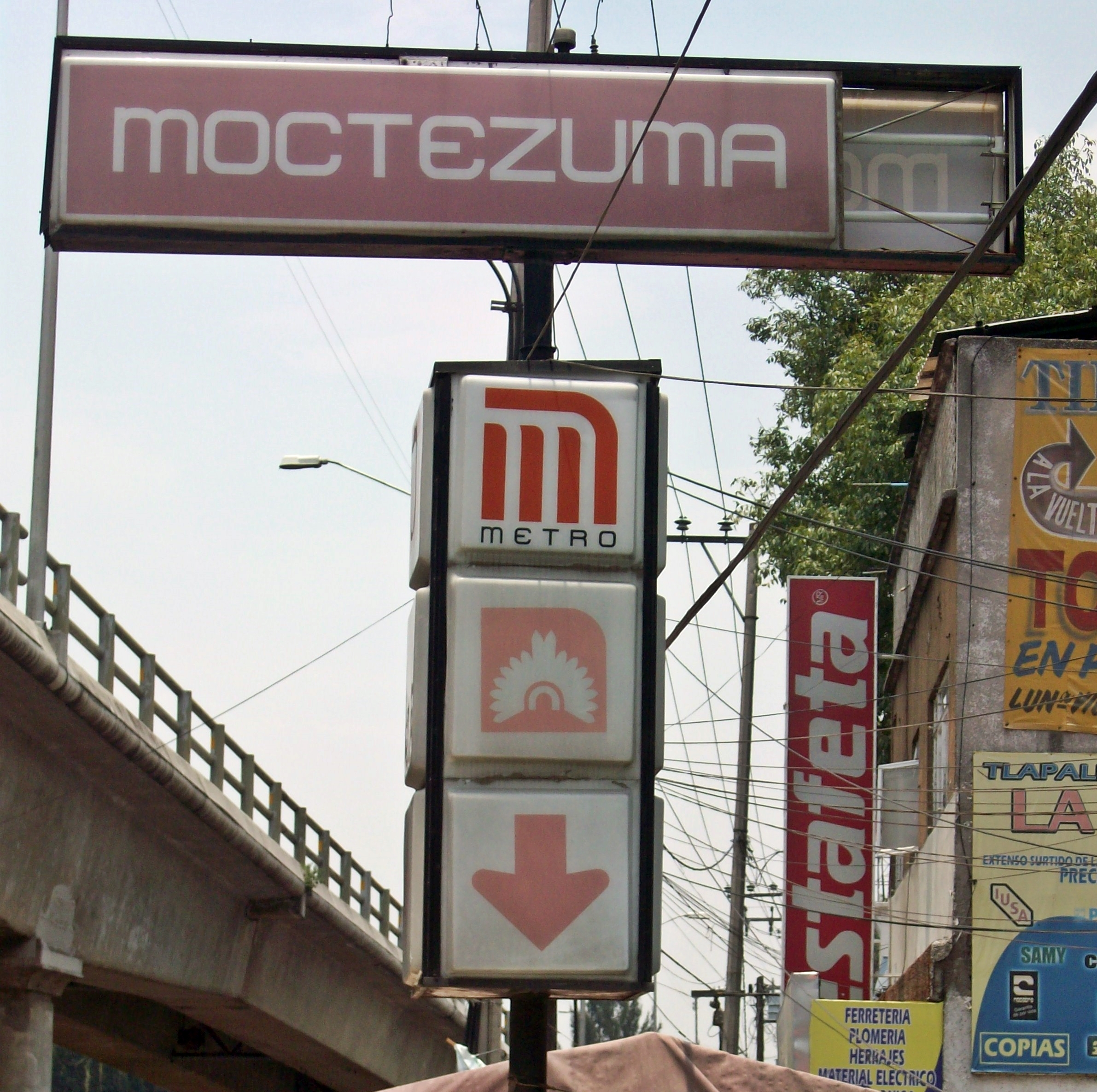
Jedna ze stacji stołecznego metra w Meksyku

W Meksyku azteckie nazwy miejscowe są wszechobecne, szczególnie w środkowym Meksyku, gdzie znajdowało się centrum imperium Azteków ale także w innych regionach, w których wiele miast, miasteczek i wsi powstało pod ich nazwami w nahuatl, ponieważ azteckie oddziały wsparcia towarzyszyły hiszpańskim konkwistadorom podczas ich pierwszych ekspedycji w celu sporządzania map Nowej Hiszpanii. W ten sposób nawet miasta, w których pierwotnie nie mówiono w nahuatl zaczęto nazywać nazwami w tym języku . Stołeczne metro upamiętnia azteckich władców nazwami stacji Montezumy II i Cuauhtémoca.

### Kuchnia

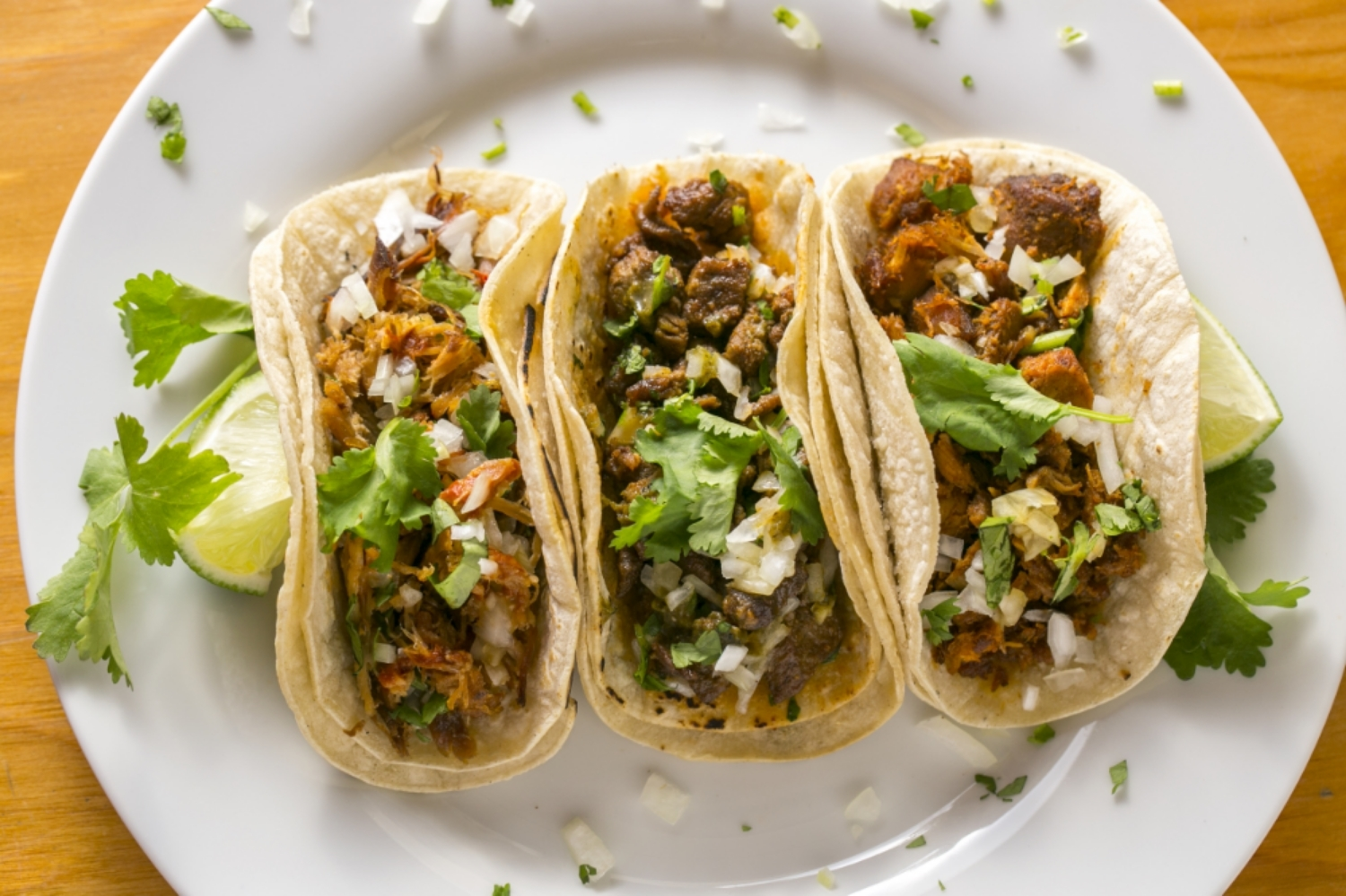
Taco, jedna ze sztandarowych potraw kuchni meksykańskiej

Kuchnia meksykańska po dziś dzień opiera się na podstawowych elementach kuchni mezoamerykańskiej, zwłaszcza kuchni azteckiej. Kukurydza, chilli, fasola, cukinia, pomidor czy awokado, wiele z tych podstawowych produktów jest nadal znanych pod ich nazwami w nahuatl niosąc w ten sposób dziedzictwo Azteków, którzy zapoznali z nimi Hiszpanów, a ci z kolei cały świat. Dzięki rozprzestrzenianiu się mezoamerykańskich odkryć kulinarnych słowa takie jak czekolada, tomato, chili, tamal, taco, pupusa, chipotle, pozole, atole czy guacamole zostały zapożyczone do hiszpańskiego, a stamtąd do innych języków na całym świecie . Biorąc pod uwagę popularność kuchni meksykańskiej można powiedzieć, że dziedzictwo Azteków ma zasięg globalny. Nawet dziś azteckie obrazy i słowa są często wykorzystywane, aby nadać aurę autentyczności i pikantności w jej marketingu.

### Aztekowie w kulturze popularnej

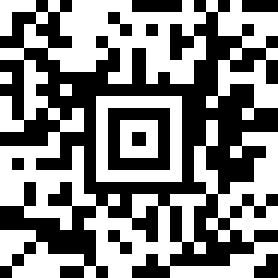
Jeden ze standardów kodu matrycowego ochrzczony został Aztec code

#### Filmy
- 1991: Juan Mora Catlett, Retorno a Aztlán[169].
- 1998: Salvador Carrasco, The Other Conquest[170].

#### Gry
- 2018: Eidos Montréal, Nixxes Software (prod.), Squre Enix, Feral Interactive (wyd.), Shadow of the Tomb Raider[171].

#### Książki
- Garry Jennings, Aztec (1980) i Aztec Autumn (1997)[172].

## Teksty źródłowe
- Chimalpahin, Domingo de San Antón Muñón (1997) [ok. 1621], Arthur J. O. Anderson; Susan Schroeder (red.), Codex Chimalpahin, t. 1: society and politics in Mexico Tenochtitlan, Tlatelolco, Texcoco, Culhuacan, and other Nahua altepetl in central Mexico; the Nahuatl and Spanish annals and accounts collected and recorded by don Domingo de San Antón Muñón Chimalpapin Quauhtlehuanitzin, Civilization of the American Indian series, tłum. Arthur J. O. Anderson; Susan Schroeder (red. gen.), Wayne Ruwet (red. manuskryptu), Norman: University of Oklahoma Press, ISBN 978-0-8061-2921-1, OCLC 36017075. (ang.).
- Cortés, Hernan (1987) Letters from Mexico. New Edition, Anthony Pagden 9tłum.), New Haven: Yale University Press, ISBN 0-300-03724-4. (ang.).
- Díaz del Castillo, Bernal (1963) [1632], The Conquest of New Spain, Penguin Classics, J.M. Cohen (tłum.), Harmondsworth, Anglia: Penguin Books, ISBN 978-0-14-044123-9. OCLC 162351797. (ang.).
- Durán, Diego (1971) [1574–79], Fernando Horcasitas; Doris Heyden (red.), Book of the Gods and Rites and The Ancient Calendar, Civilization of the American Indian series, Fernando Horcasitas; Doris Heyden (tłum.), Miguel León-Portilla (przedsłowie), (oryg. Libro de los dioses y ritos and El calendario antiguo), Norman: University of Oklahoma Press, ISBN 978-0-8061-0889-6. OCLC 149976. (ang.).
- Durán, Diego (1994) [ok. 1581], The History of the Indies of New Spain, Civilization of the American Indian series, nr 210, Doris Heyden (tłum.), (oryg. Historia de las Indias de Nueva-España y Islas de Tierra Firme), Norman: University of Oklahoma Press, ISBN 978-0-8061-2649-4. OCLC 29565779. (ang.).
- Ruiz de Alarcón, Hernando (1984) [1629], Treatise on the Heathen Superstitions and Customs That Today Live Among the Indians Native to This New Spain, 1629, Civilization of the American Indian series, J. Richard Andrews i Ross Hassig (tlum.), (oryg. Tratado de las supersticiones y costumbres gentílicas que oy viven entre los indios naturales desta Nueva España) Norman: University of Oklahoma Press, ISBN 978-0-8061-1832-1, OCLC 10046127. (ang., nah.).
- Sahagún, Bernardino de (1950–82) [ok. 1540–85], Florentine Codex: General History of the Things of New Spain, 13 vols. in 12, I–XII, Charles E. Dibble i Arthur J. O. Anderson (tłum.), (oryg. Historia General de las Cosas de la Nueva España), Santa Fe, NM i Salt Lake City: School of American Research and the University of Utah Press, ISBN 978-0-87480-082-1, OCLC 276351. (ang.).
- Sahagún, Bernardino de (1997) [ok. 1558–61], Primeros Memoriales, Civilization of the American Indians series, Vol. 200, part 2, Thelma D. Sullivan (tłum.), oraz H.B. Nicholson, Arthur J. O. Anderson, Charles E. Dibble, Eloise Quiñones Keber i Wayne Ruwet (zbiór, korekta, redakcja), Norman: University of Oklahoma Press, ISBN 978-0-8061-2909-9, OCLC 35848992. (ang.).
- Zorita, Alonso de (1963), Life and Labor in Ancient Mexico: The Brief and Summary Relation of the Lords of New Spain, Benjamin Keen (tłum.), Nowy Brunszwik: Rutgers University Press, ISBN 0-8061-2679-5. (ang.).